# Kröller-Müllermuseets skulpturpark

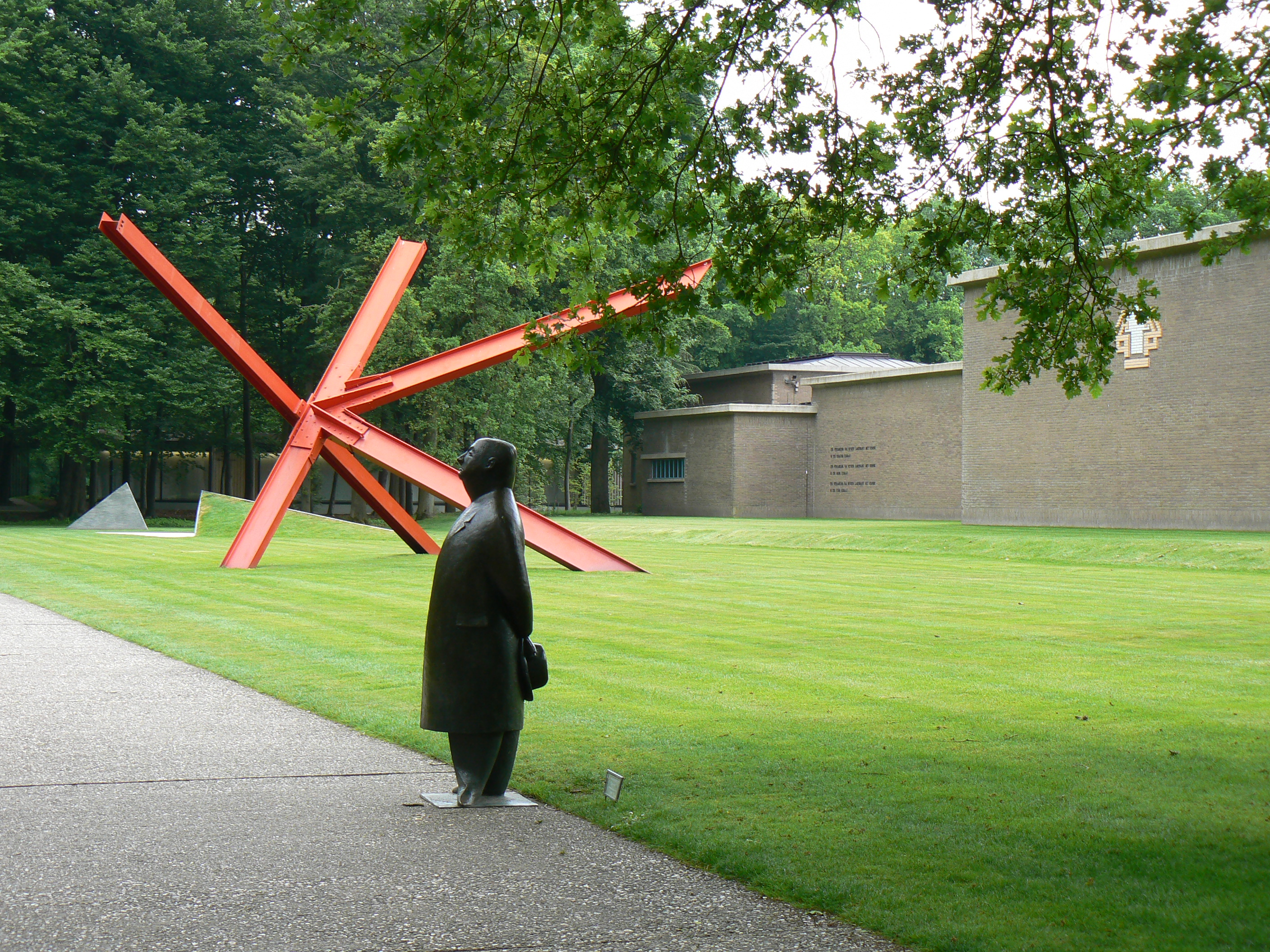
Entréväg till Kröller-Müllermuseet

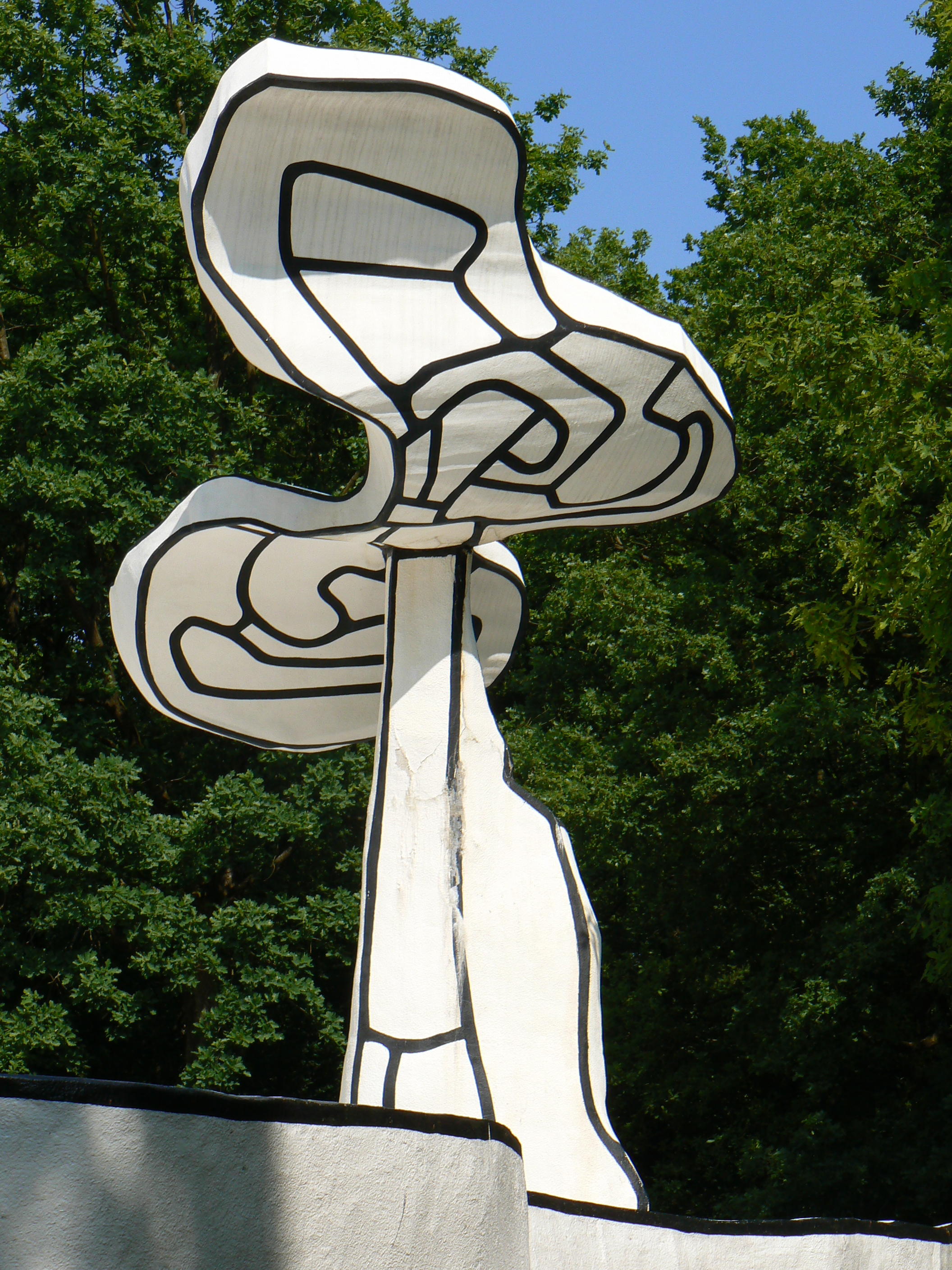
Jardin d'Email av Jean Dubuffet

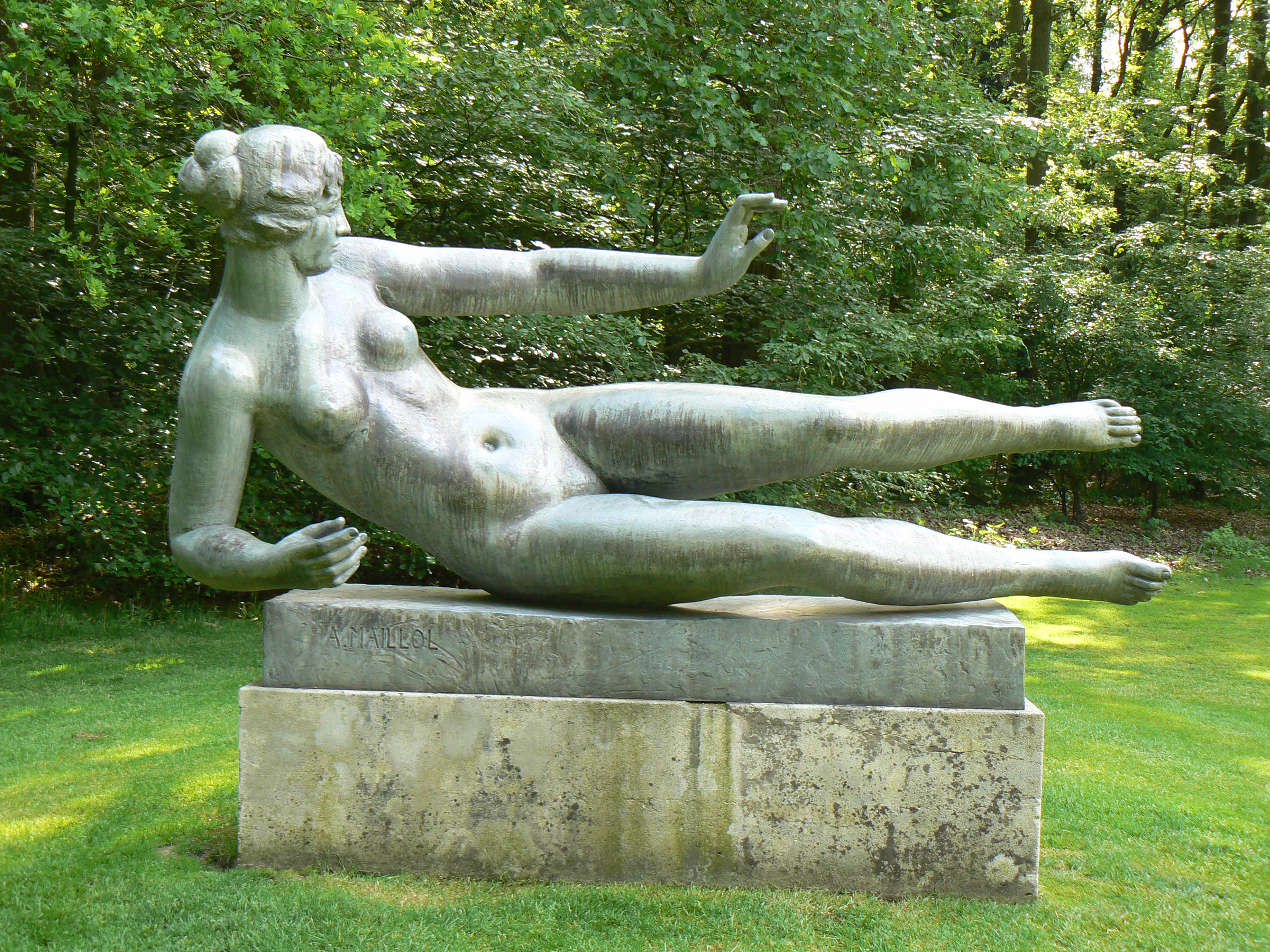
L'Air av Aristide Maillol

Kröller-Müllermuseets skulpturpark ligger i nationalparken Hoge Veluwe vid Otterlo i Nederländerna i omedelbar närhet till Kröller-Müllermuseet.
Skulpturparken är med sina 25 hektar en av de största skulpturparkerna i Europa. Den öppnades 1961 på en yta av fyra hektar och ställer ut internationella verk från 1900-talet. Parken utvidgades 1966 till nio hektar och till sin nuvarande storlek 2001.
I parken finns två utaställningspaviljonger: Eyck-Pavillon, ritad av Aldo van Eyck och Rietveld-Pavillon, ritad av Gerrit Rietveld.

## Skulptursamling
Skulptursamlingen omfattar verk och inhemska och utländska konstnärer, bland andra:
- Hans Aeschbacher med Stor figur I (1961)
- Jean Amado med De la mer, le passage ... (1979)
- Carl Andre med  Weathering piece (1970) och 43 Roaring forty (1988)
- Willy Anthoons med Forme infinie (1949)
- Kenneth Armitage med Monitor (1961)
- Jean Arp med Berger de nuages (1953)
- Joannis Avramidis med Stor figur (1958)
- Mirosław Bałka med 125x211x179 och 190x129x73 (1993) och 200x238x95 (1996/2001)
- Antoine Bourdelle med La grande Pénélope (1912)
- Tom Claassen med 18 liegende Holzmänner (2000) och Rocky lumps (2005/06)
- Adam Colton med Blob and Bone (2002)
- Eugène Dodeigne med Homme et femme (1963) och Sept (1993)
- Jean Dubuffet med Jardin d'émail (1974)
- Sorel Etrog med Complexes of a young lady (1960/62)
- Lucio Fontana med Concetto spaziale 'Natura'  (1959-60)
- Fortuyn/O'Brien med The twenty-four men in white (1988)
- Otto Freundlich med Composition (1933/1961)
- Dan Graham med Two adjacent pavilions (1978/2001)
- Emilio Greco med La Grande Bagnante nr. 3 (1957)
- Barbara Hepworth med Squares with two circles (1963-1964), Dual form (1965) och Sphere with inner form (1963)
- Huang Yong Ping med The overturned tomb (1994)
- Phillip King med Brake (1966) och Open bound (1973)
- Ödon Koch med Figur I (1958)
- Bertrand Lavier med Privé sur mobi (1986)
- Jacques Lipchitz med Le cri (Le couple) (1928-29) och Le chant des voyelles (1931-32)
- Aristide Maillol med L'Air (1939/62)
- Étienne Martin medDemeure 3 (1960)
- Arturo Martini med Giuditta e Oloferne (1932-33)
- Marcello Mascherini med Ritratto di Franca (1952)
- Umberto Mastroianni med La conquista (1954) och Picadores (1965)
- Henry Moore med Animal head (1956), Two-piece reclining figure II (1960) och Three upright motives (1955-56, 1965)
- François Morellet med La plate-bande (1988)
- Jan van Munster med Plus Minus (1987)
- Isamu Noguchi med The Cry (1959-61/62)
- Claes Oldenburg med Trowel (1971), utanför skulpturparken
- Marta Pan med Sculpture flottante, Otterlo (1960-61) och Amphithéâtre (2007)
- Eduardo Paolozzi med St. Sebastian III (1958) och Medea (1964)
- Constant Permeke med Niobe (1951)
- Germaine Richier med Le grand homme de la nuit (1954/55)
- George Rickey med Two vertical, three horizontal lines (1965-66)
- Auguste Rodin med Femme accroupie (1882)
- Ulrich Rückriem med Spaltad kub (1971), Snittad dolomit (1974)
- Richard Serra med Spin out, for Robert Smithson (1972-73) och One (1988)
- Piet Slegers med Landschaps-Zonneproject (1979) och Everzwijn (1958)
- Tony Smith med Wandering rocks (1967/79)
- Kenneth Snelson med Needle tower (1968)
- Evert Strobos med Palissade (1973/91)
- Mark di Suvero med K-piece (1972)
- Alina Szapocznikow med Bellies (1968)
- Carel Visser med Kubus en zijn stapeling (1967) och Pleinbeeld (1998)
- André Volten med Zuil (1968), Kubisk konstruktion (1968)
- Magdalena Wiecek med Close to the Earth (1968)
- Fritz Wotruba med Stående figur (1958-59) och Hukande figur (1950-51)

## Bildgalleri

### Östra delen

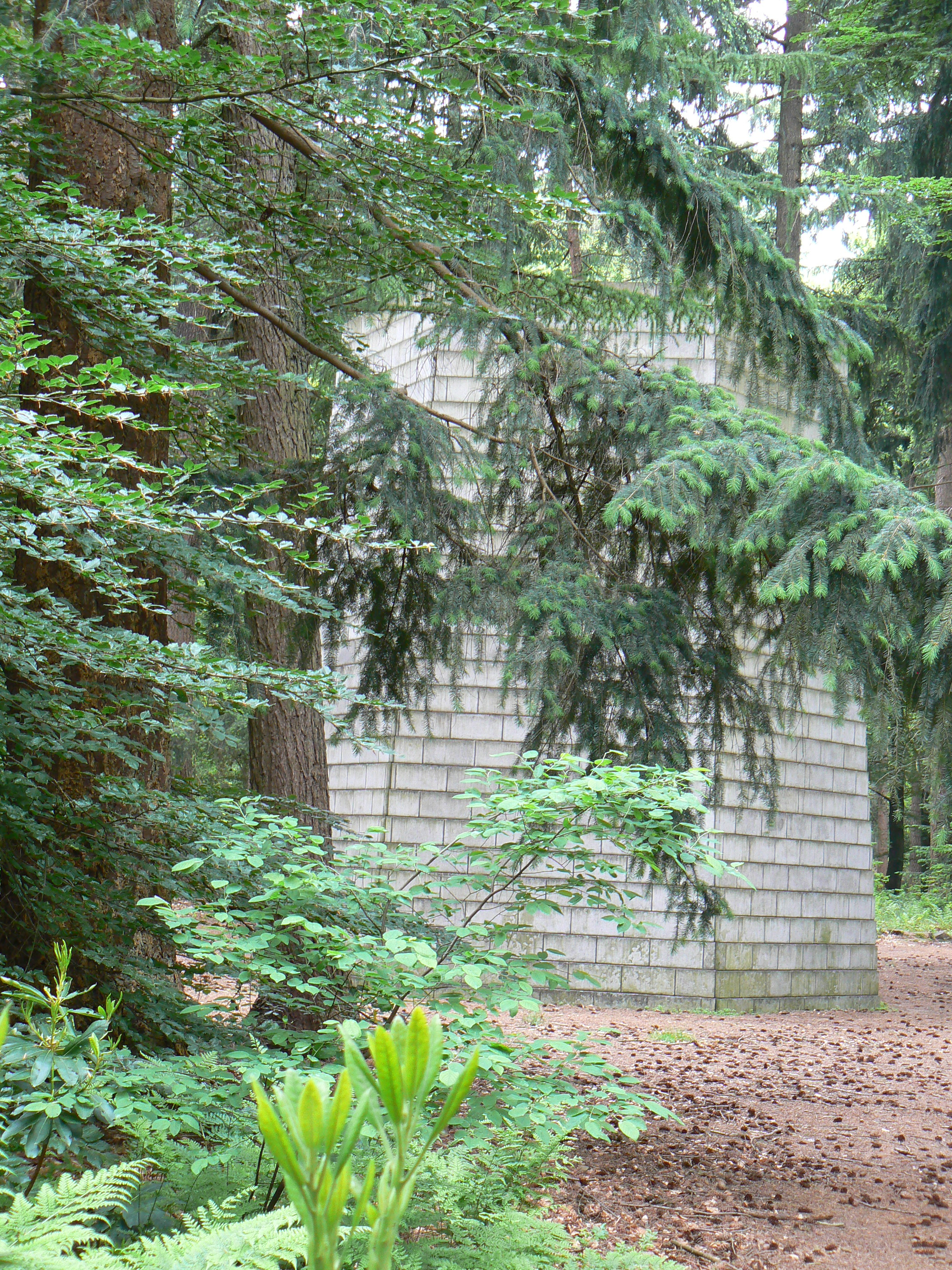
Sol LeWitts Six-sided tower, 1993
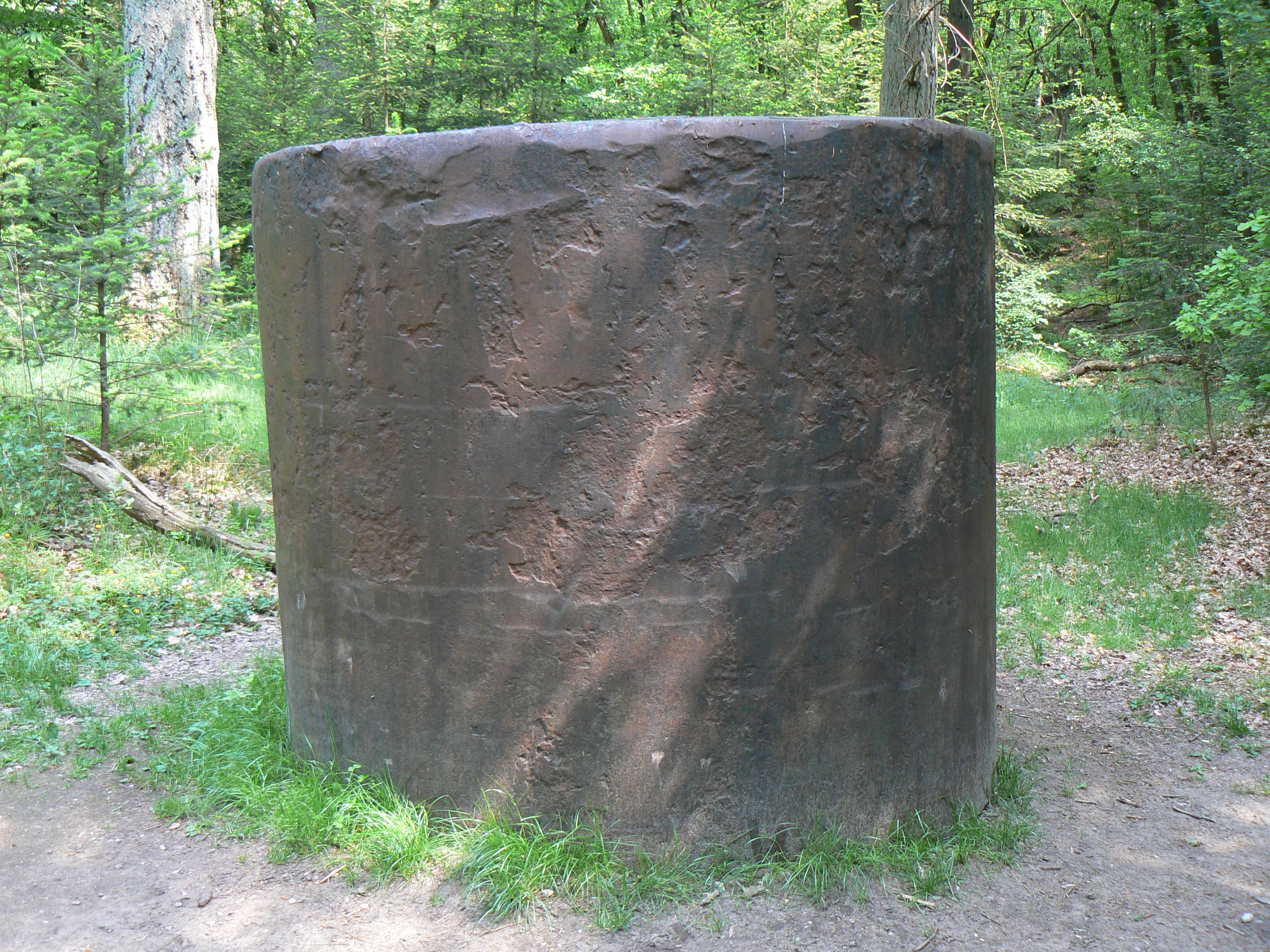
Richard Serras One, 1988
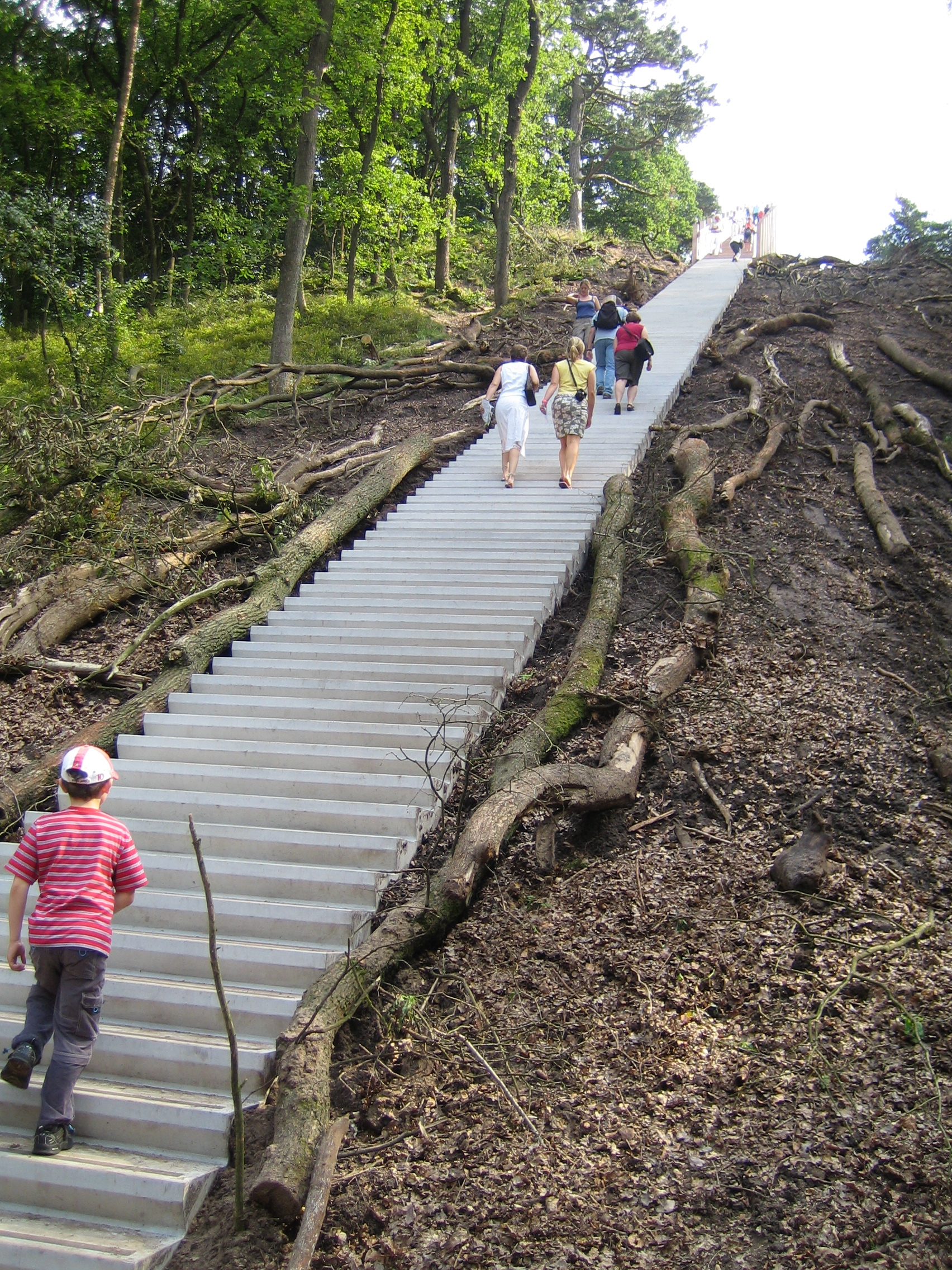
Krijn Giezens Kijk uit attention, 1986-2005
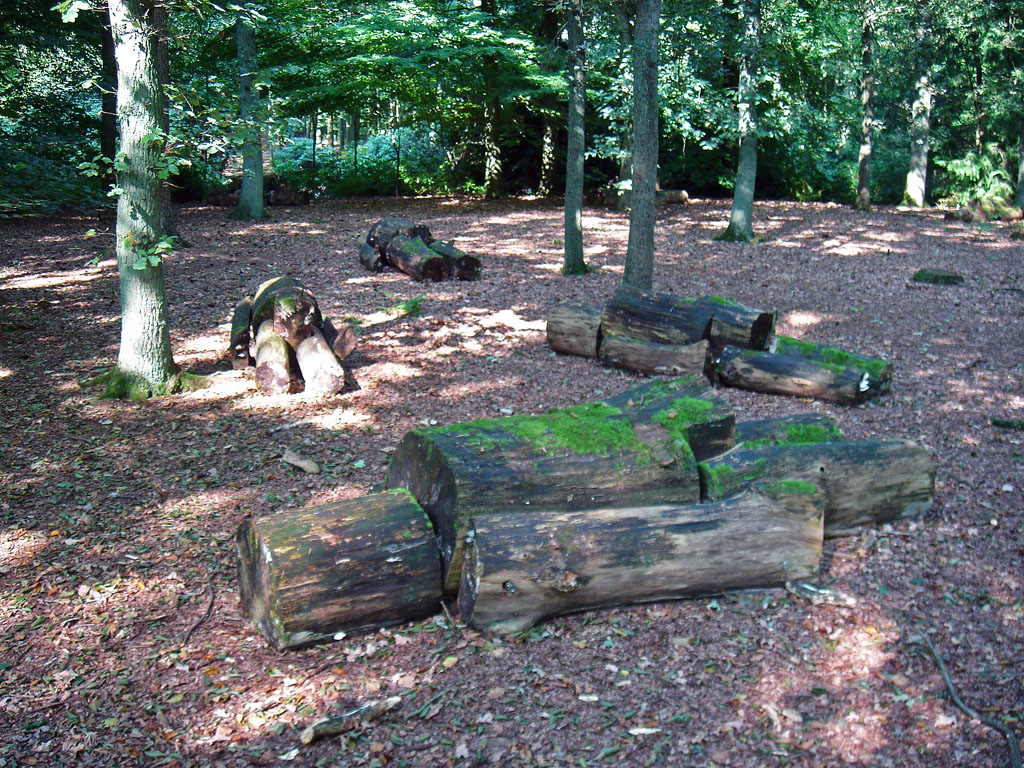
Tom Claassens Liggende houten mannen, 2000
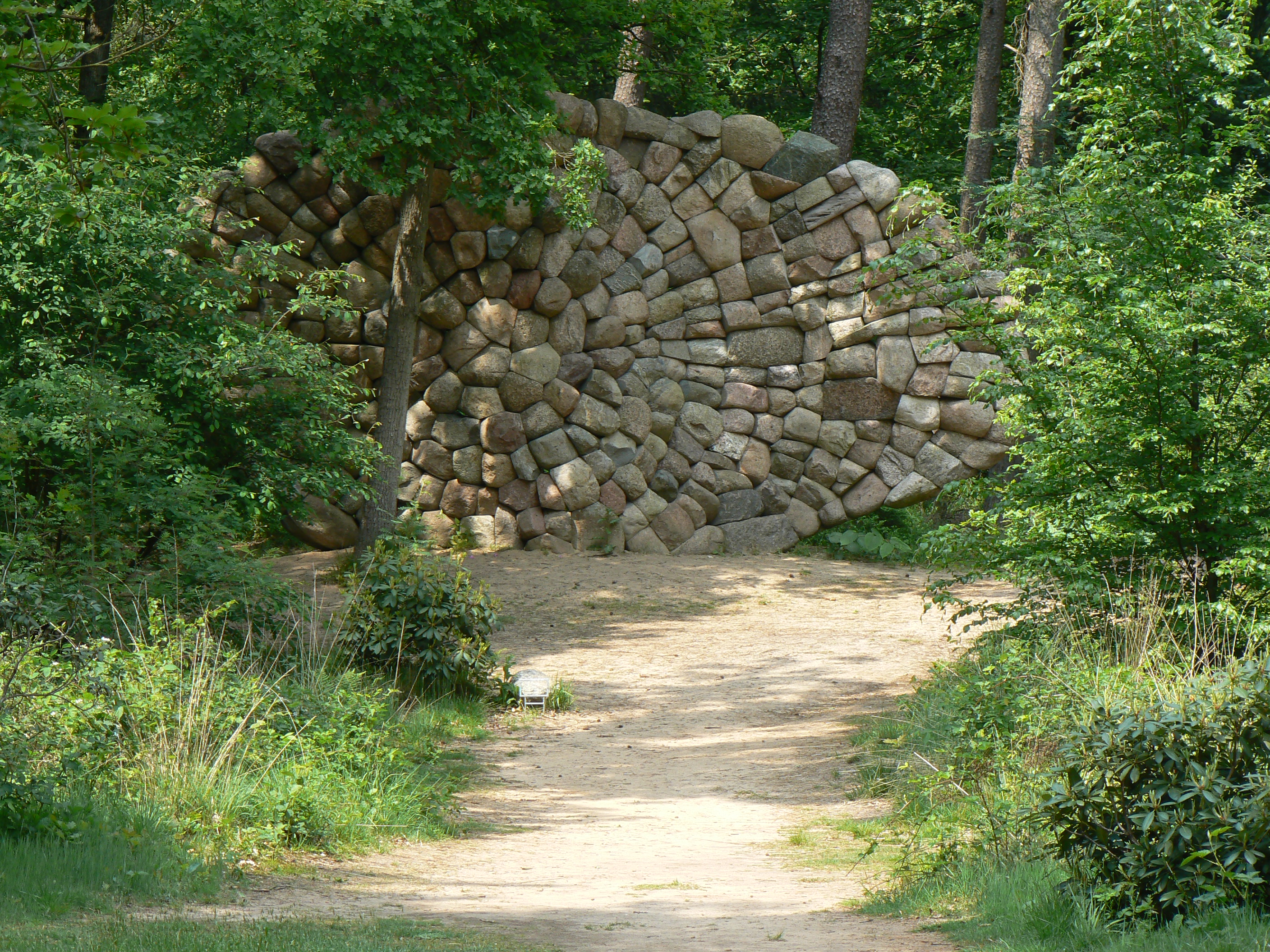
Chris Booths De echo van de Veluwe, 2003-2005
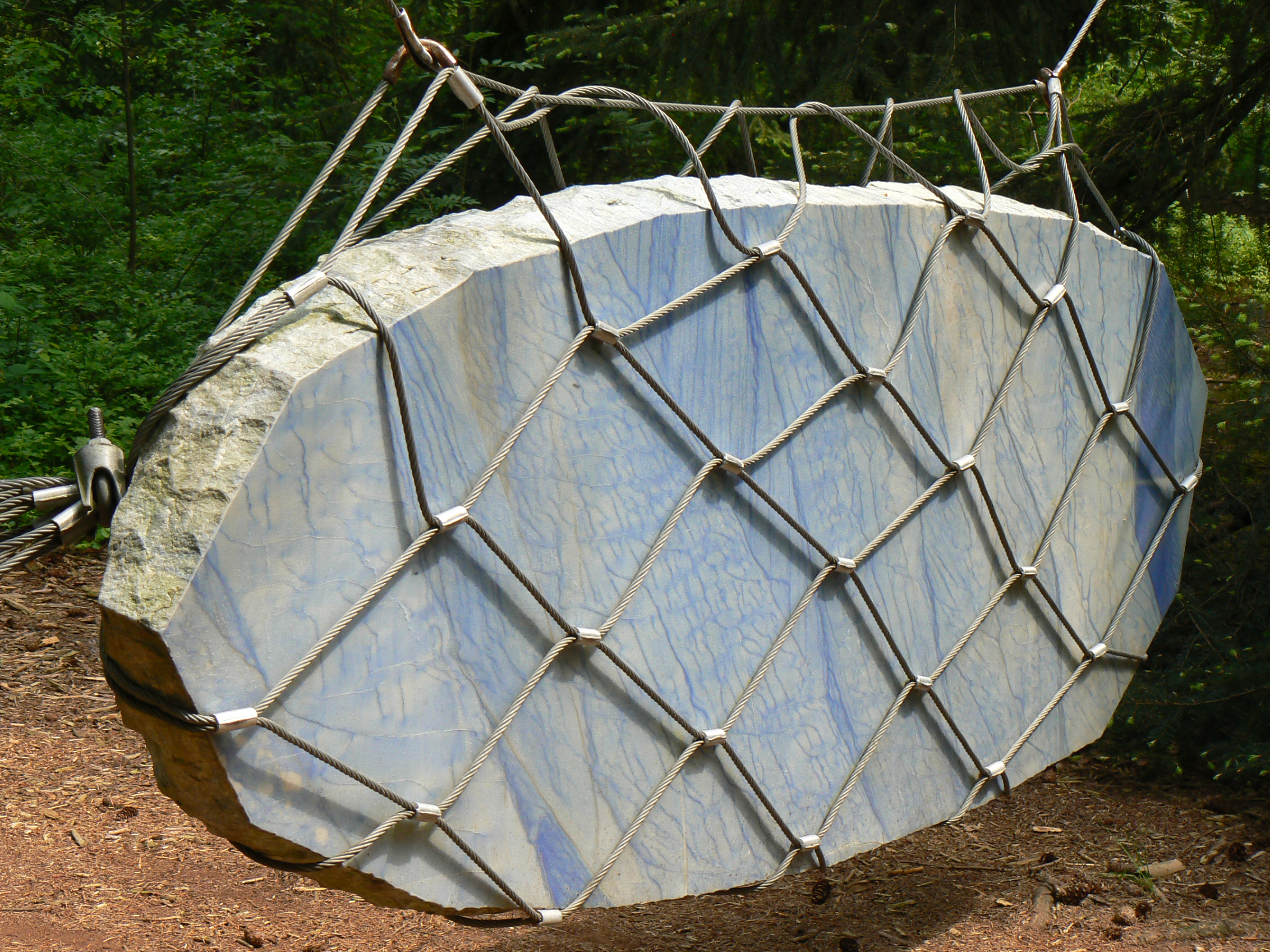
Luciano Fabros La doppia faccia del cielo, 1986
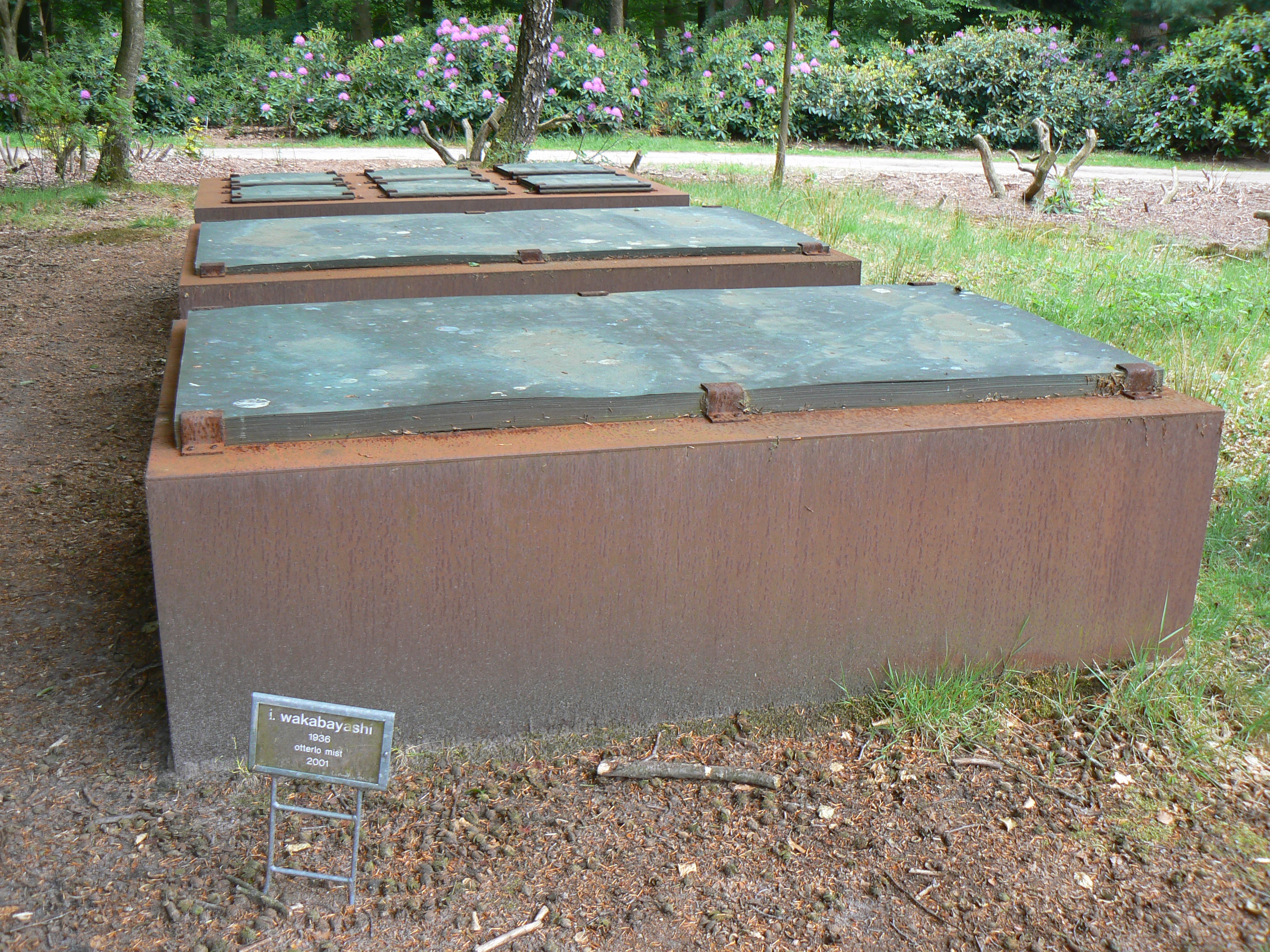
Isamu Wakabayashis Otterlo Mist, 2001
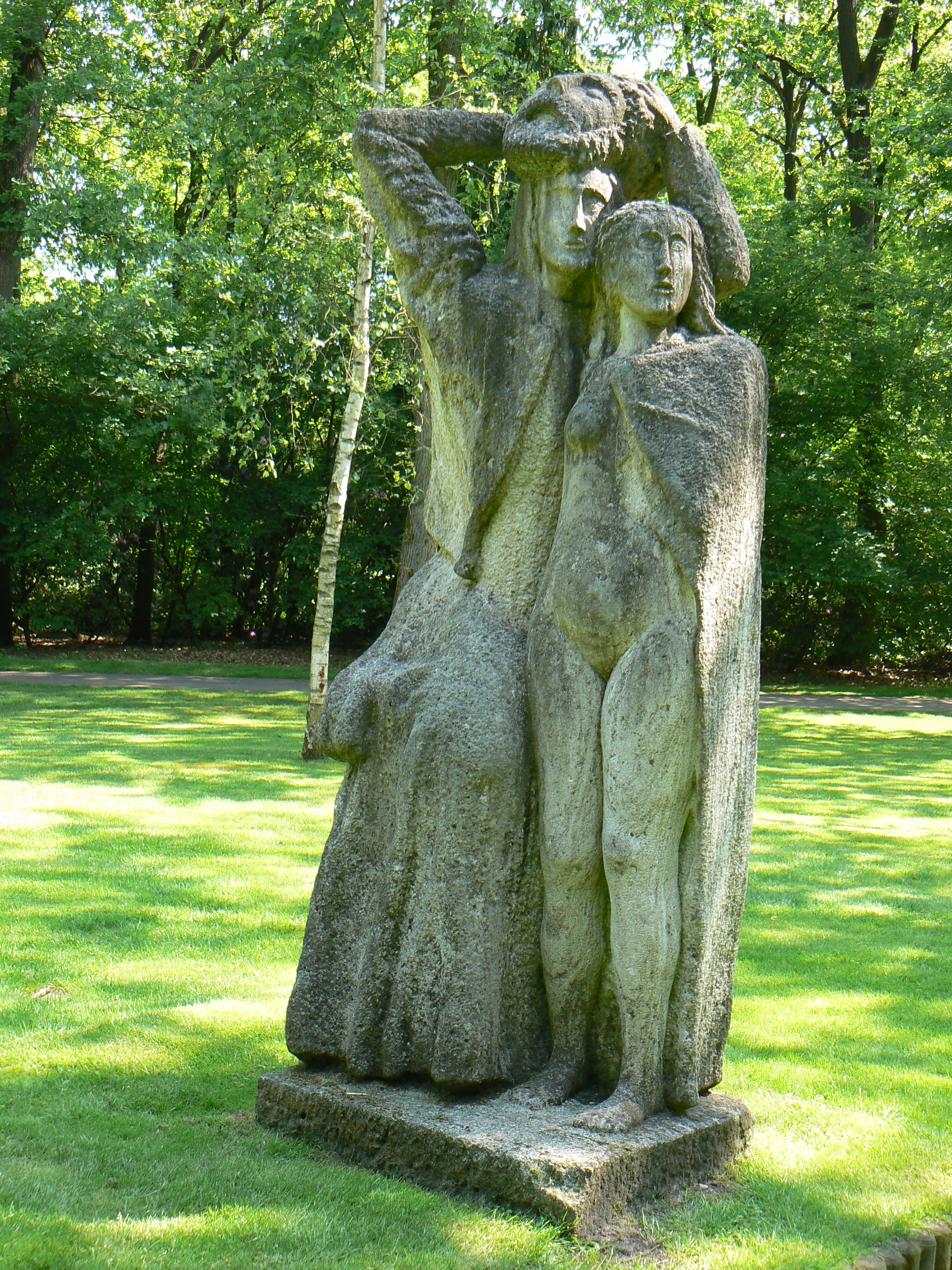
Arturo Martinis Giuditta e Oloferne, 1932-1933

#### Aldo van Eyckpaviljongen

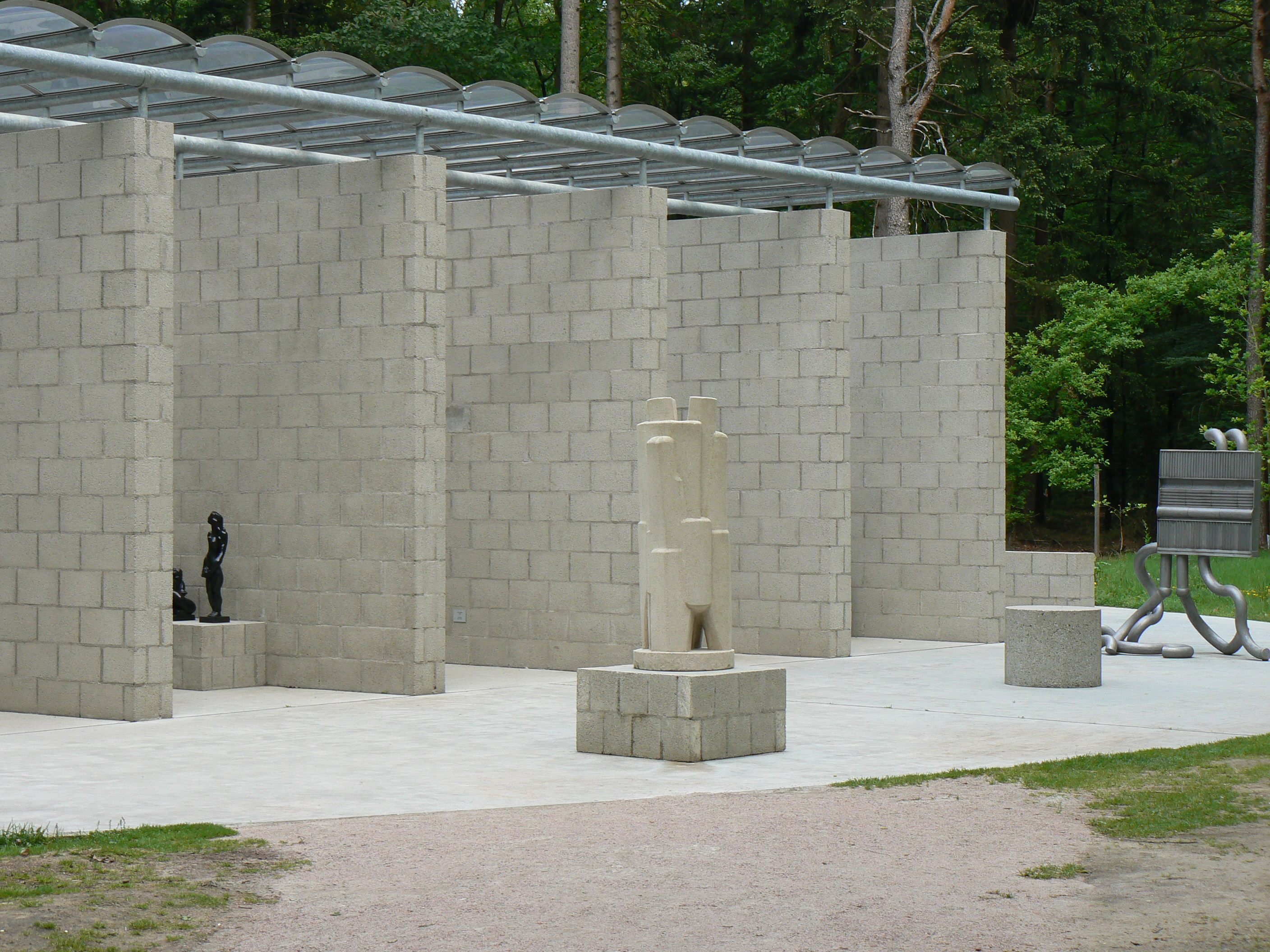
Aldo van Eycks paviljong från 1965-1966, återuppförd i Otterlo 2005-2006
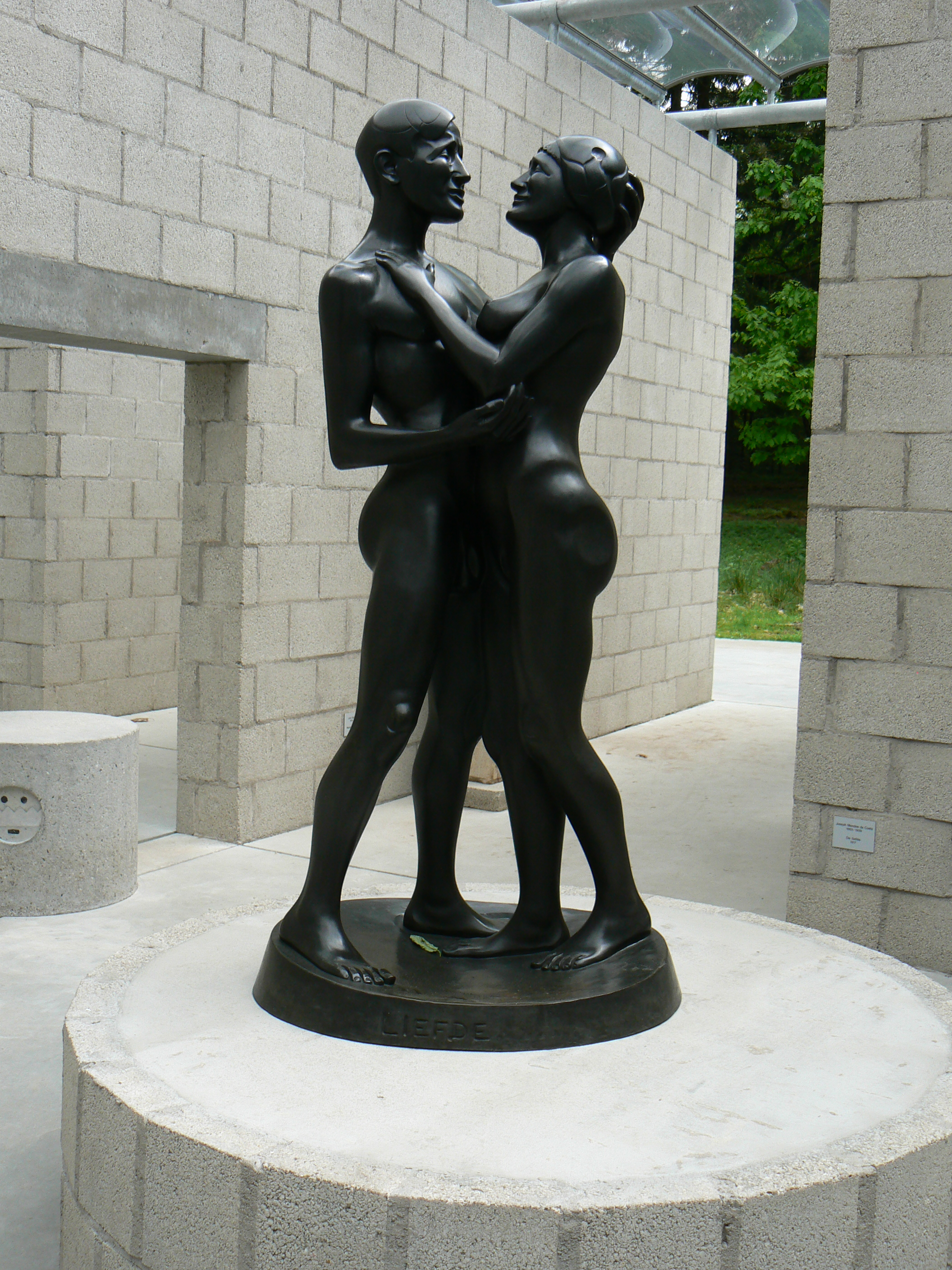
Joseph Mendes da Costas Liefde, 1917
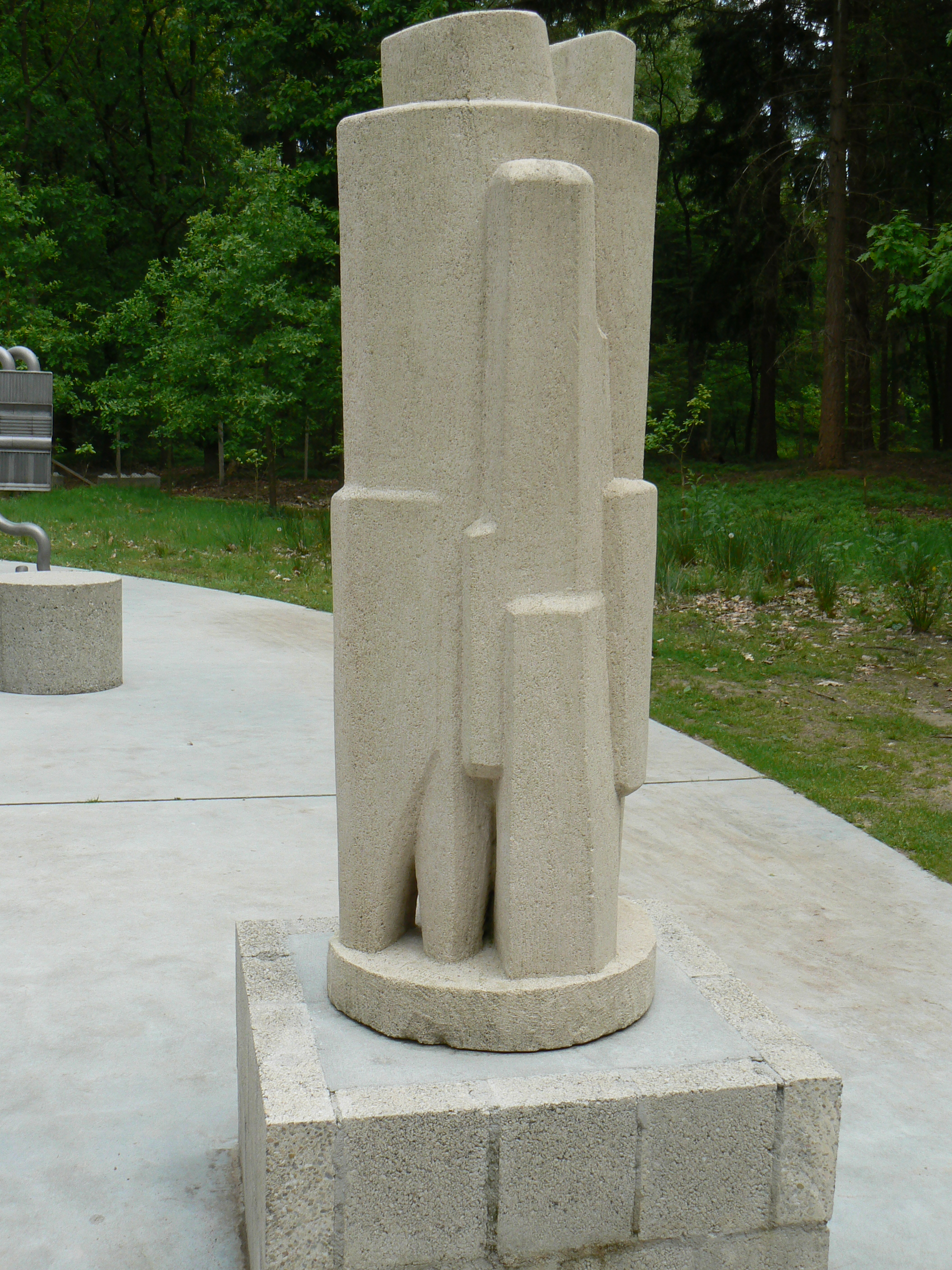
Willy Anthoons
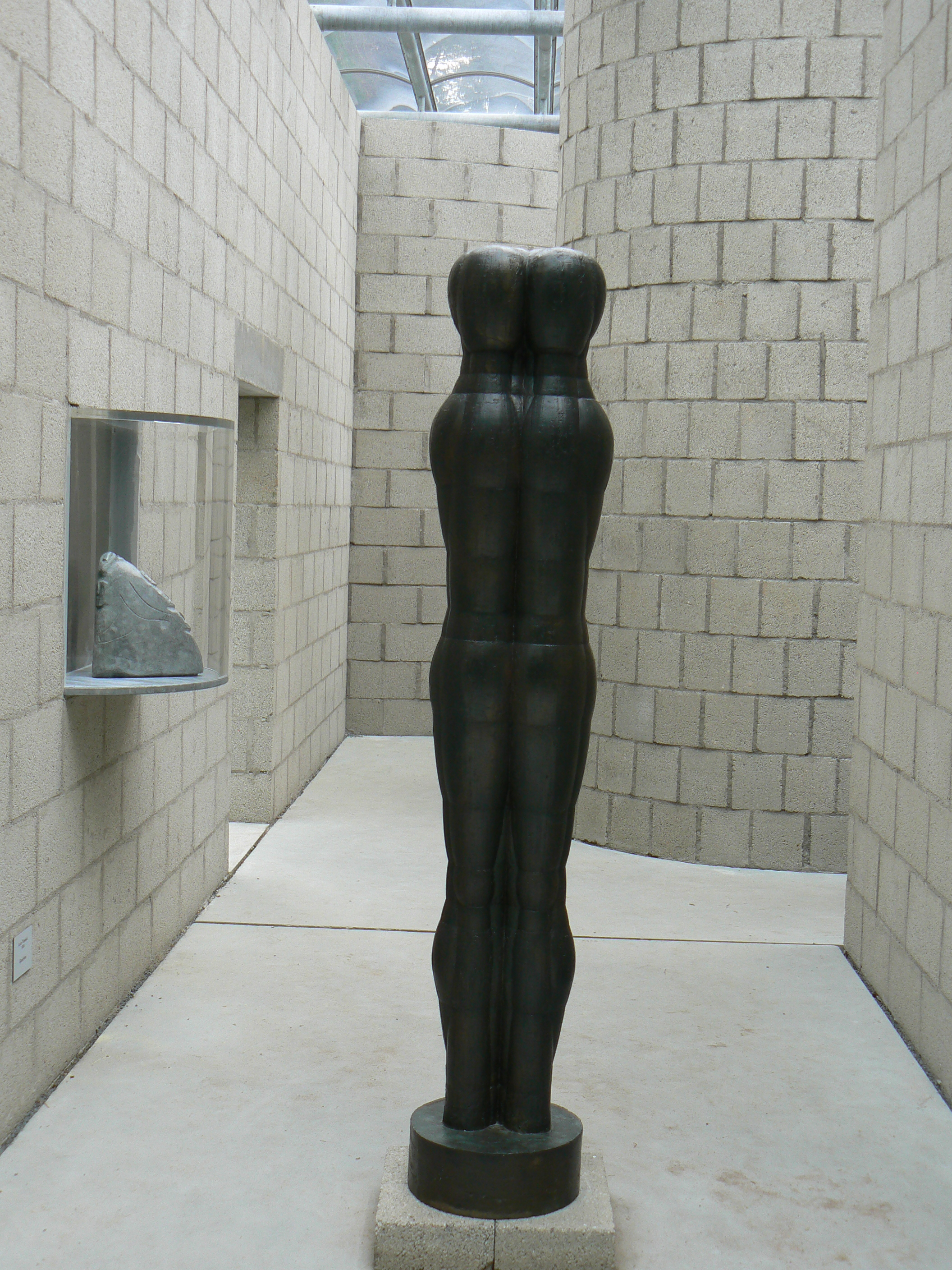
Joannis Avramidis Grosse Figur, 1958
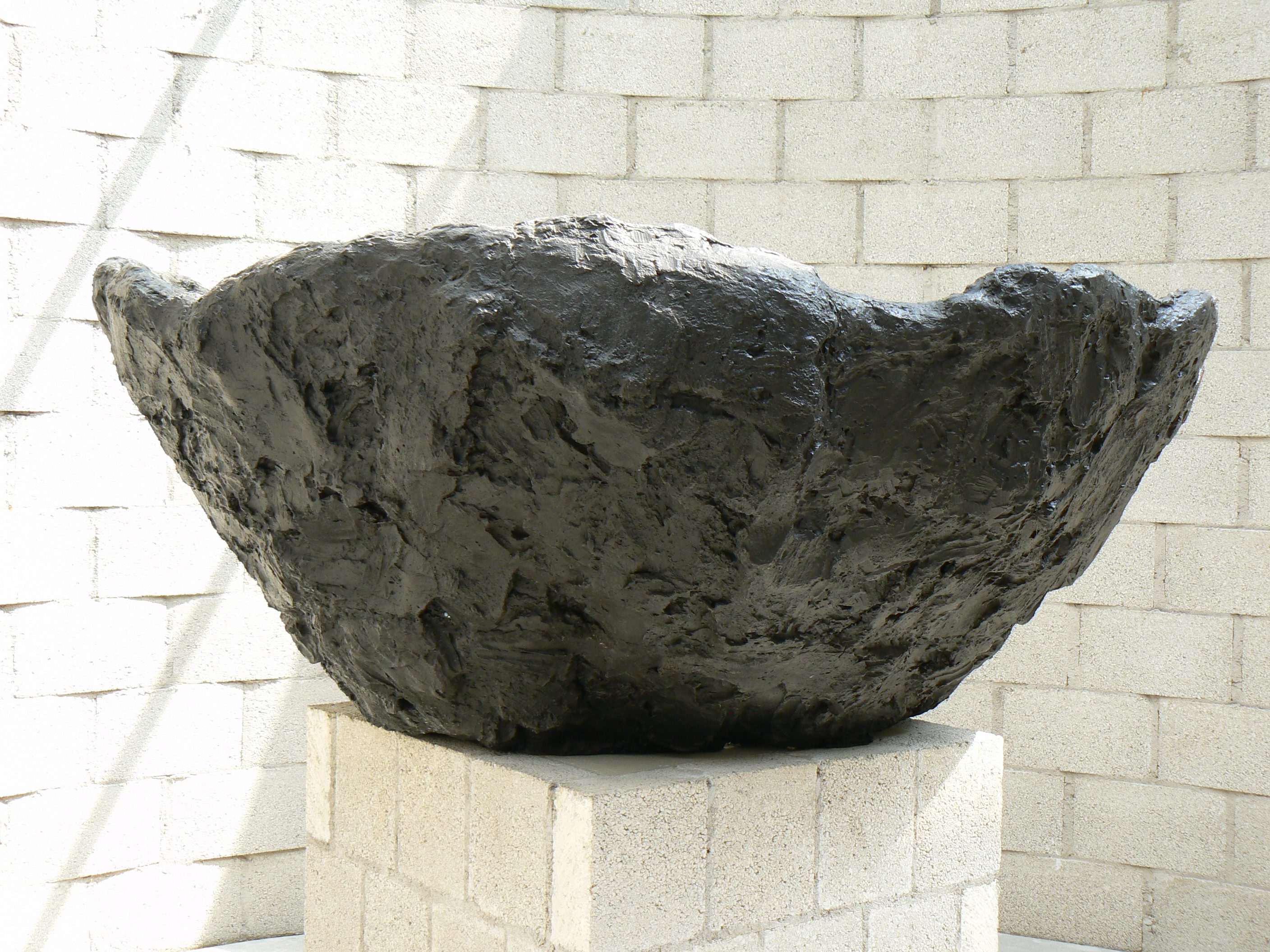
Armandos Zwarte schaal, 1989
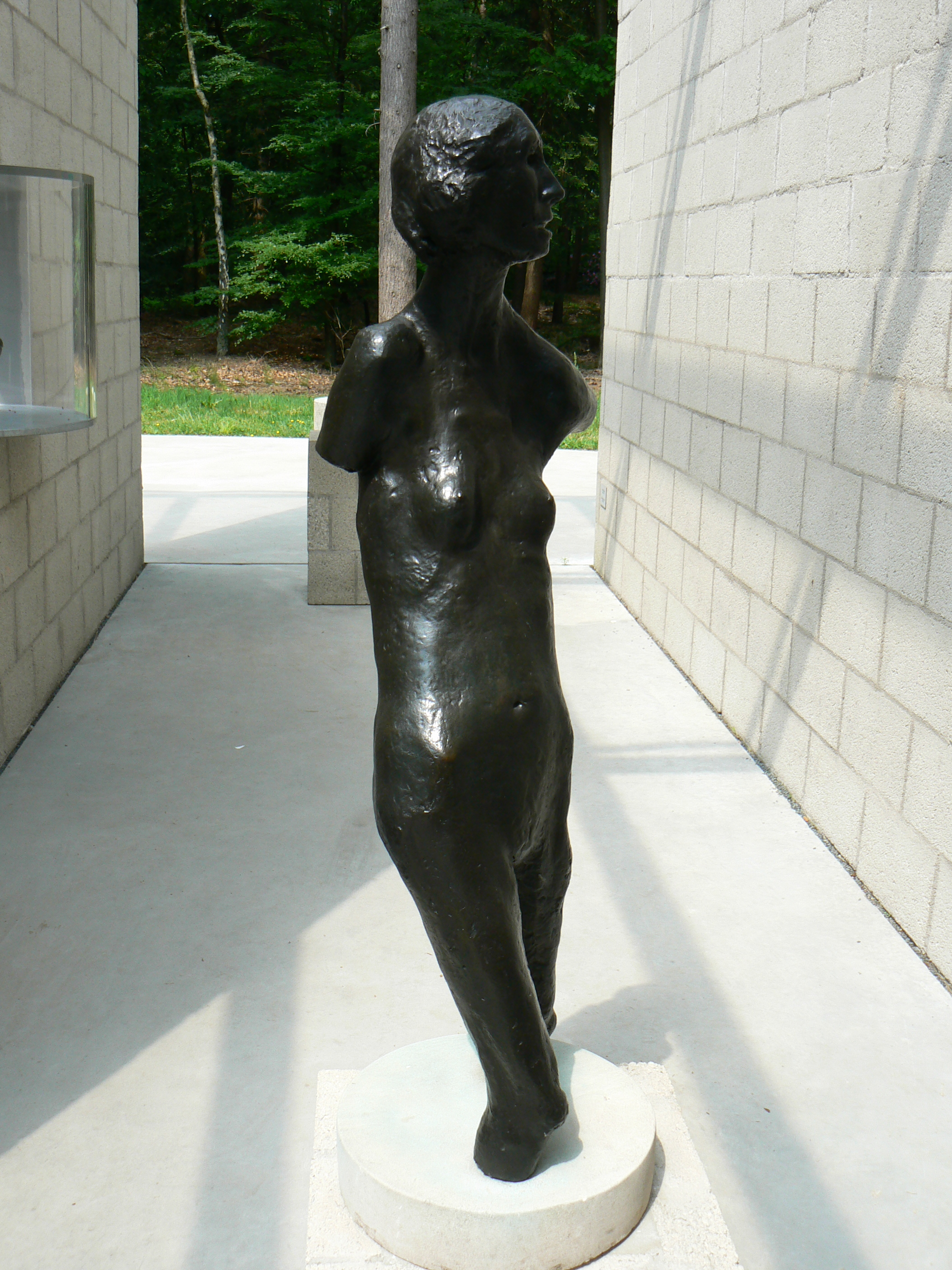
Ralph Browns Vernal Figure, 1957
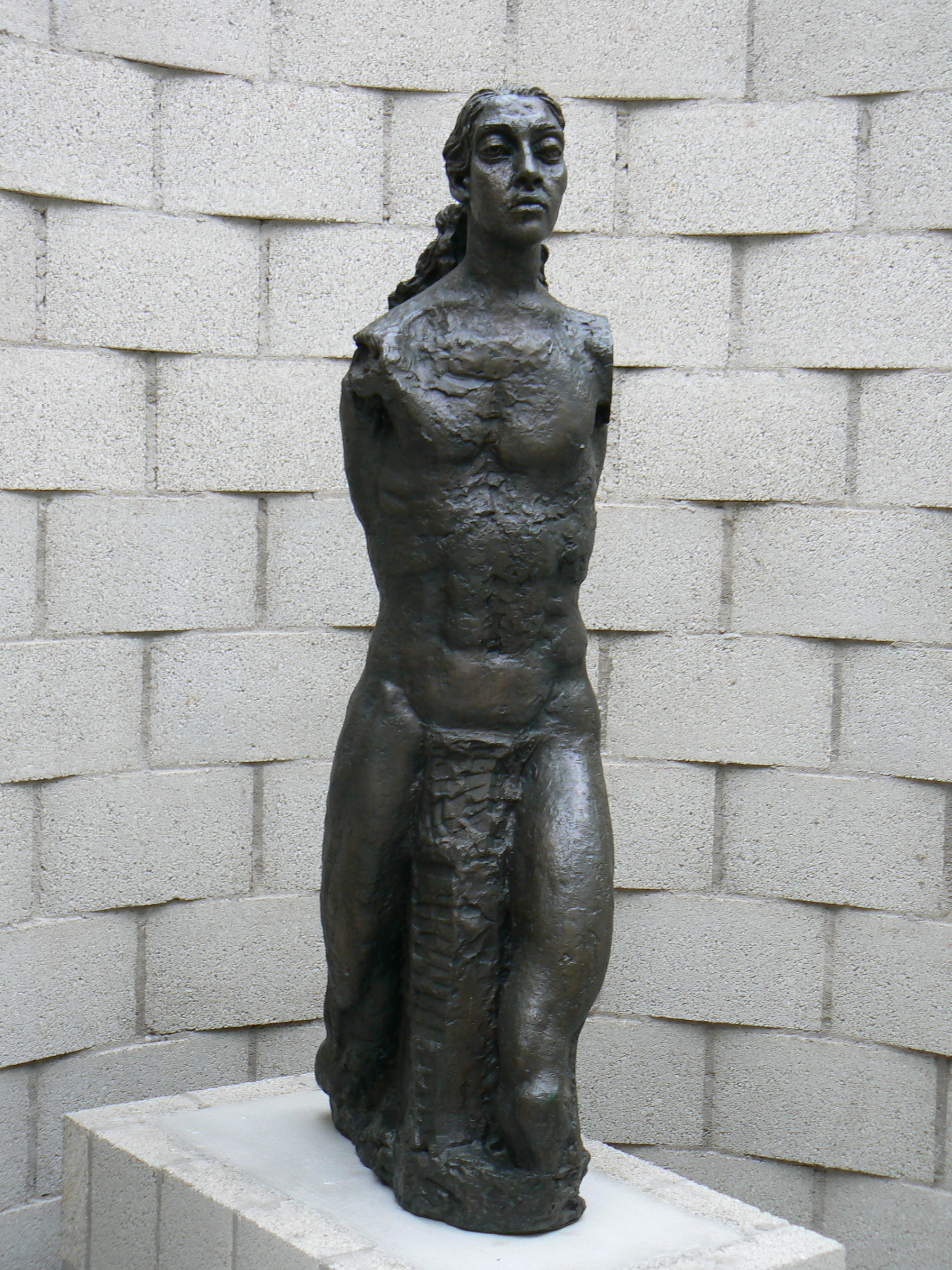
Jacob Epsteins Angel-torso, 1923-1961
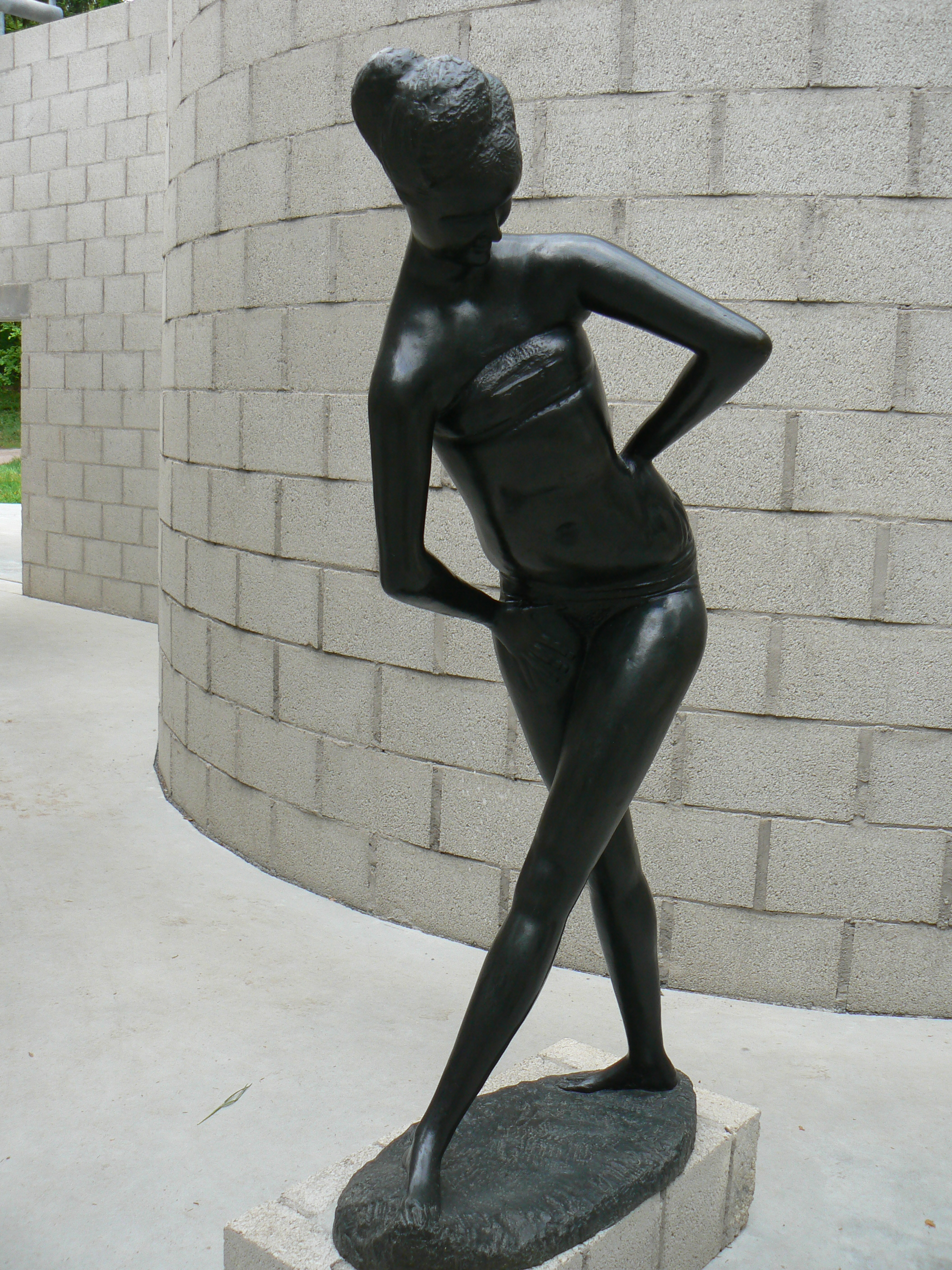
Emilio Grecos Grande bagnante n. 3, 1957
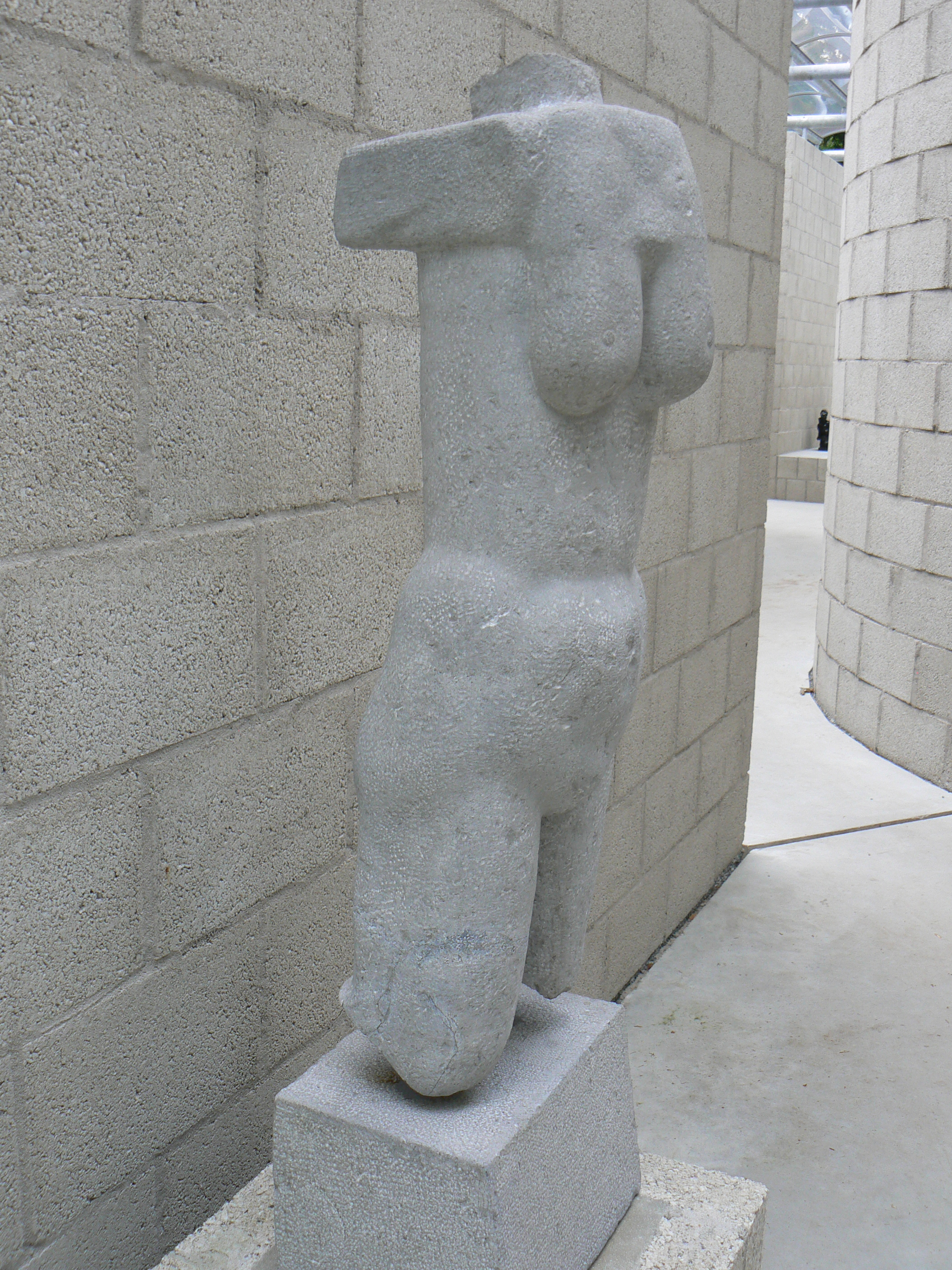
Oscar Jespers, Vooroverhellende torso, 1932

### Centrala och sydvästra delen

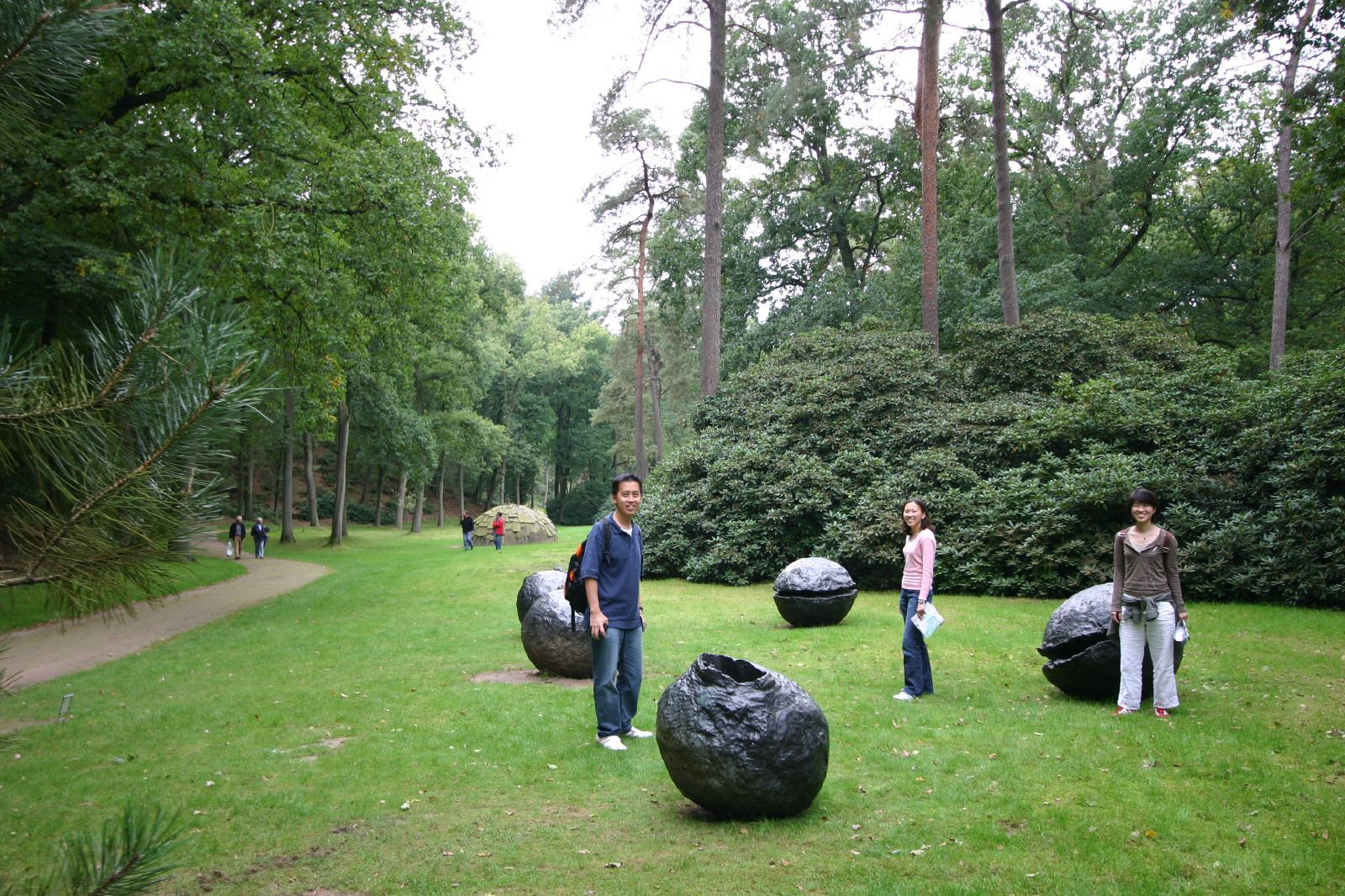
Sydvästra delen
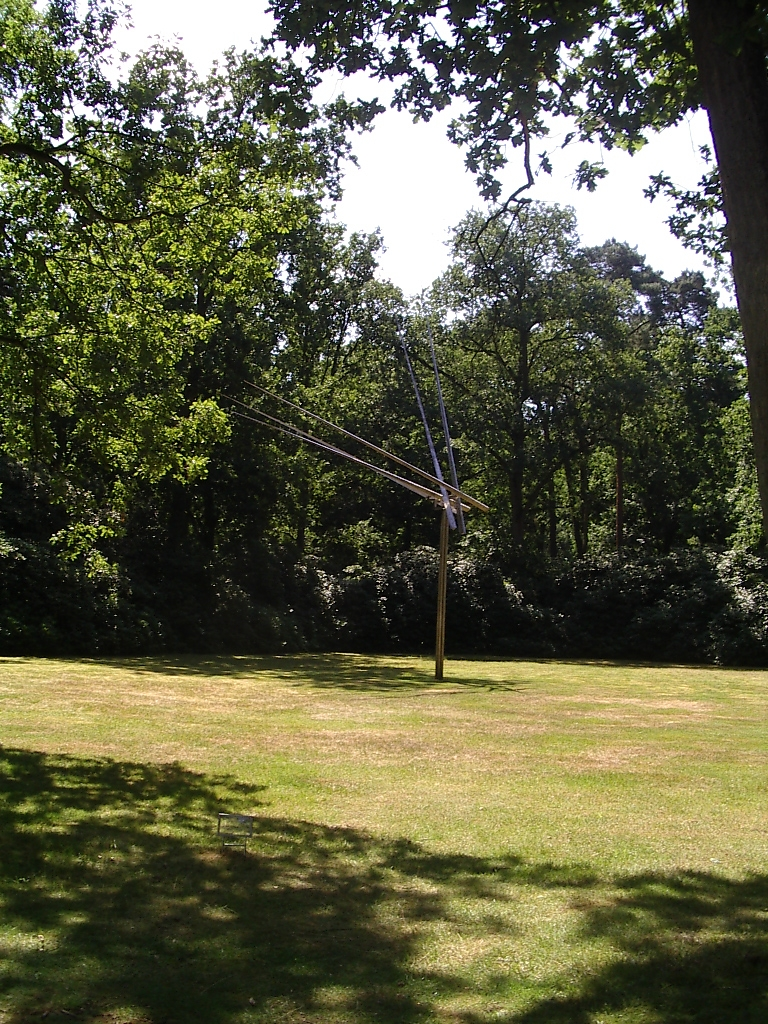
George Rickeys 2vertical, 3 horizontal lines, 1965-1966
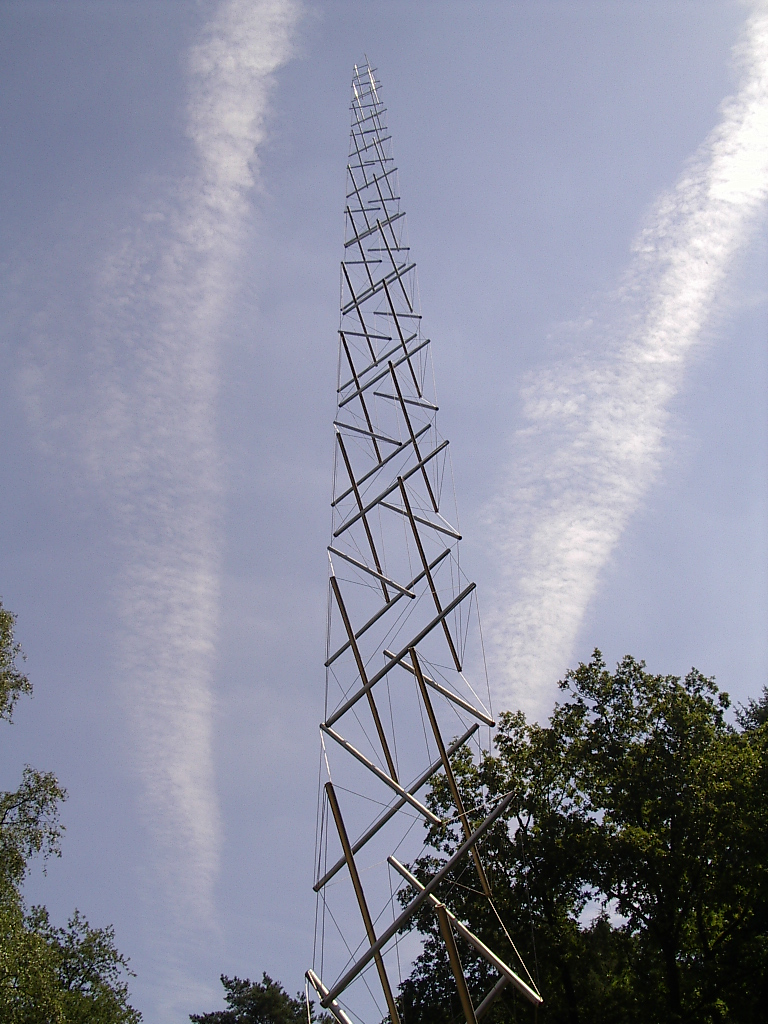
Kenneth Snelsons Needle Tower II, 1969
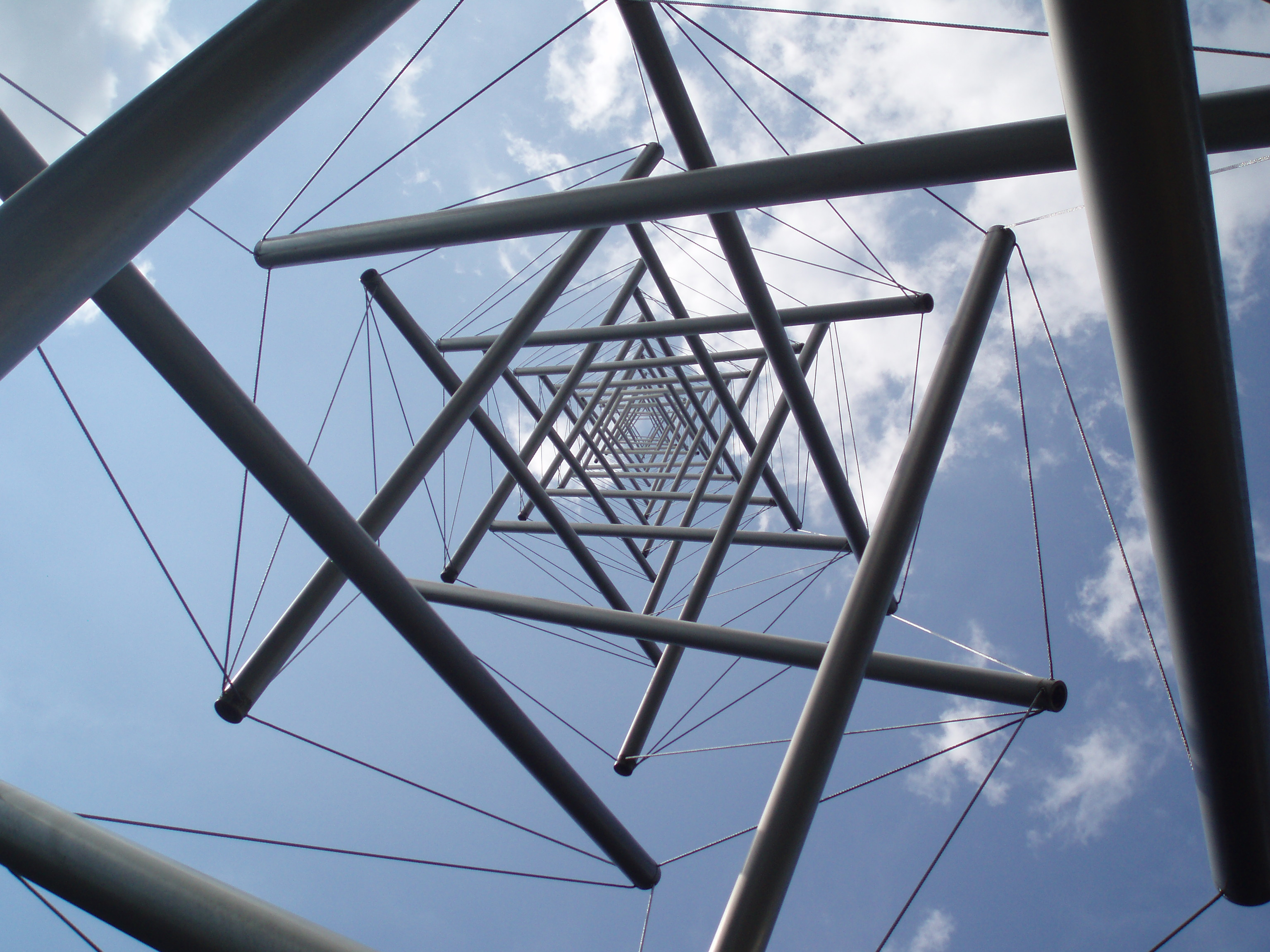
Kenneth Snelsons Needle Tower II, 1969
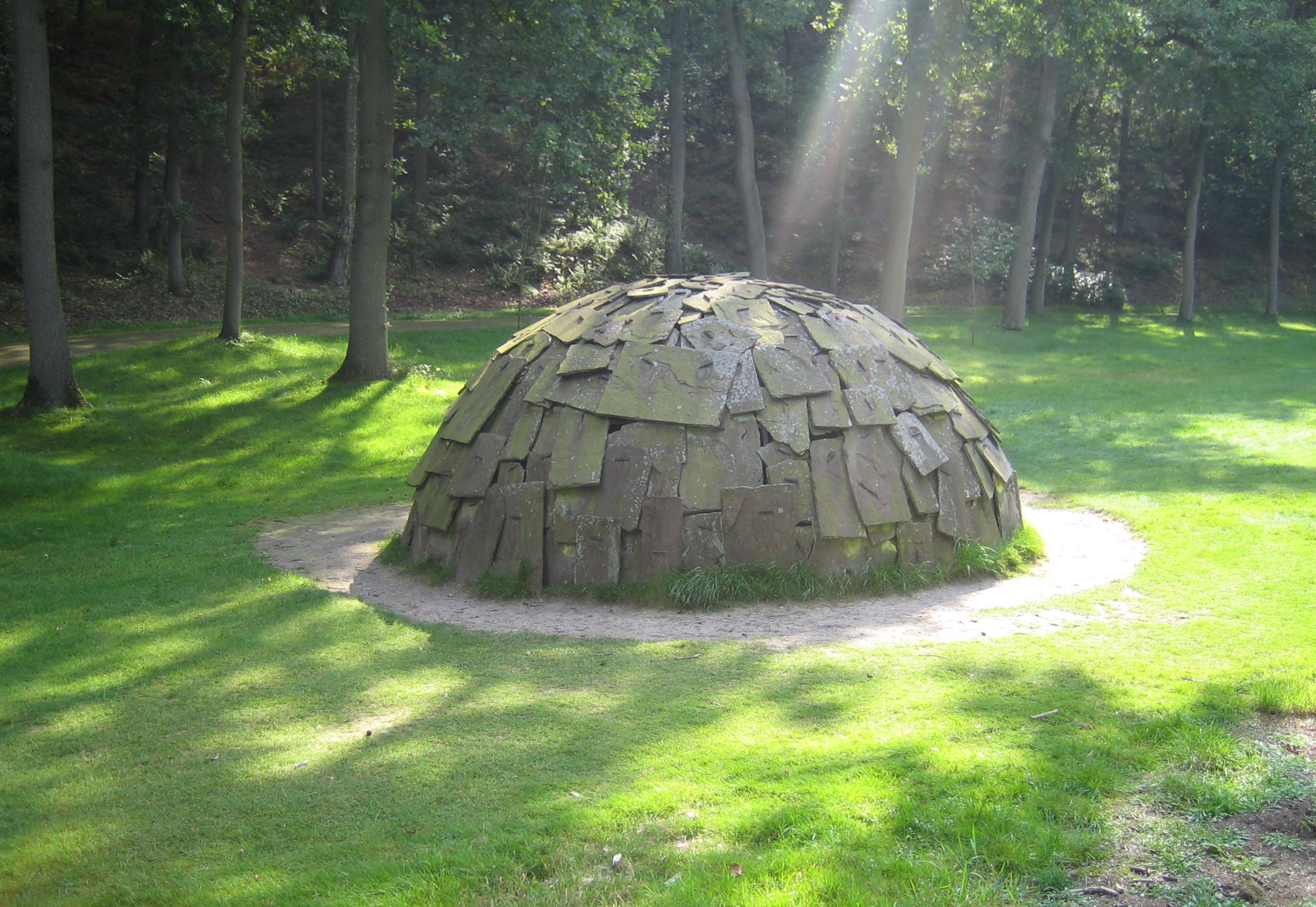
Mario Merz Igloo di pietra, 1982
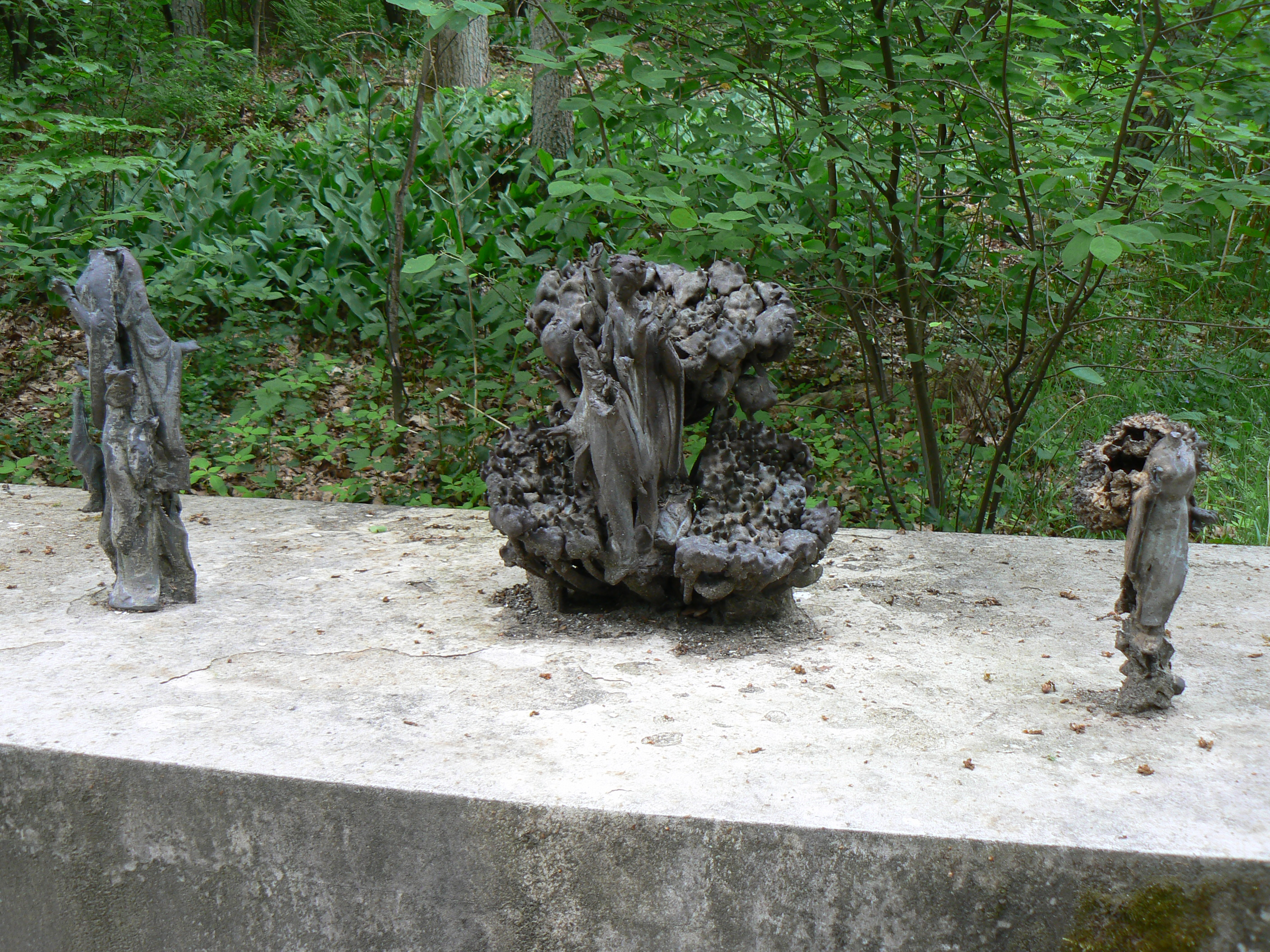
Heringa/Van Kalsbeeks Untitled, 2000
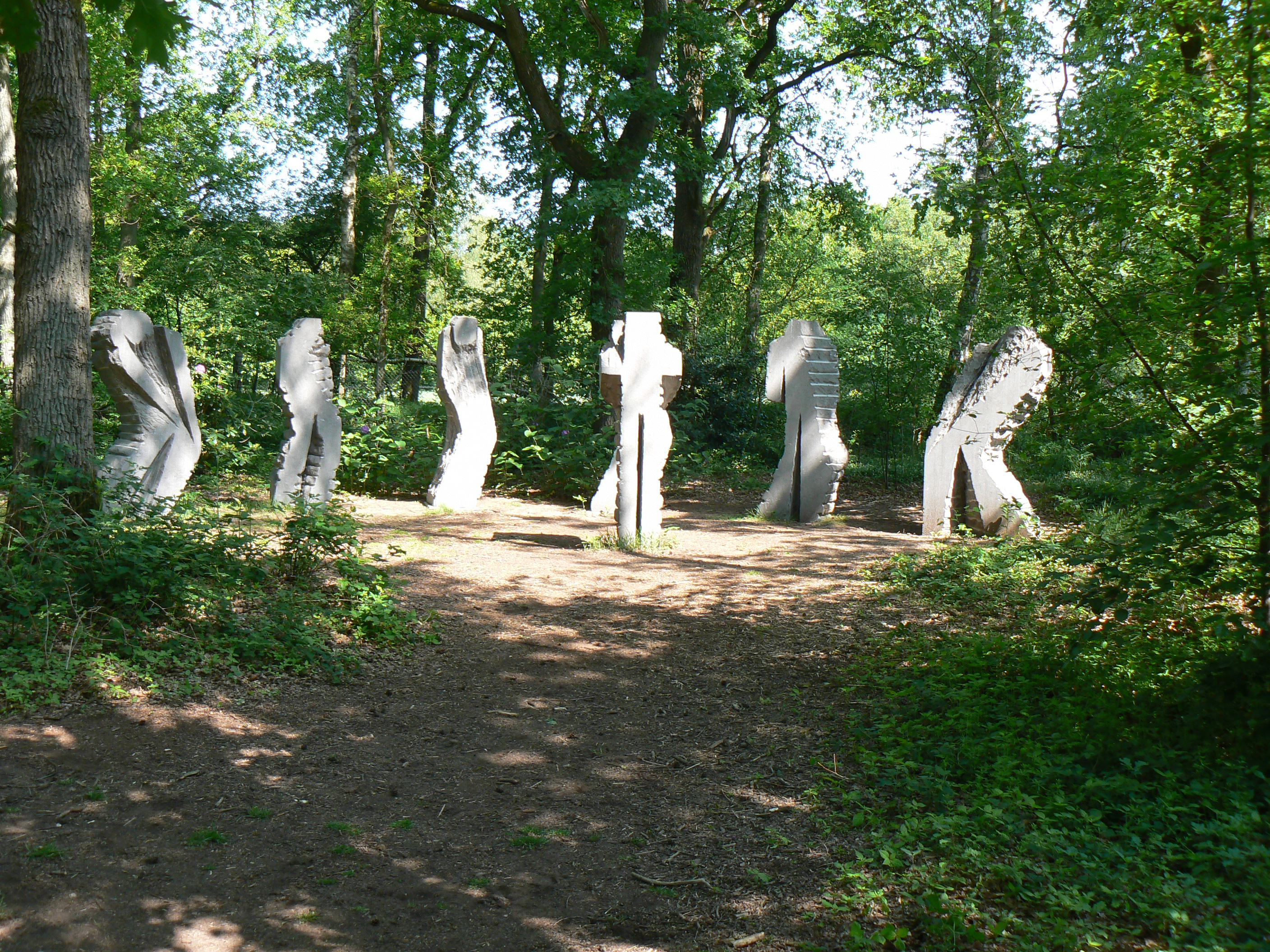
Eugène Dodeigne]s Sept, 1993
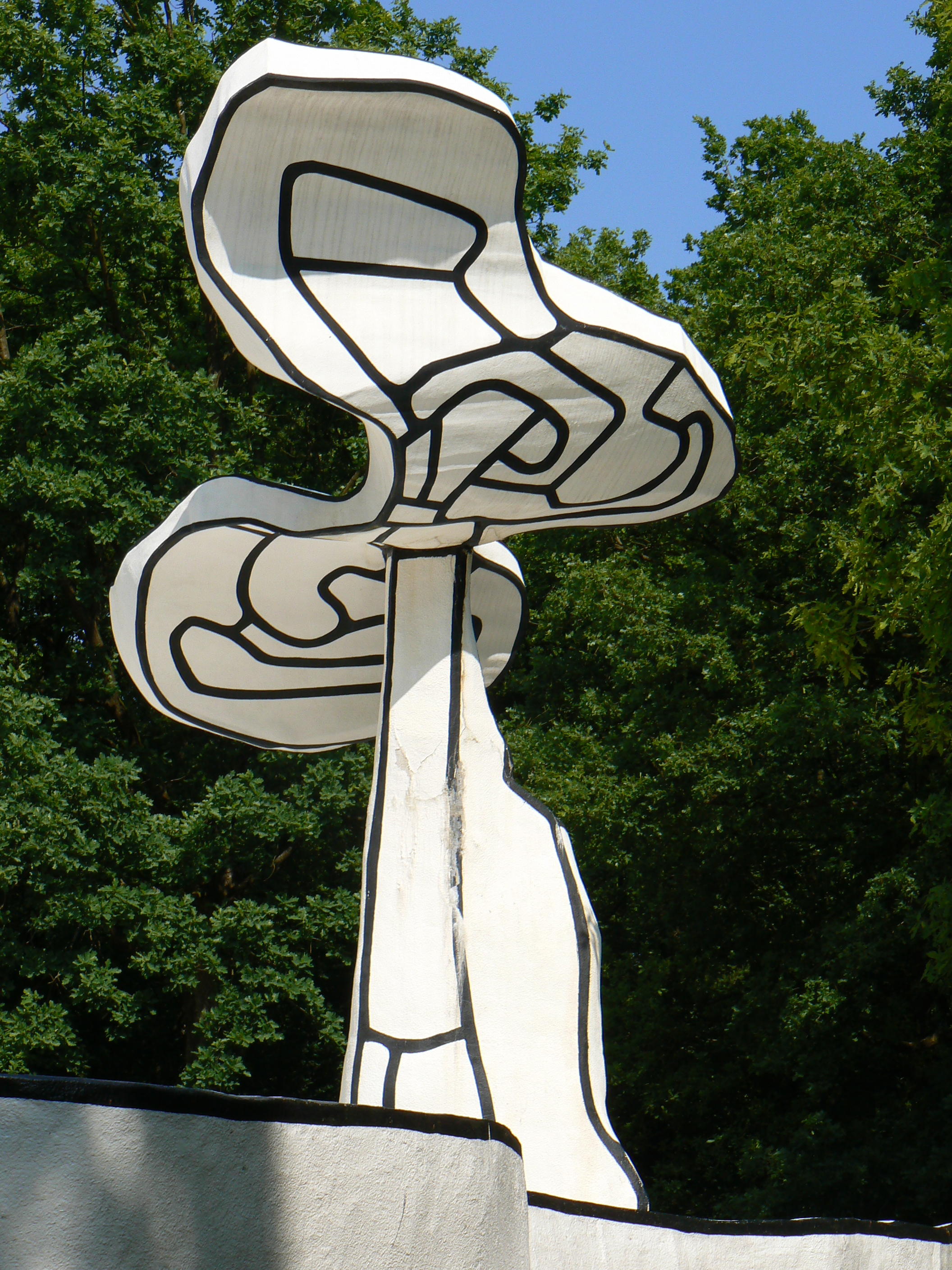
Jean Dubuffets Jardin d'Email, 1974
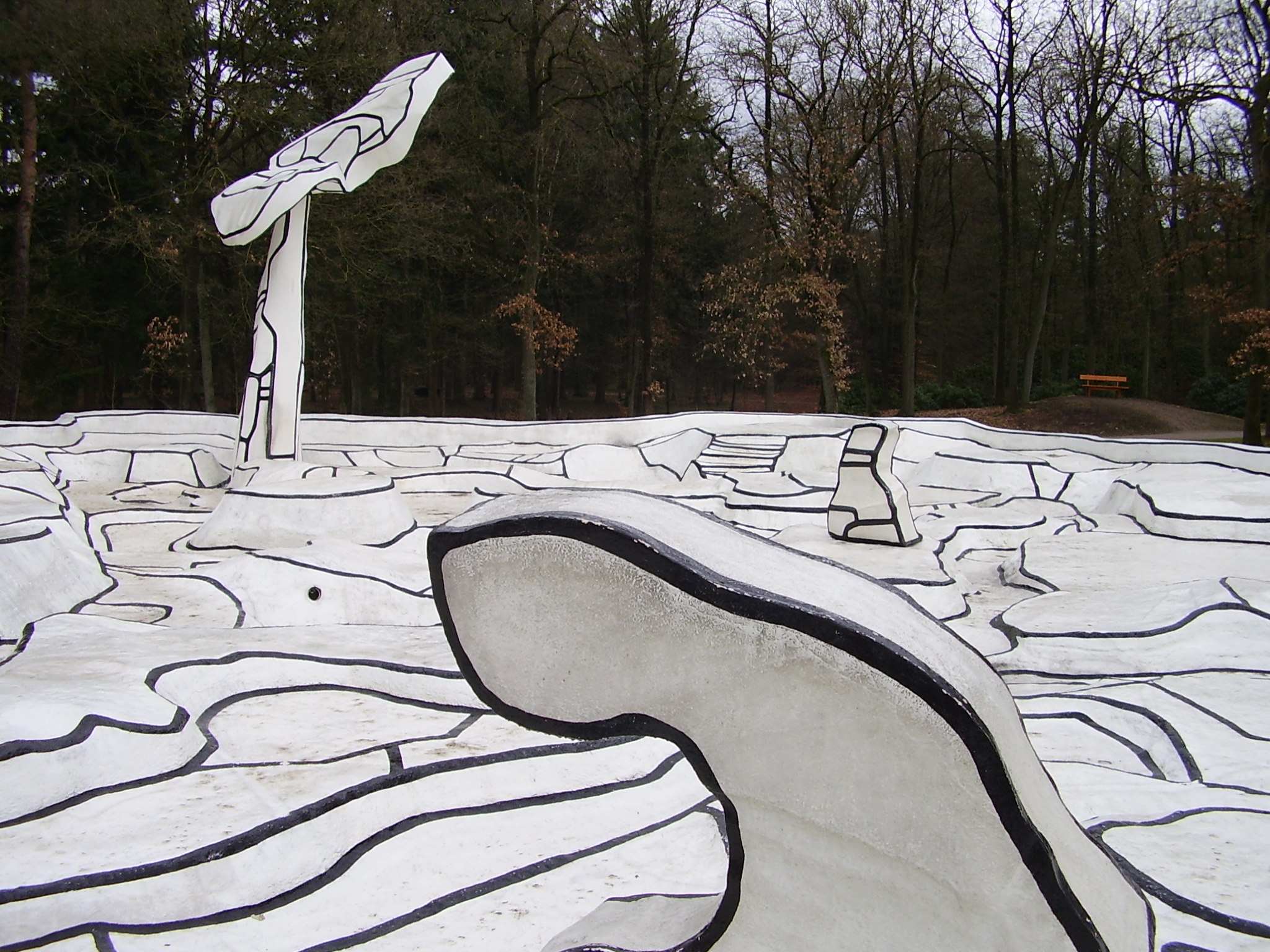
Jean Dubuffets, Jardin d'Email, 1974
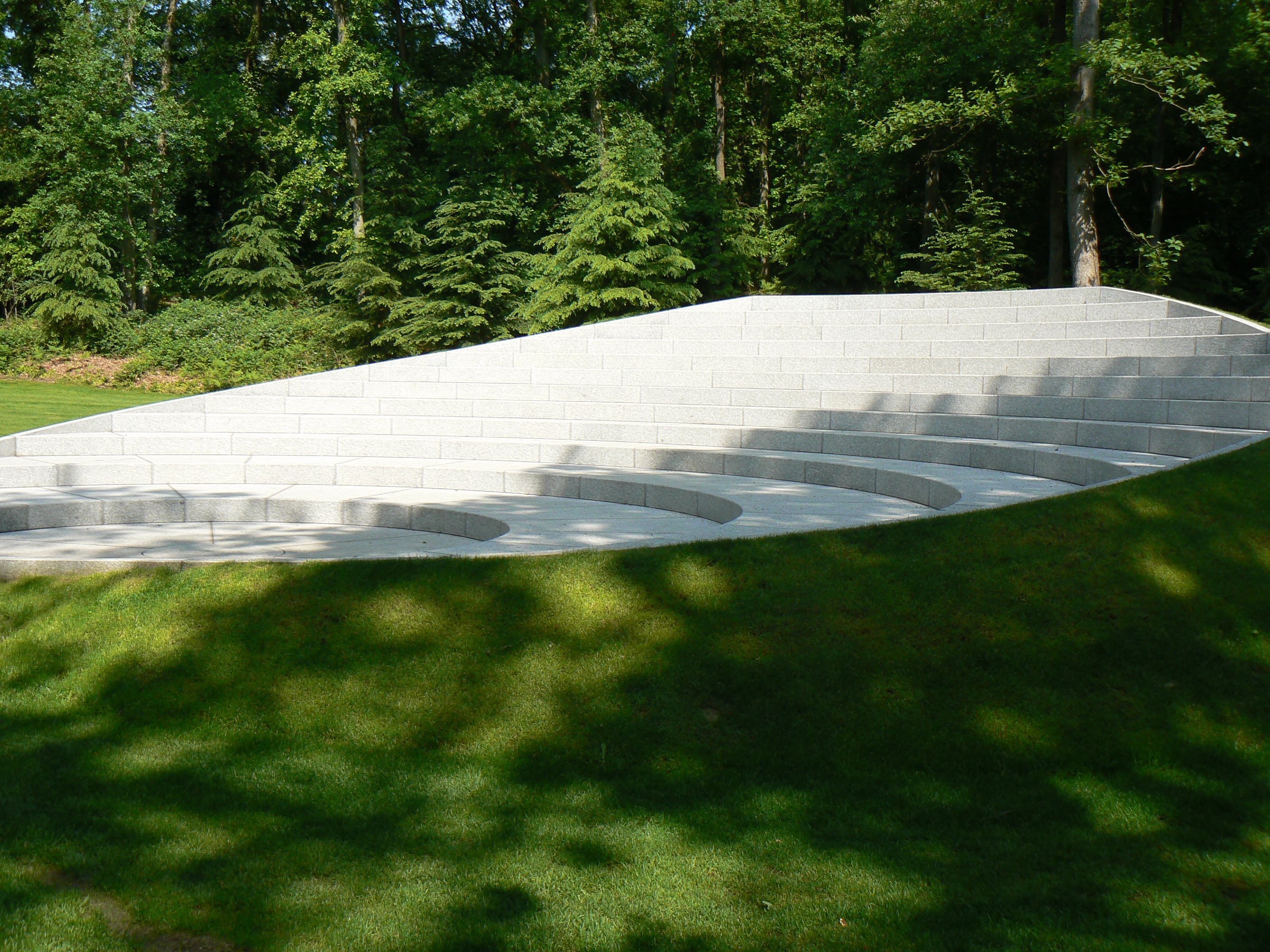
Marta Pans Amphitheatre, 2005
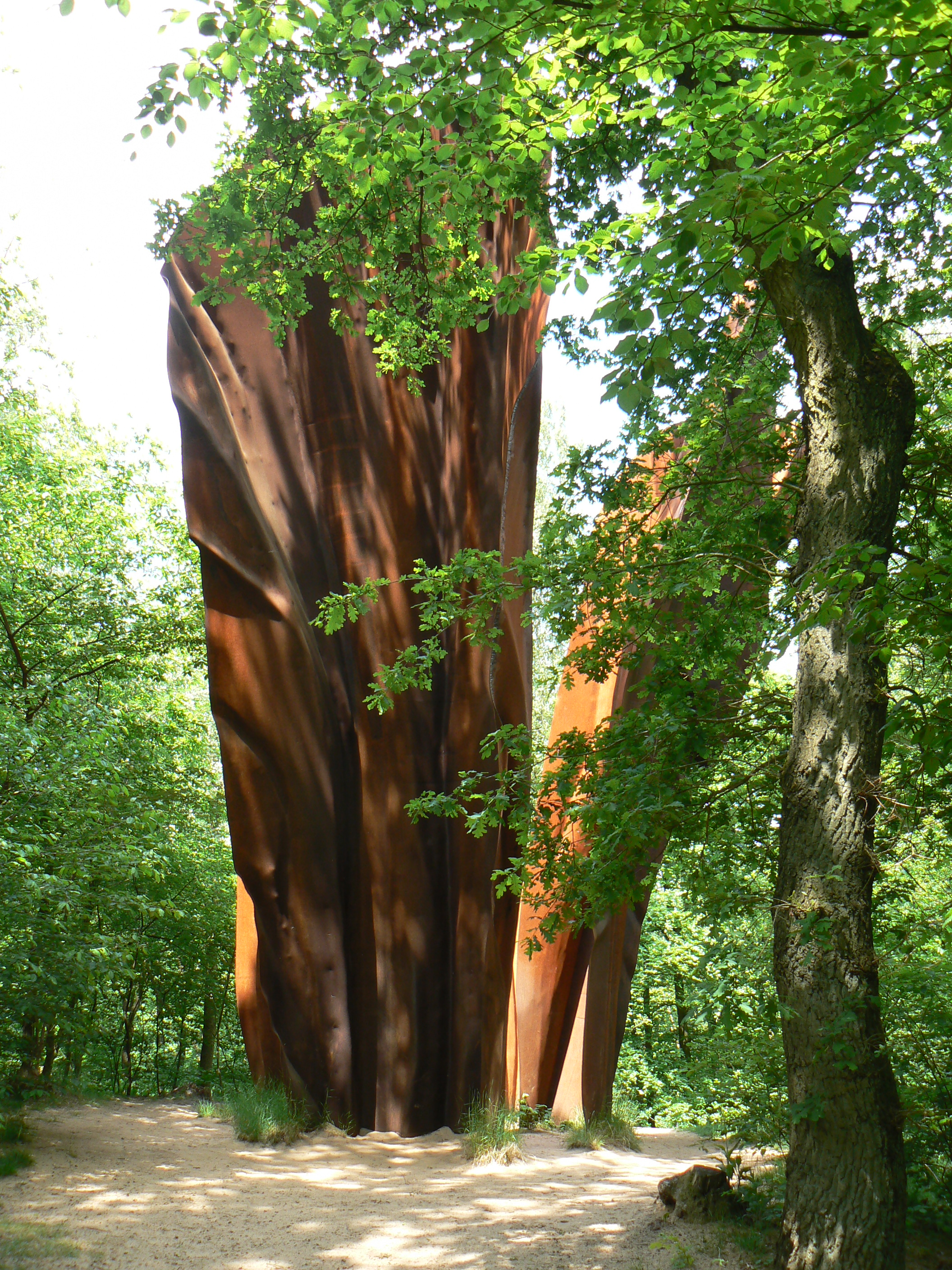
Rudi van de Wints View, 2001
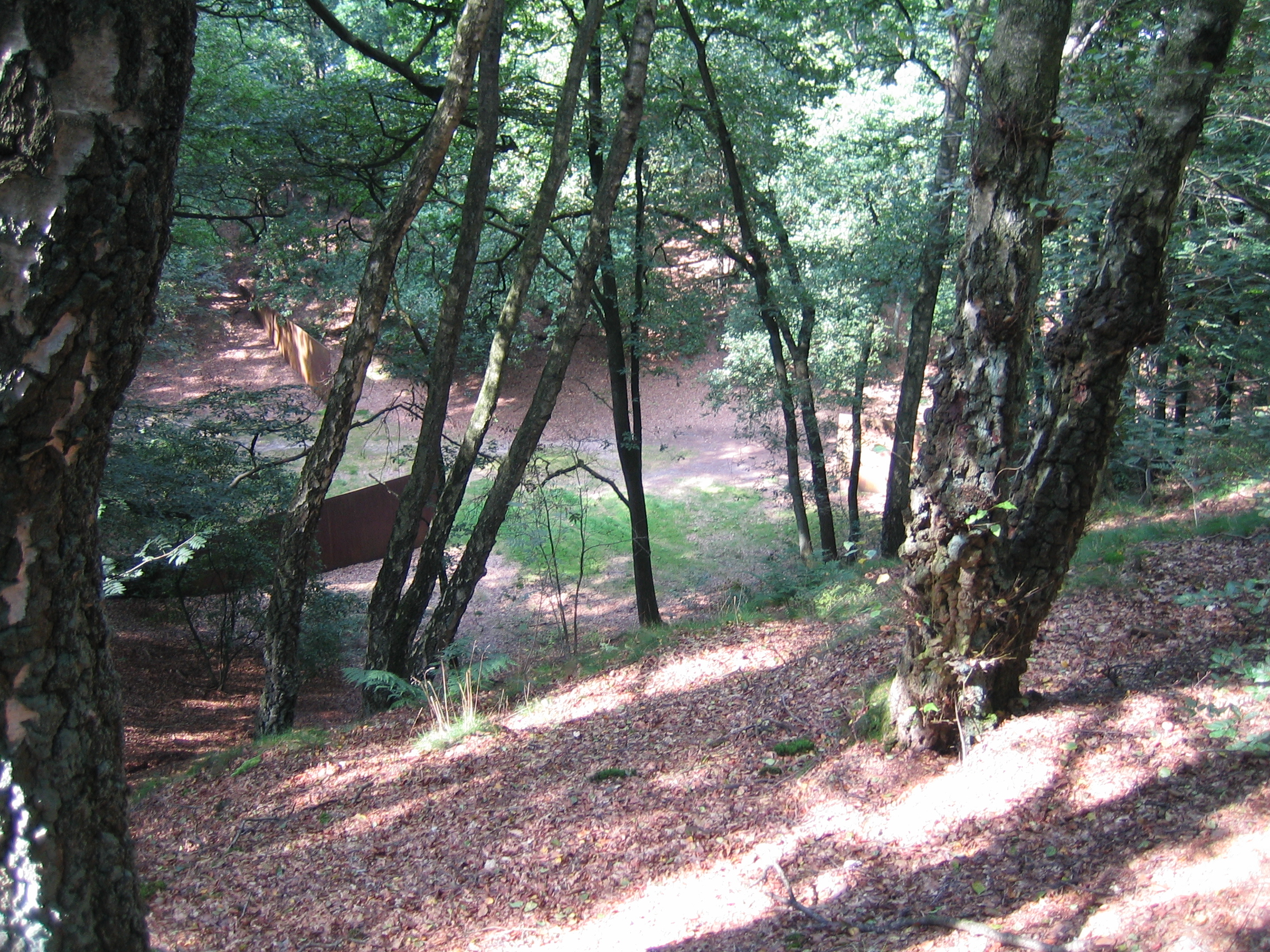
Richard Serras Spin out, for Robert Smithson, 1972-1973
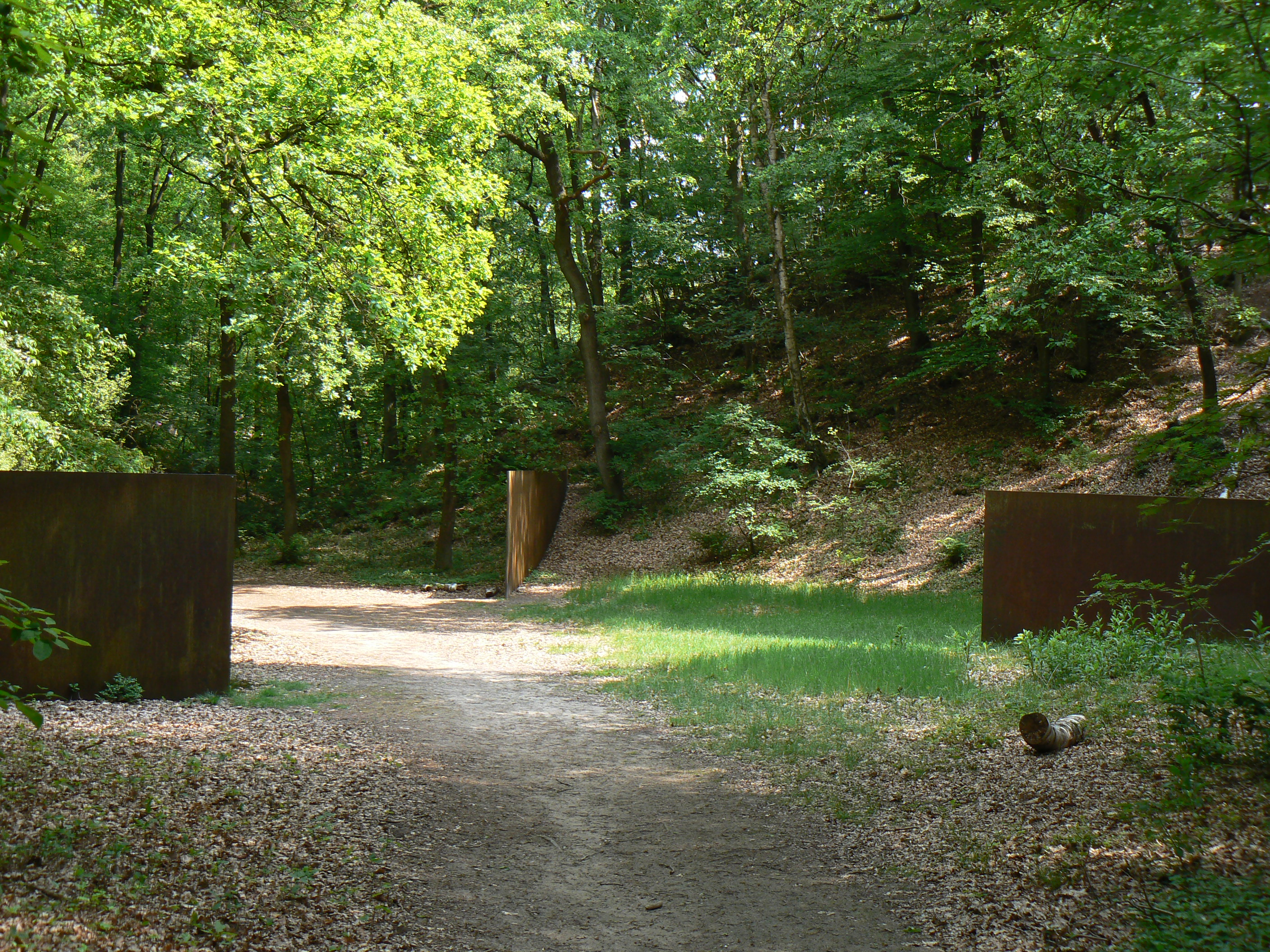
Richard Serras Spin out, for Robert Smithson, 1972-1973
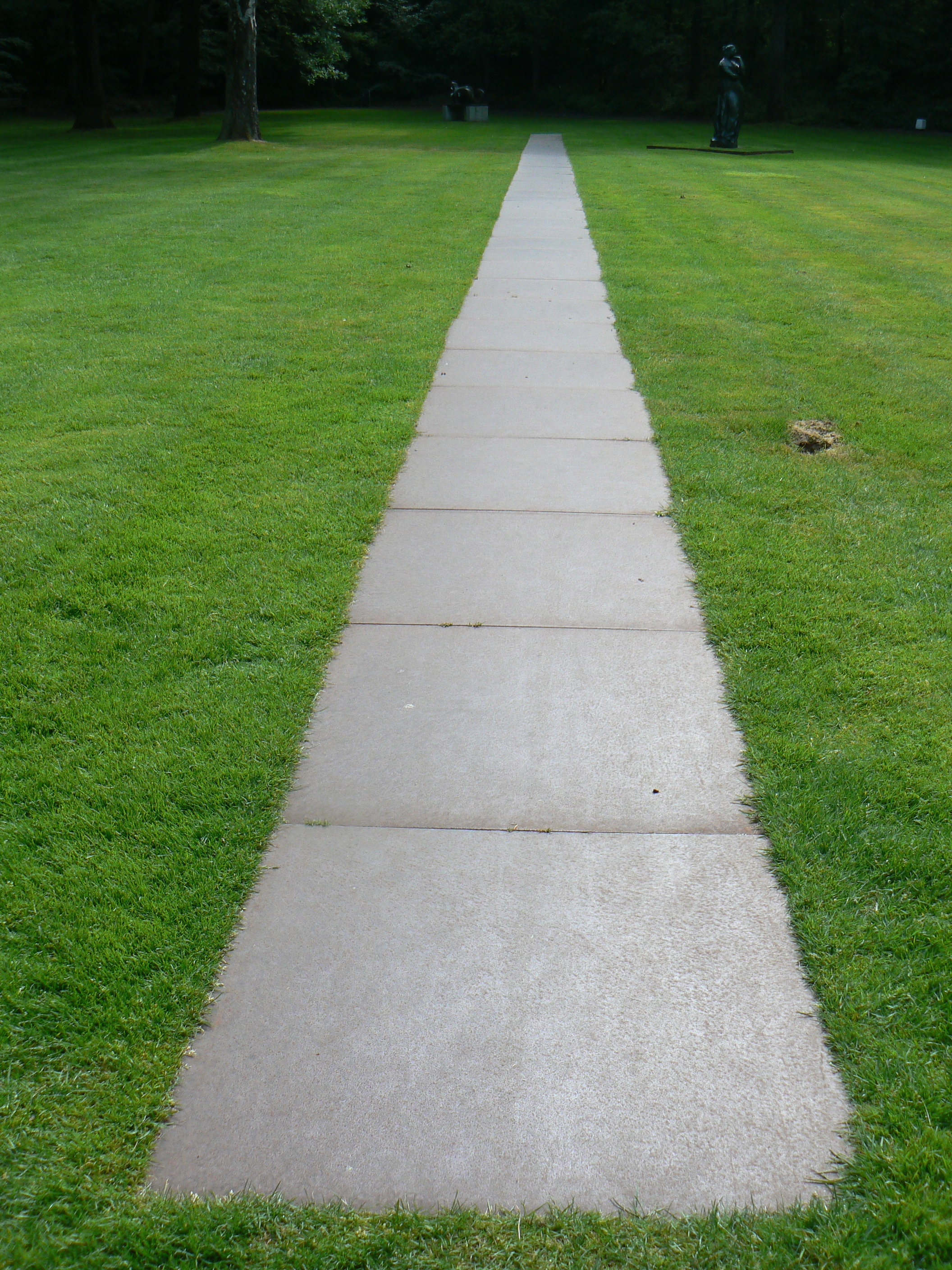
Carl Andres 43 Roaring forty, 1968
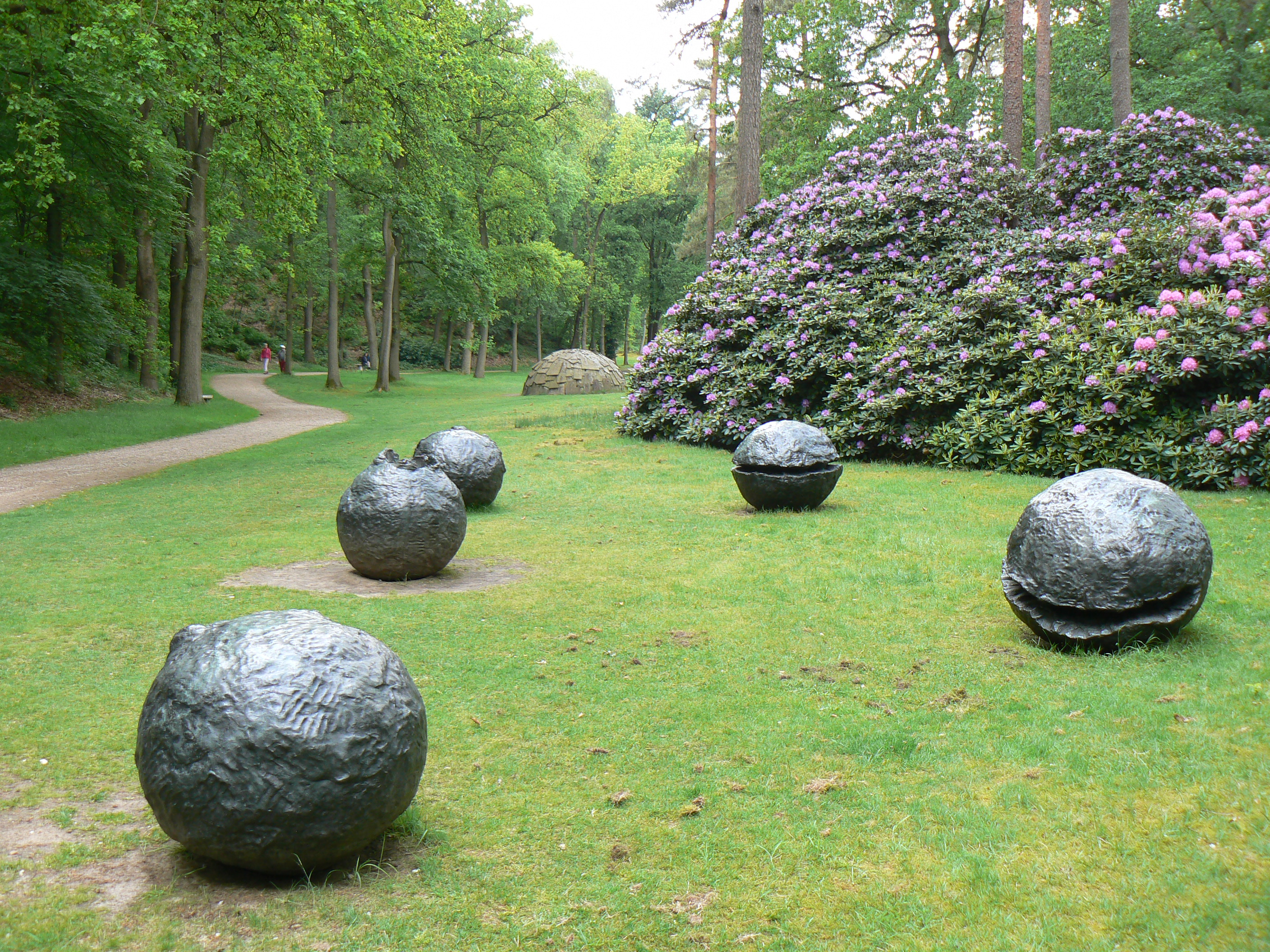
Lucio Fontanas Concetto spaziale Natura, 1959-1960

### Nordvästra delen

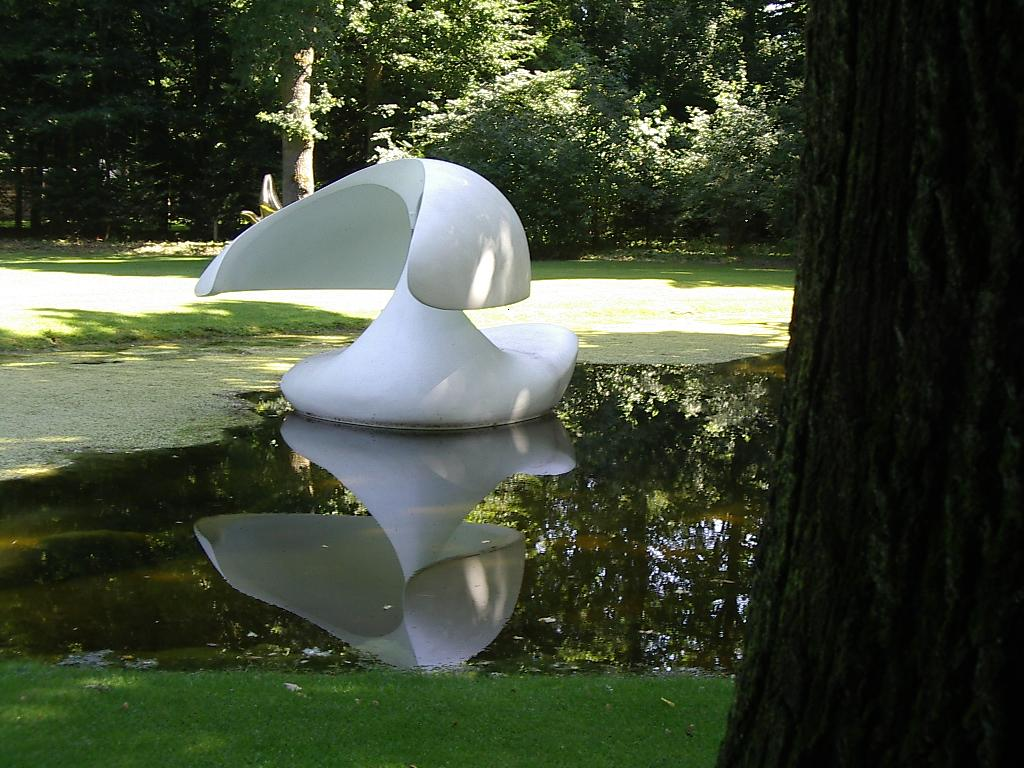
Marta Pans Sculpture flottante 'Otterlo', 1960-1961
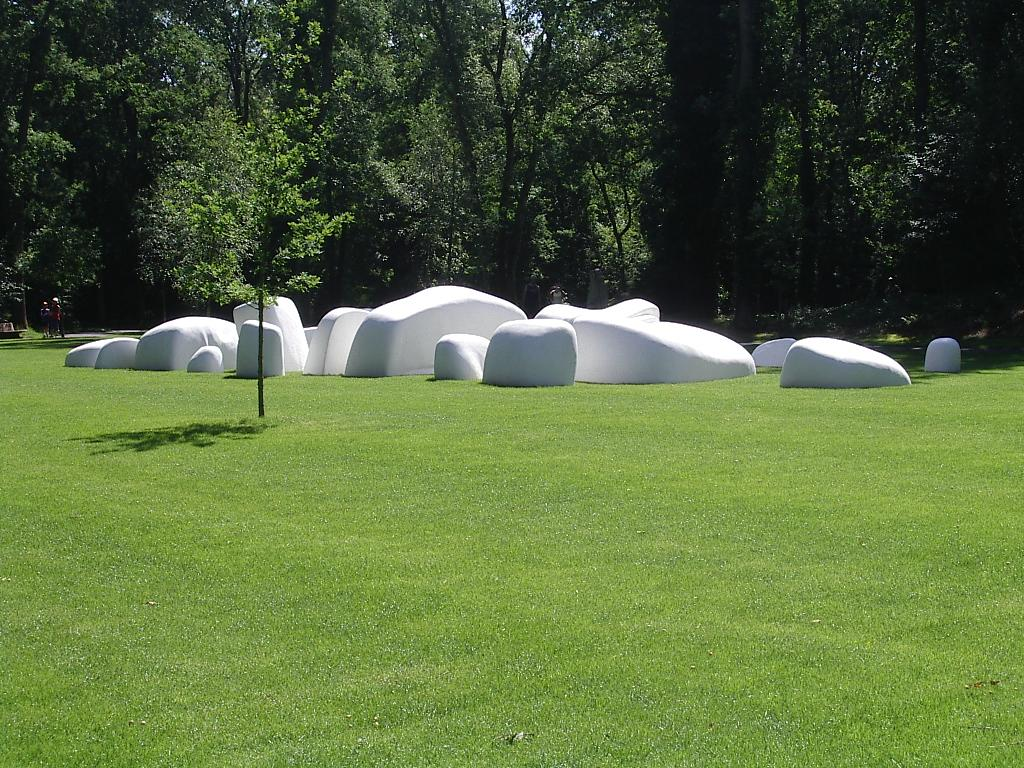
Tom Claassens Rocky lumps, 2005-2006
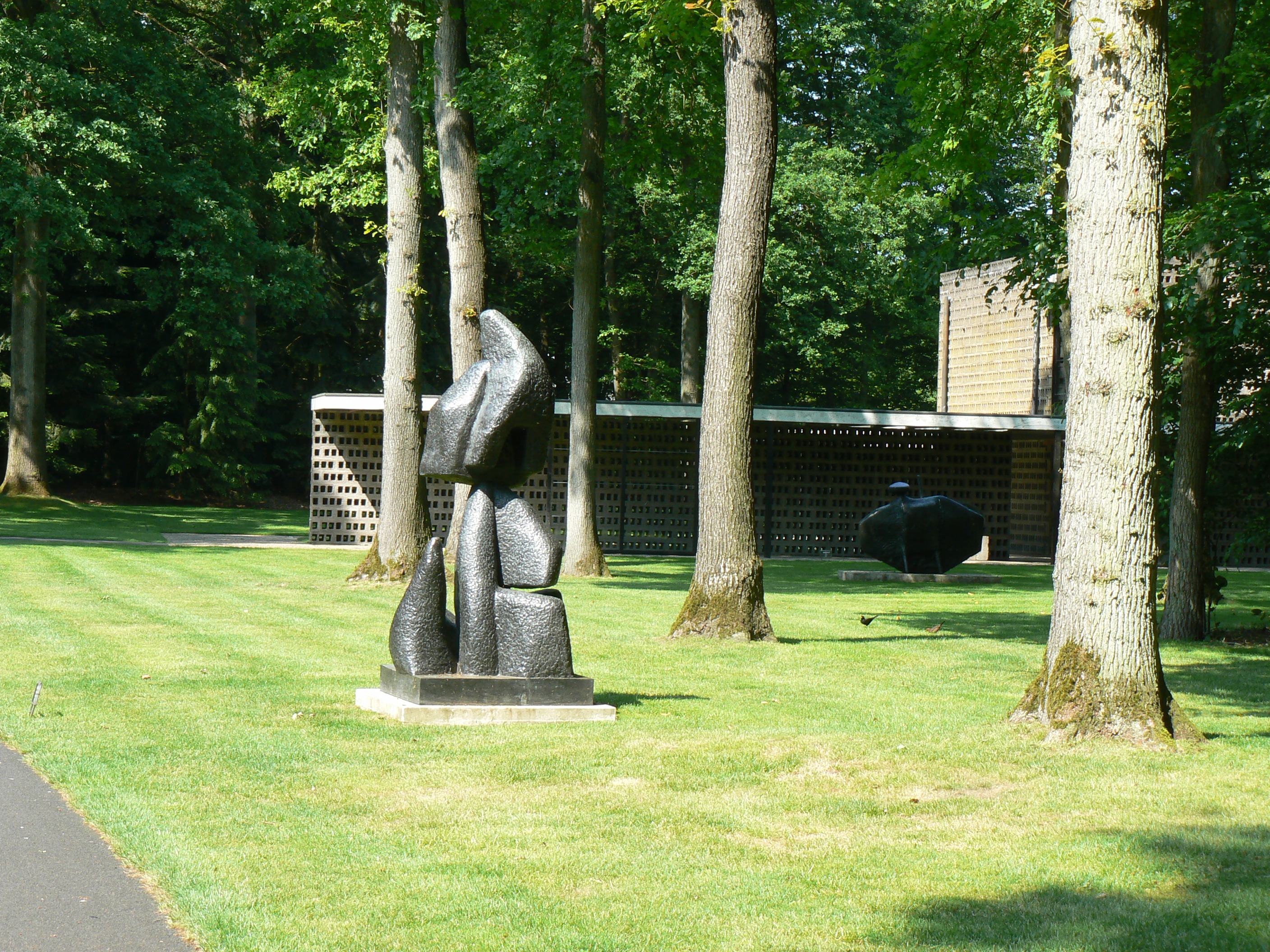
Otto Freundlichs Composition, 1933-1961
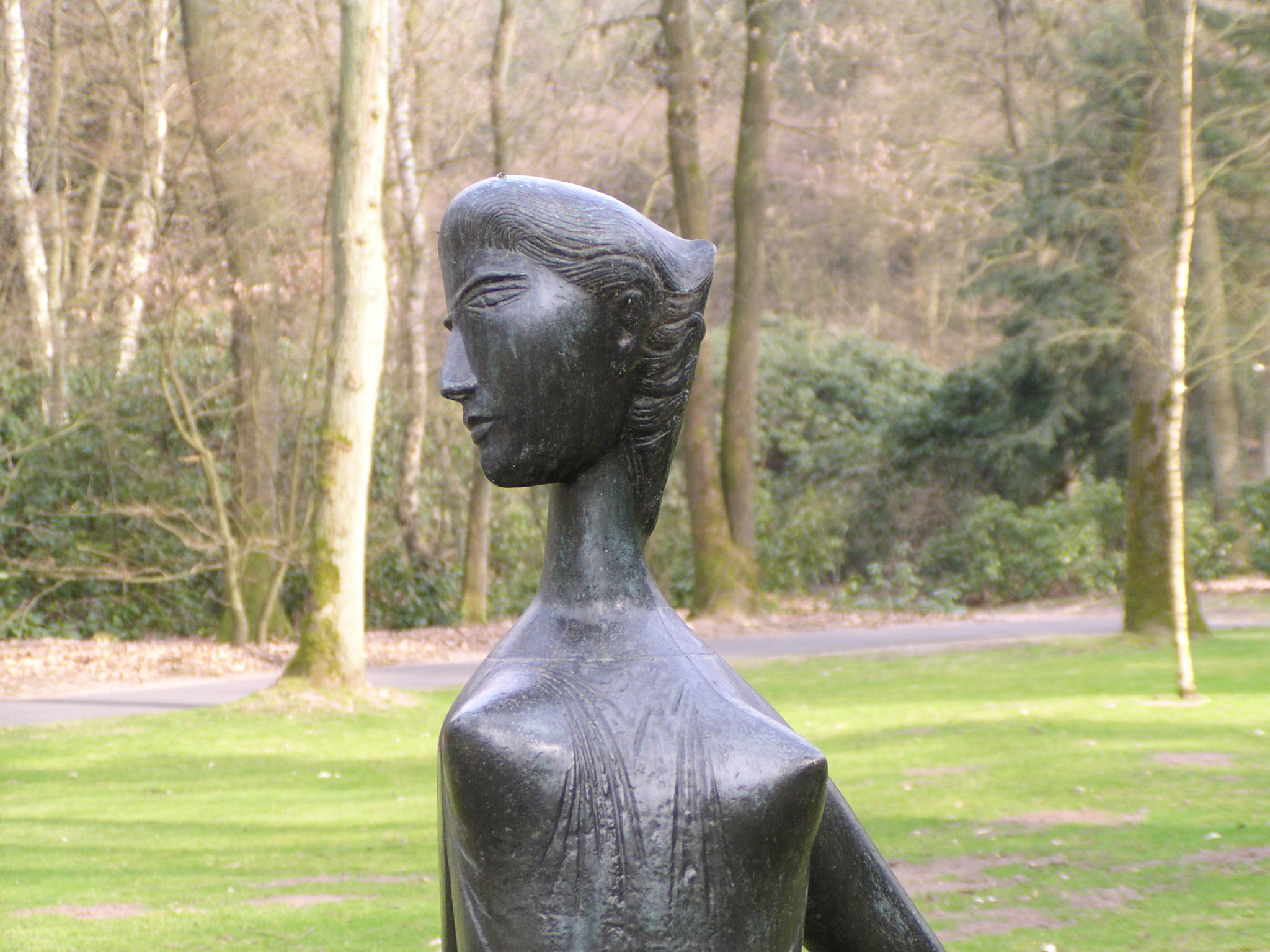
Marcello Mascherinis Ritratto di Franca, 1952
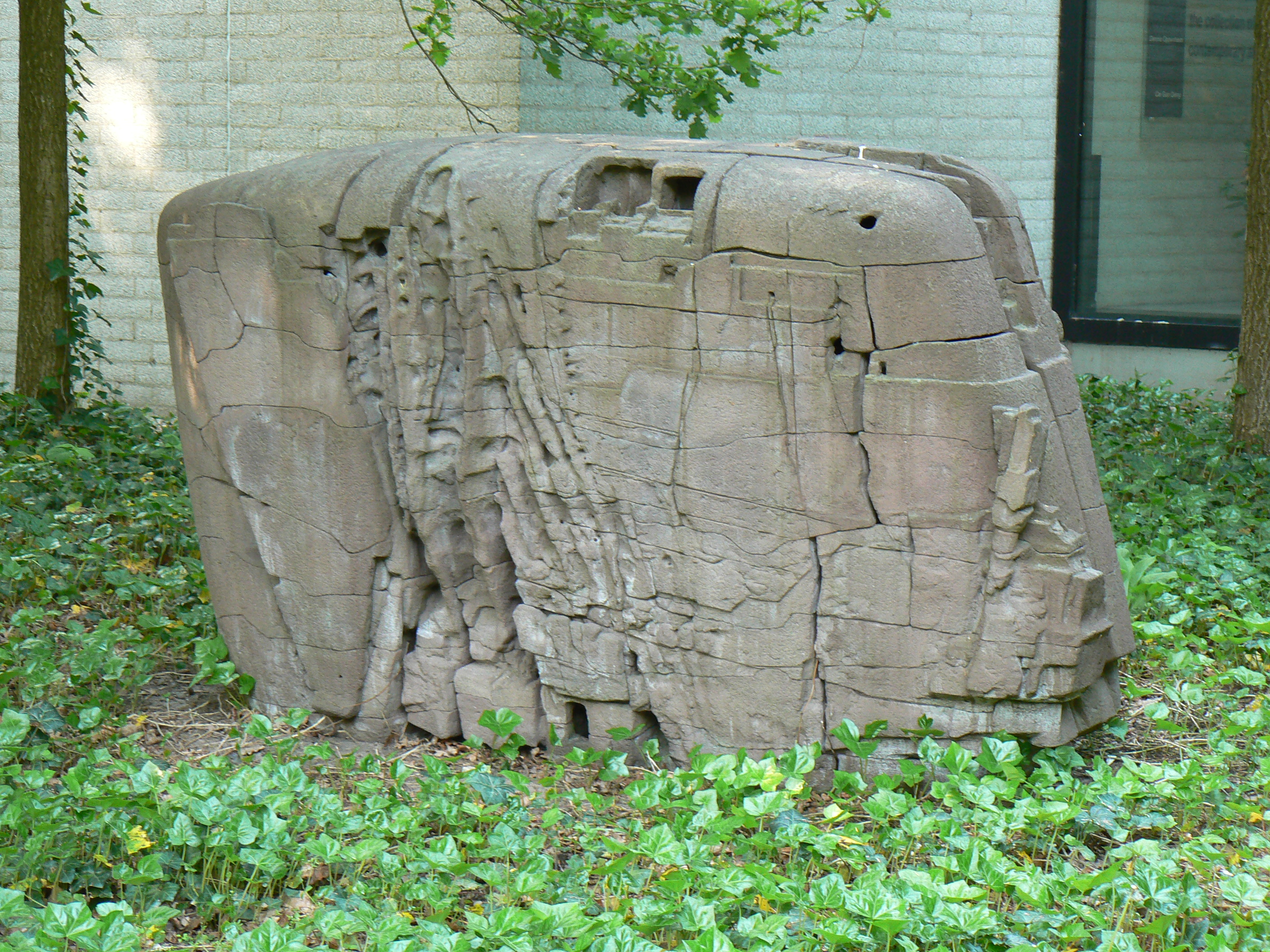
Jean Amados De la mer, le passage..., 1979
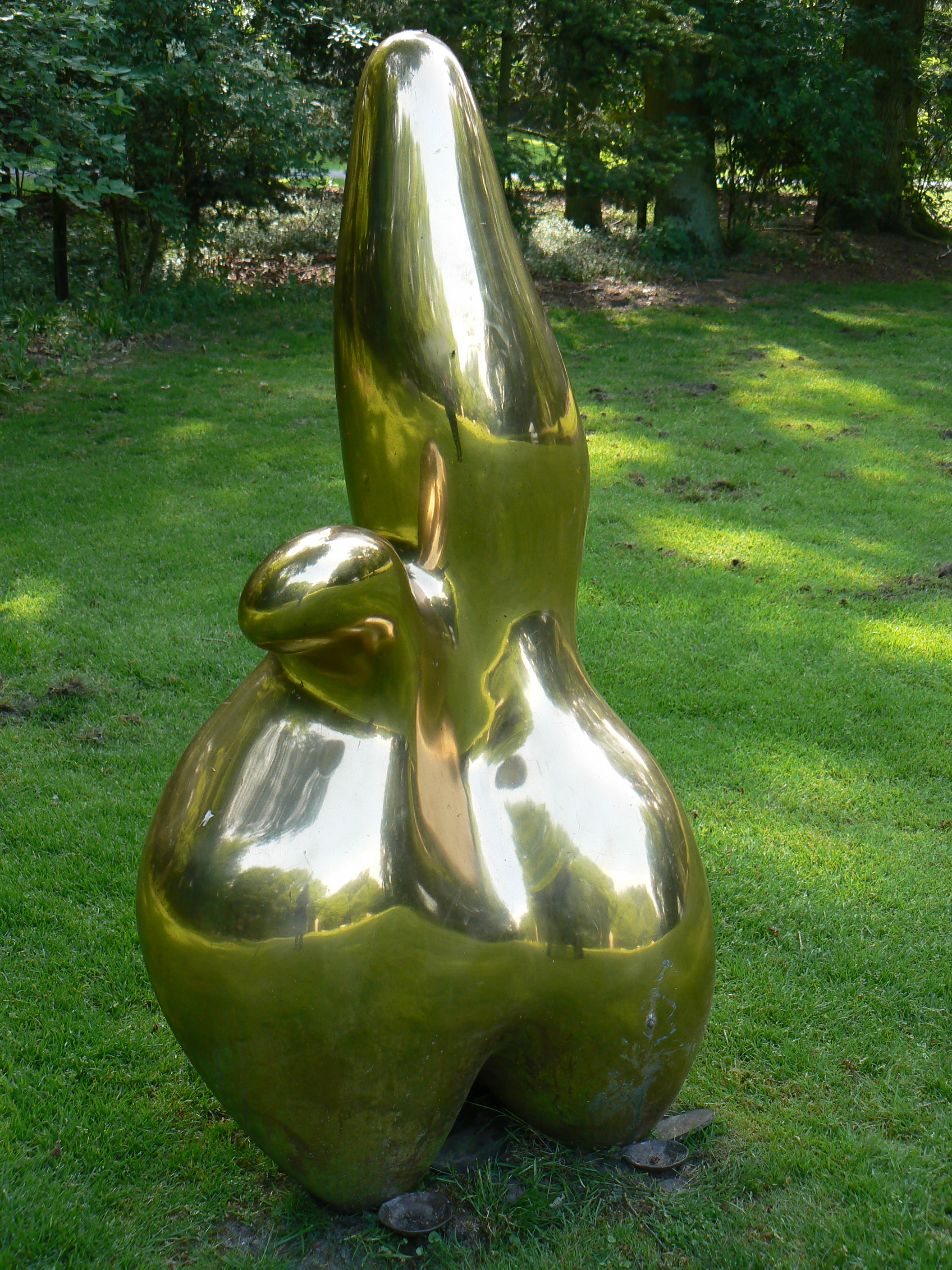
Hans Arps Berger de nuages, 1953
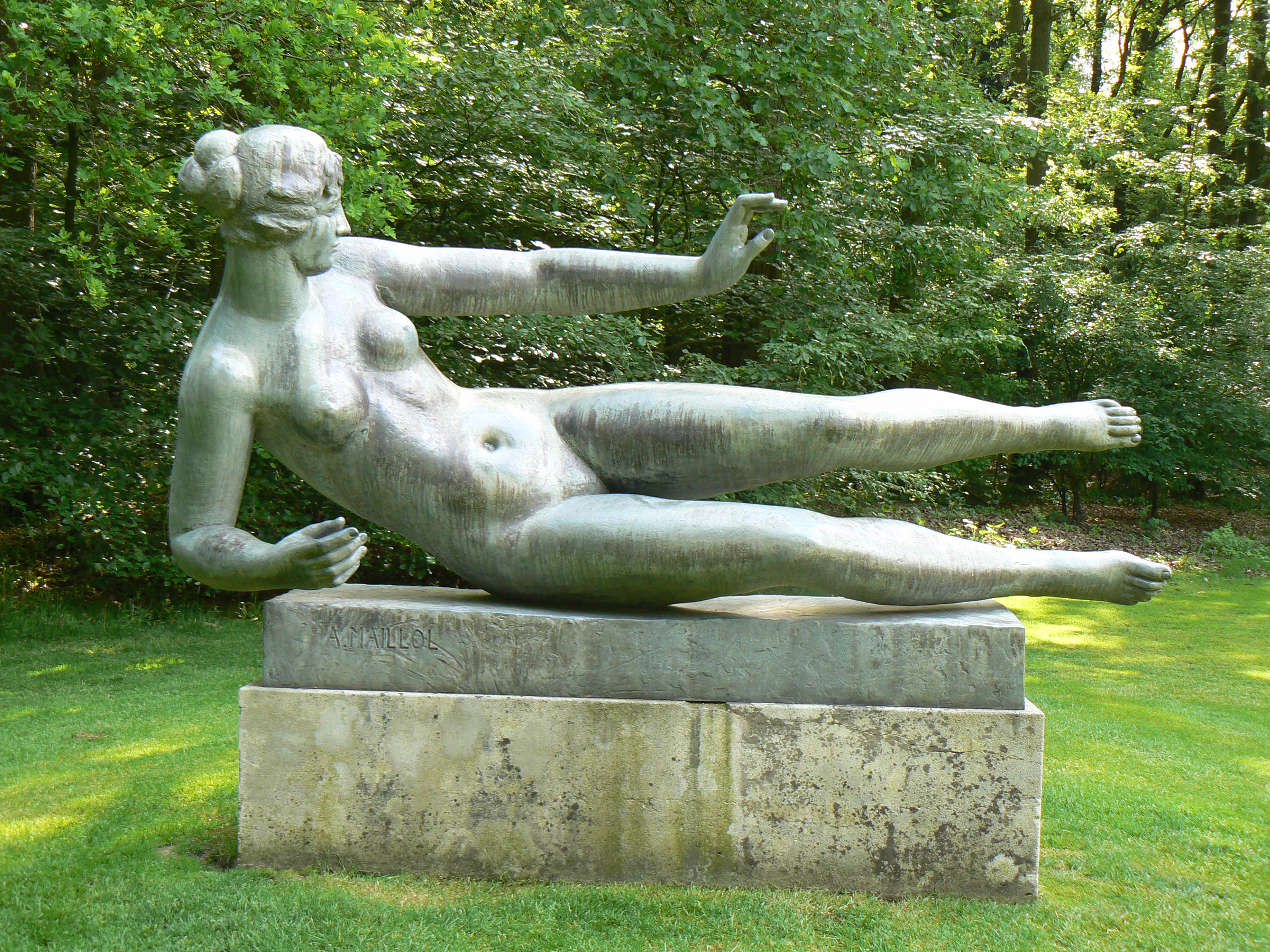
Aristide Maillols L'Air, 1939
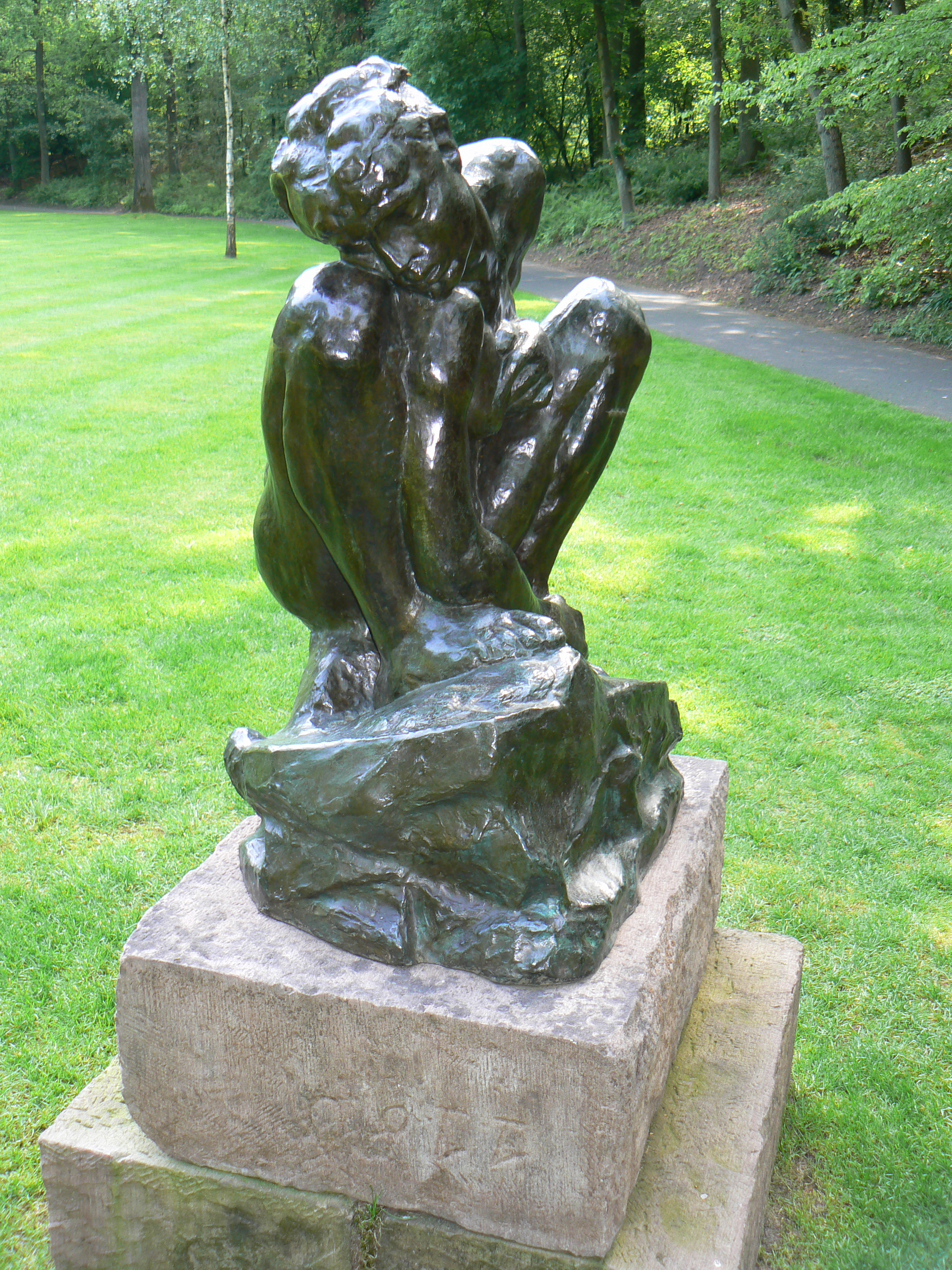
Auguste Rodins Femme accroupie, 1882
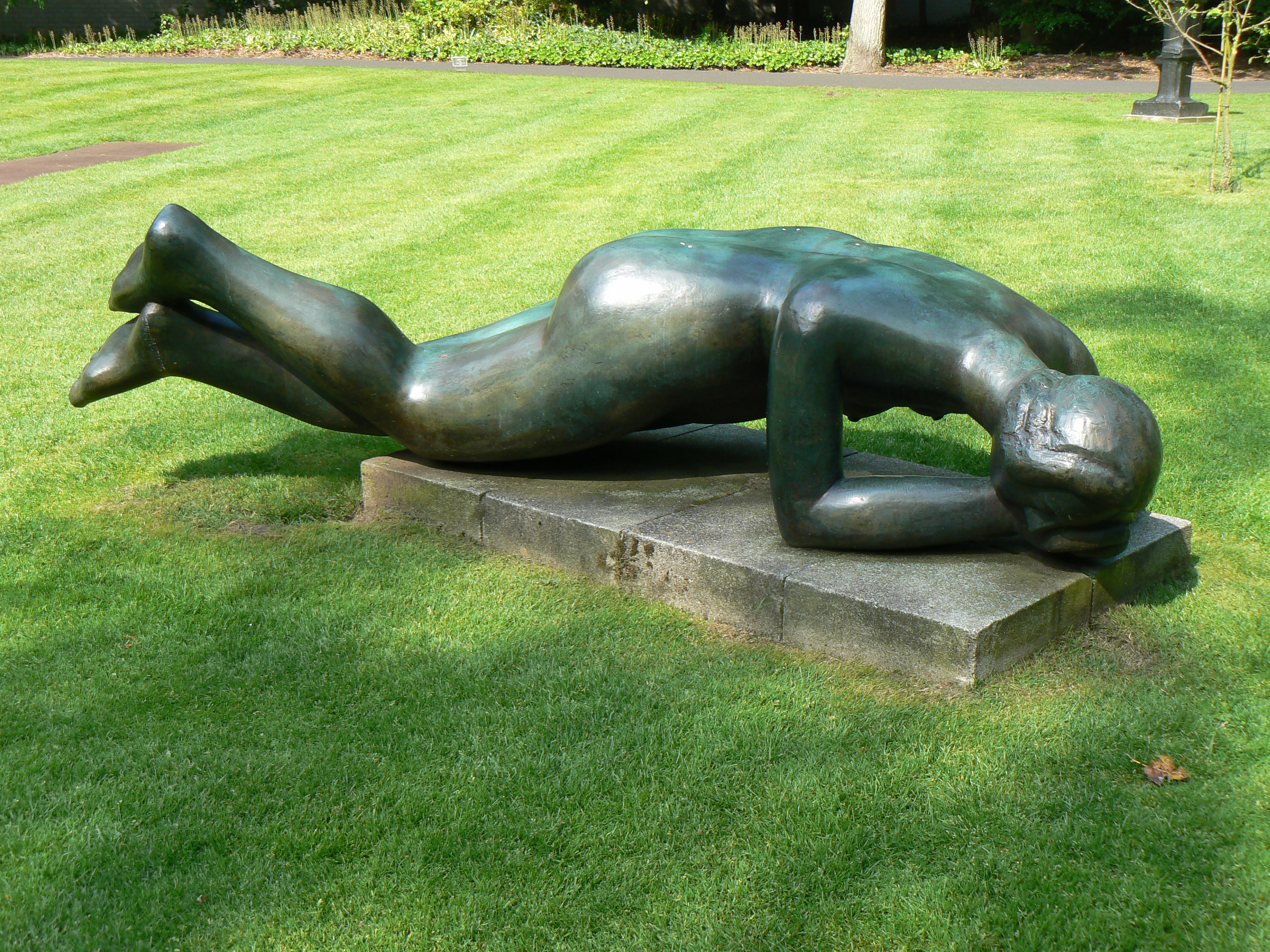
Constant Permekes Niobe, 1951

#### Rietveldpaviljongen

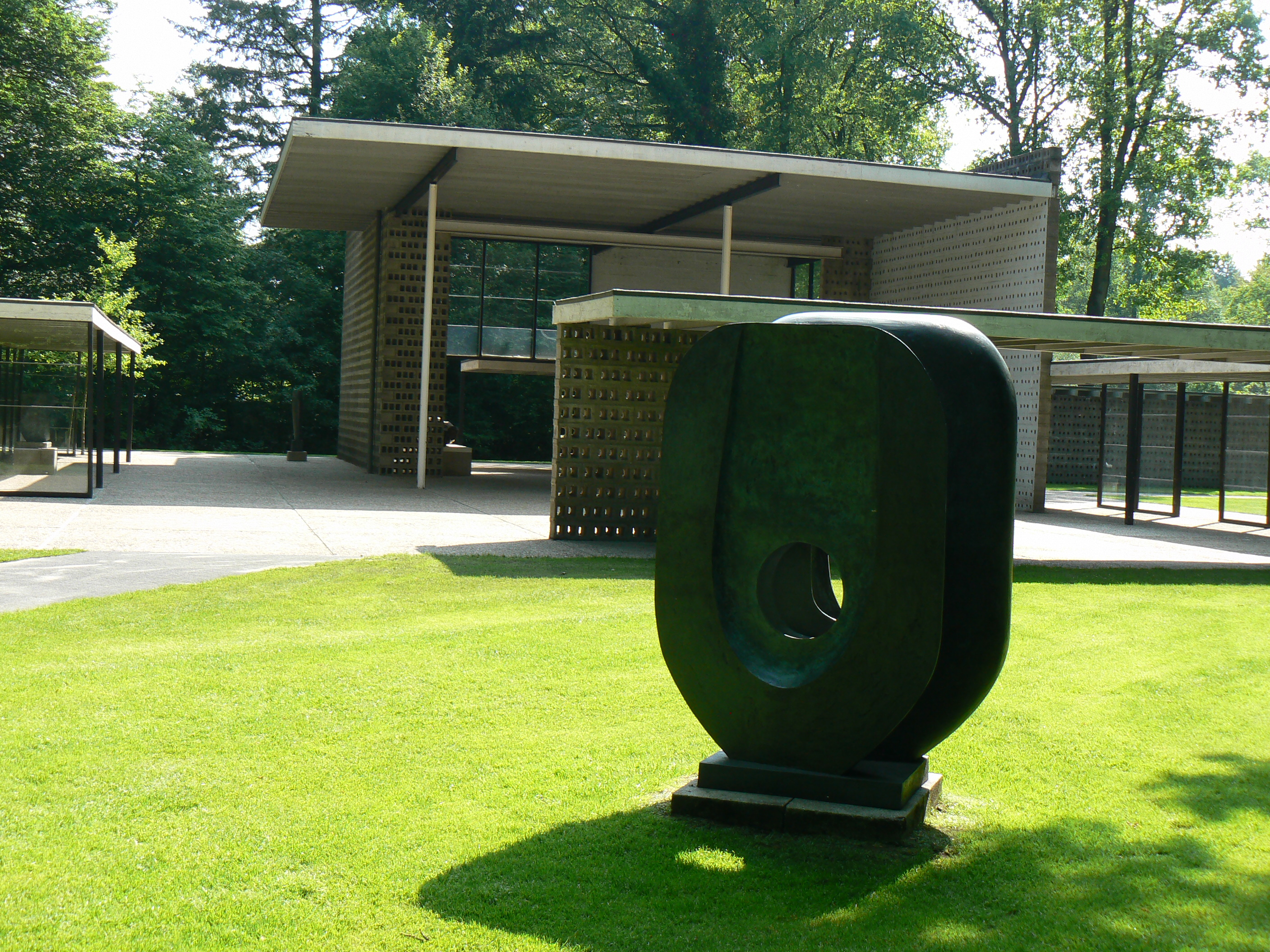
Gerrit Rietvelds paviljong, 1964-1965
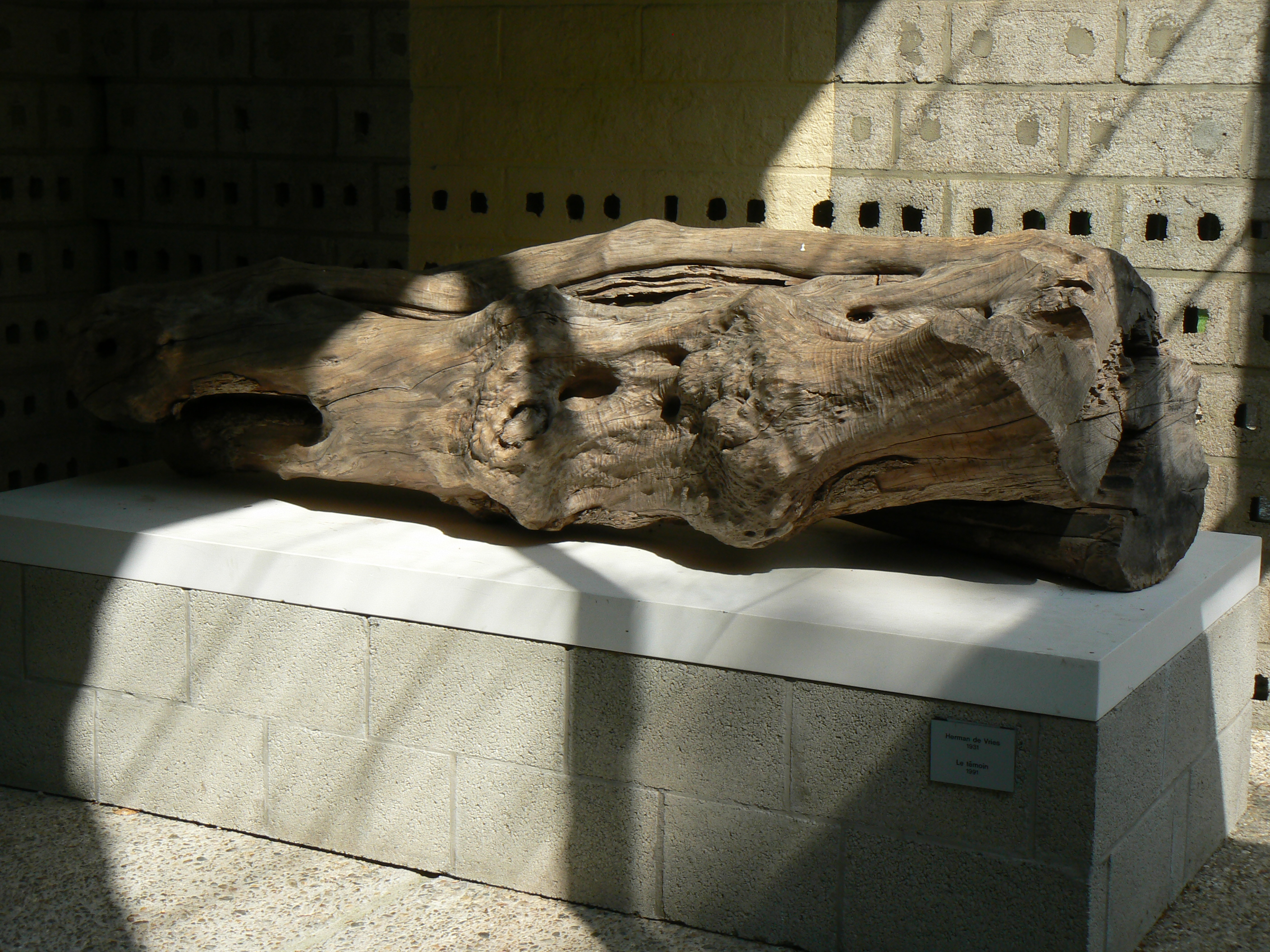
Herman de Vries  Le témoin, 1991
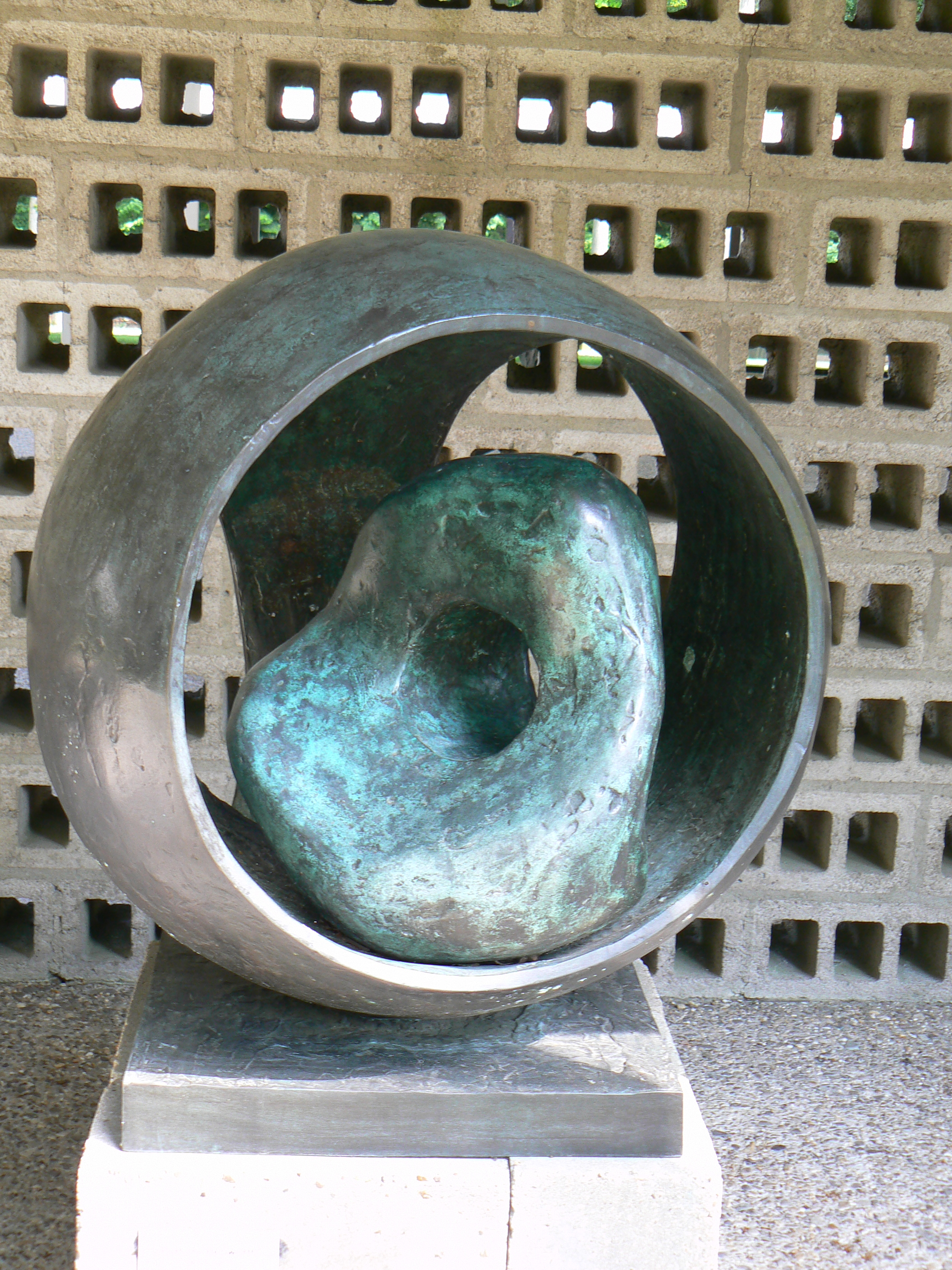
Barbara Hepworths Sphere with an inner form
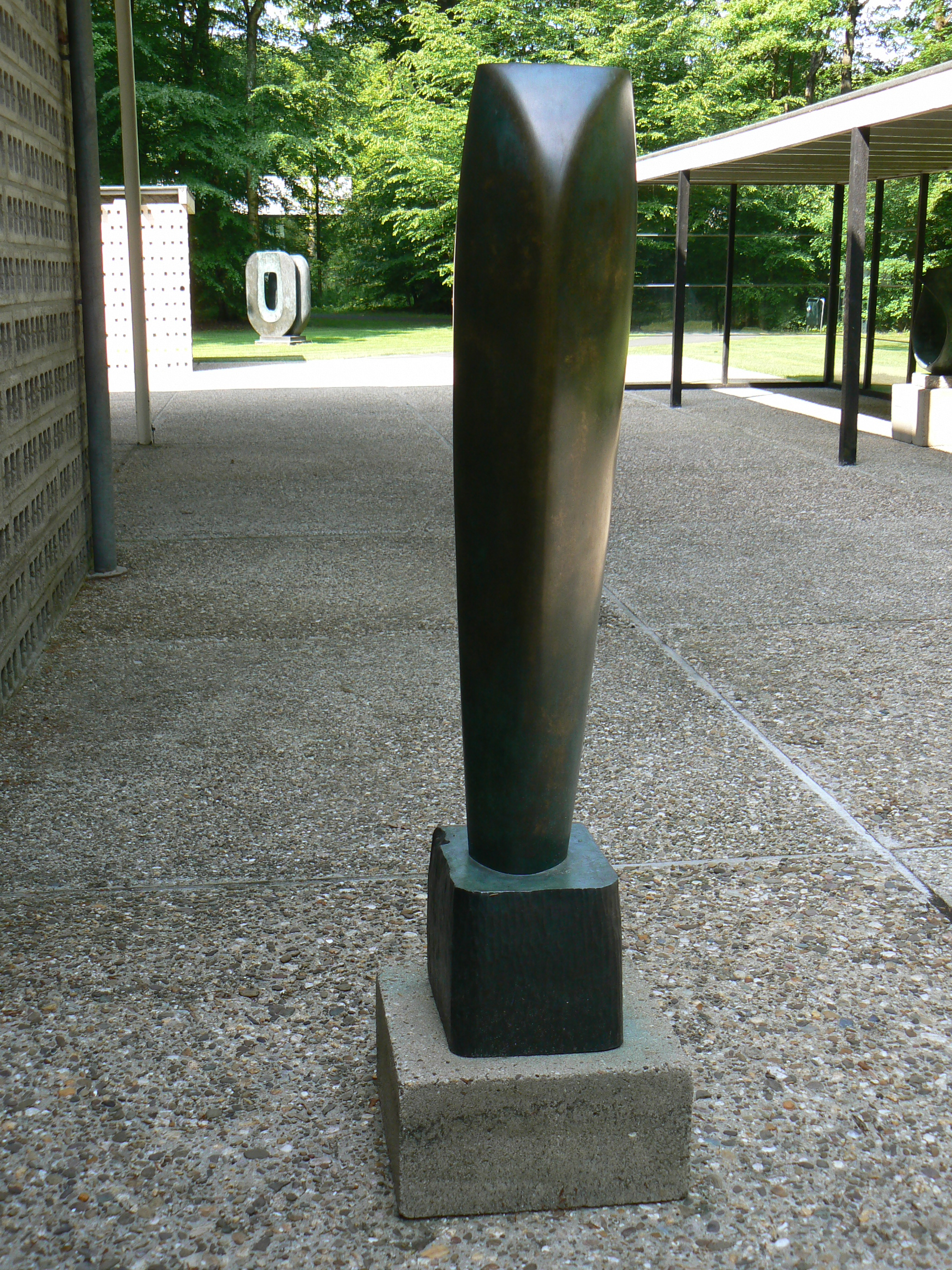
Barbara Hepworths Single form
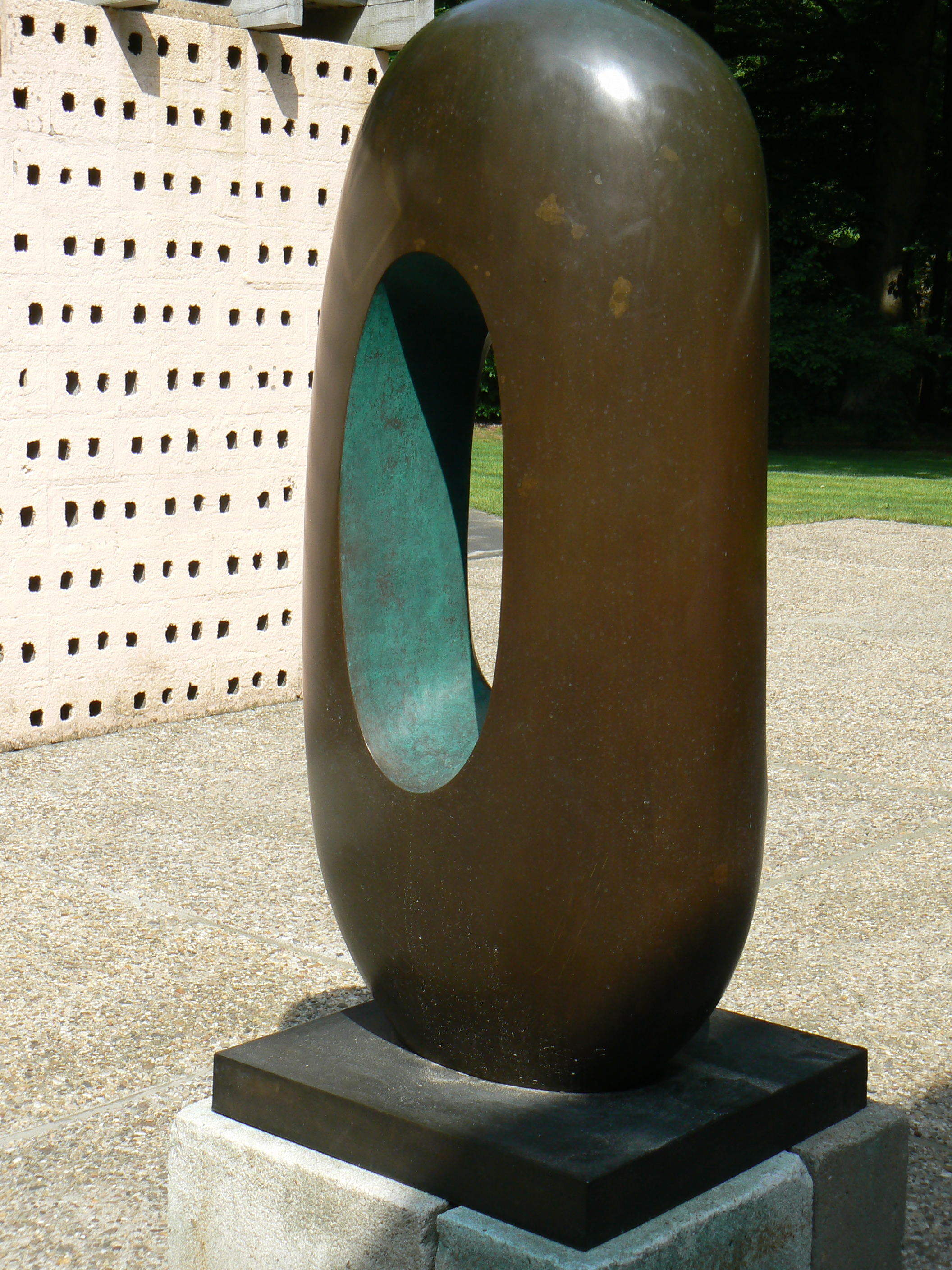
Barbara Hepworhs Elegy III
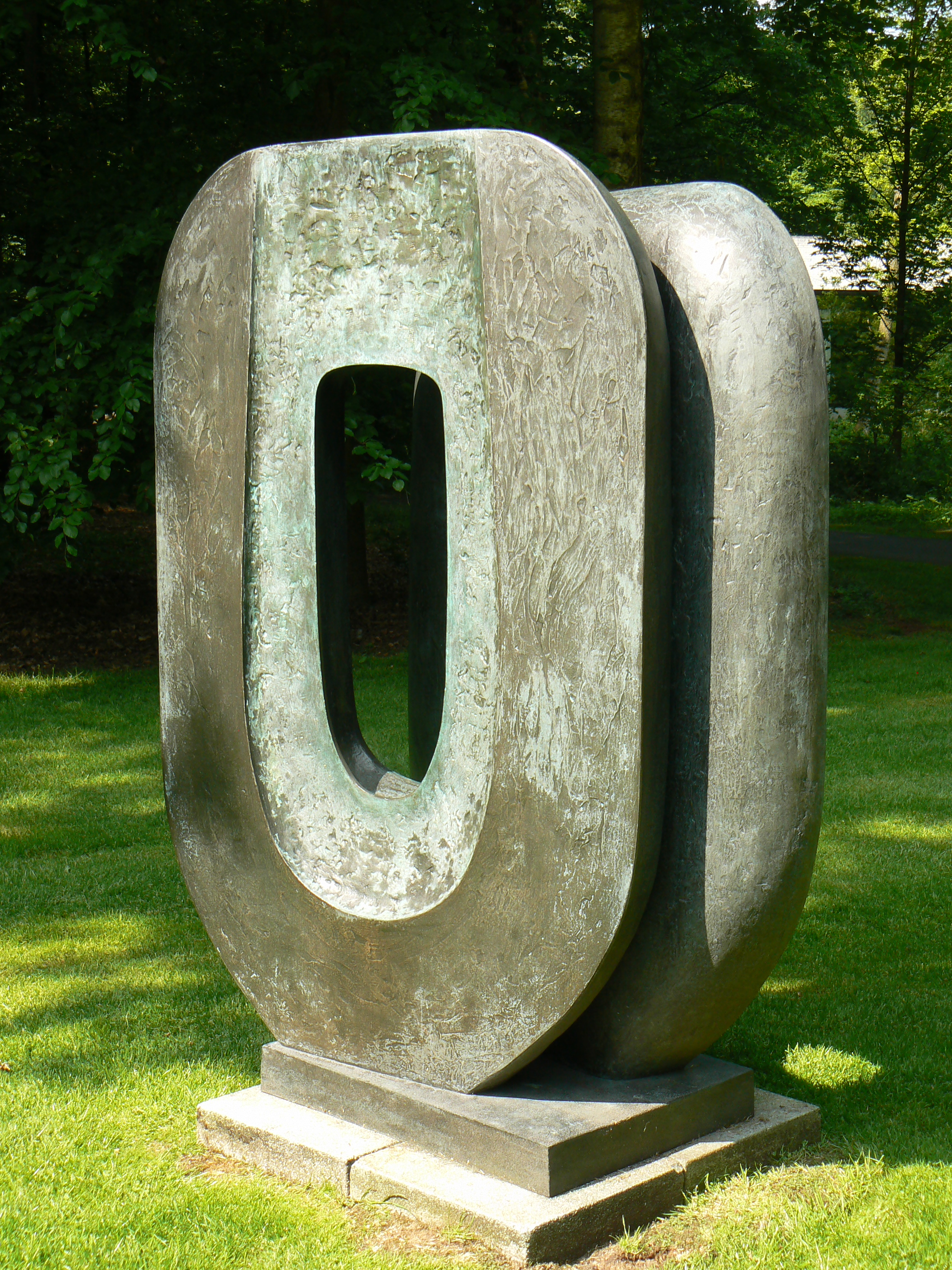
Barbara Hepwoths Dual form
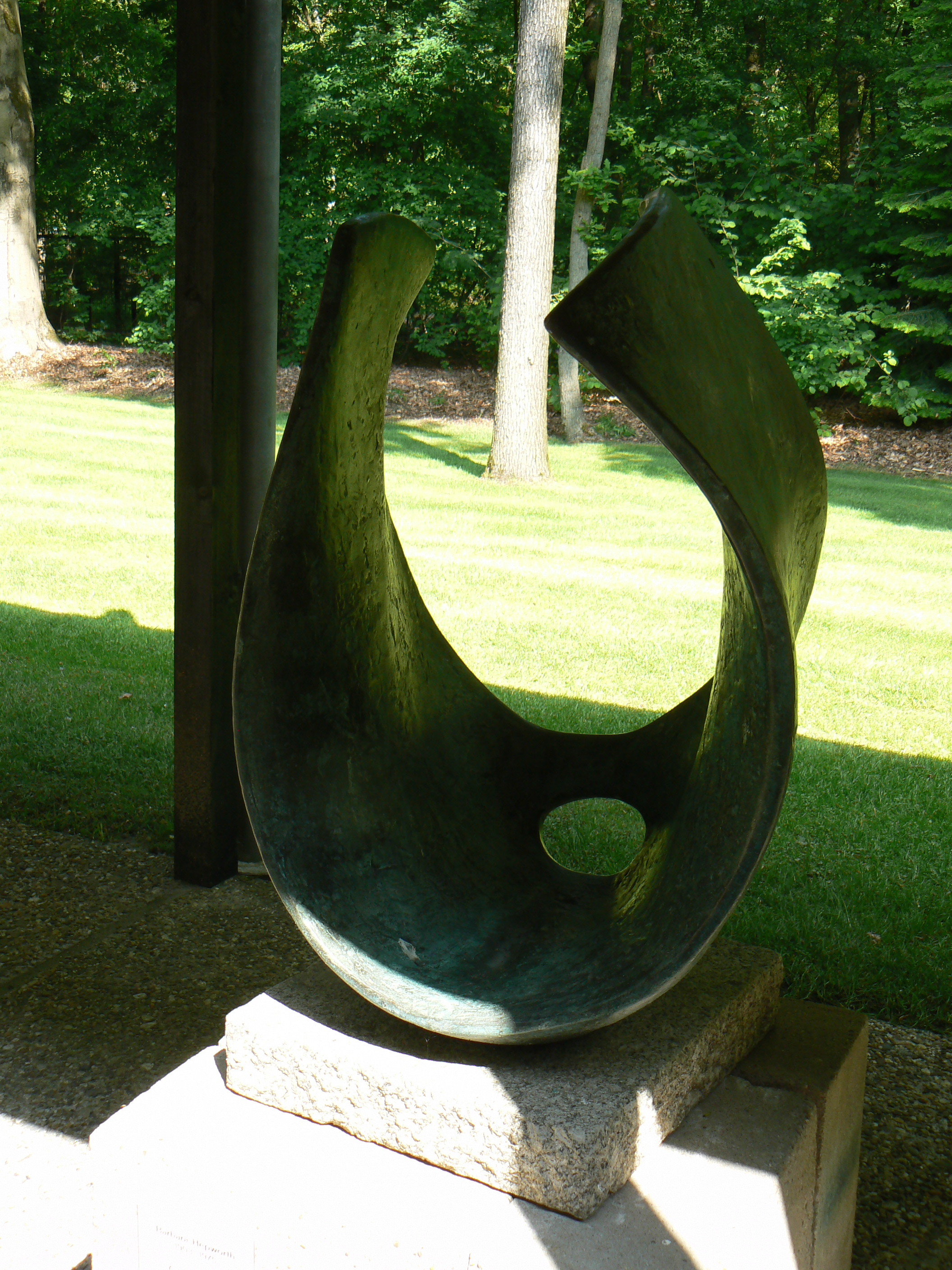
Barbara Hepworths Curved form
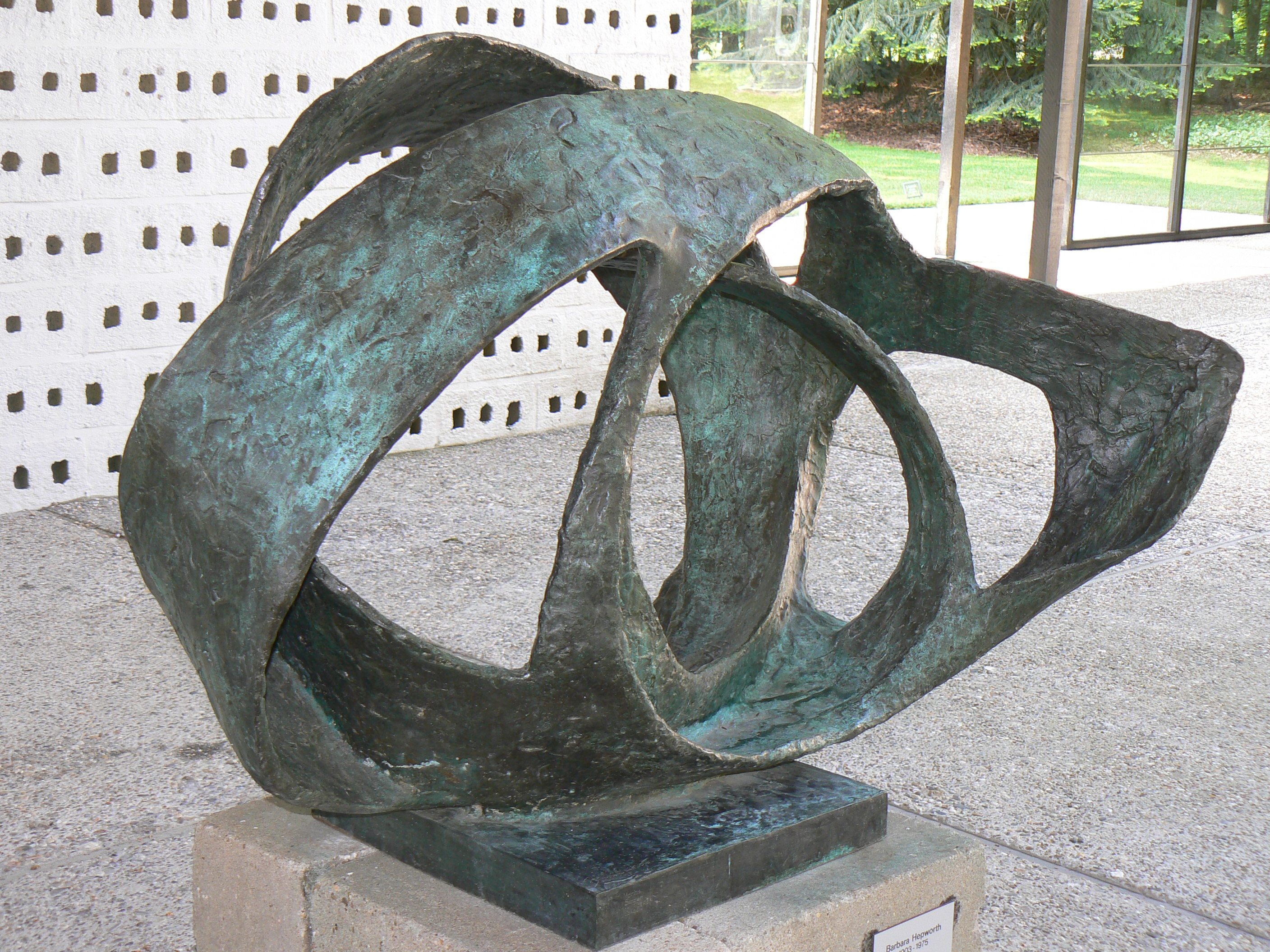
Barbara Heepworths Oval form
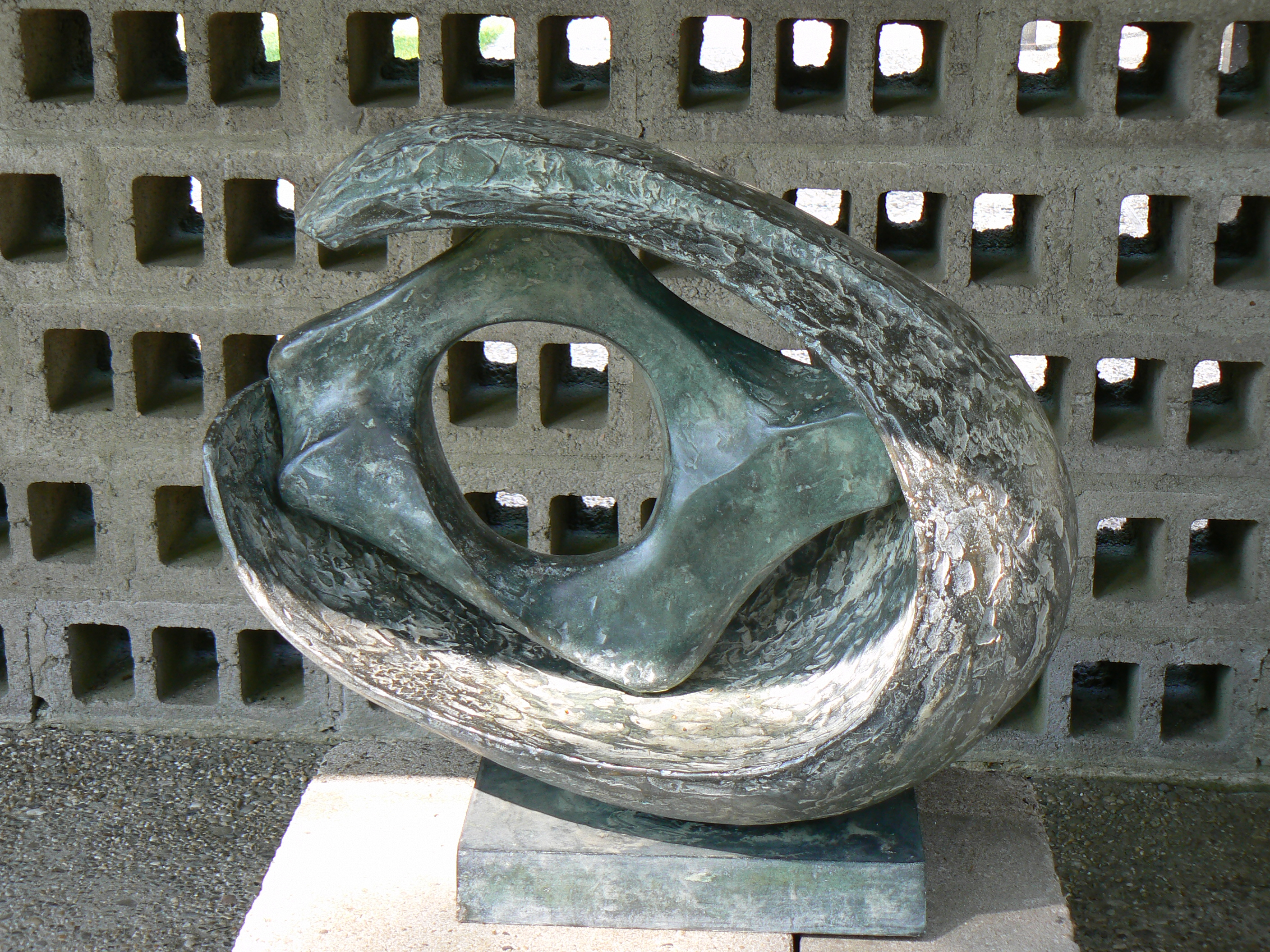
Barbara Hepworths Curved form with inner form

### Entrépartiet

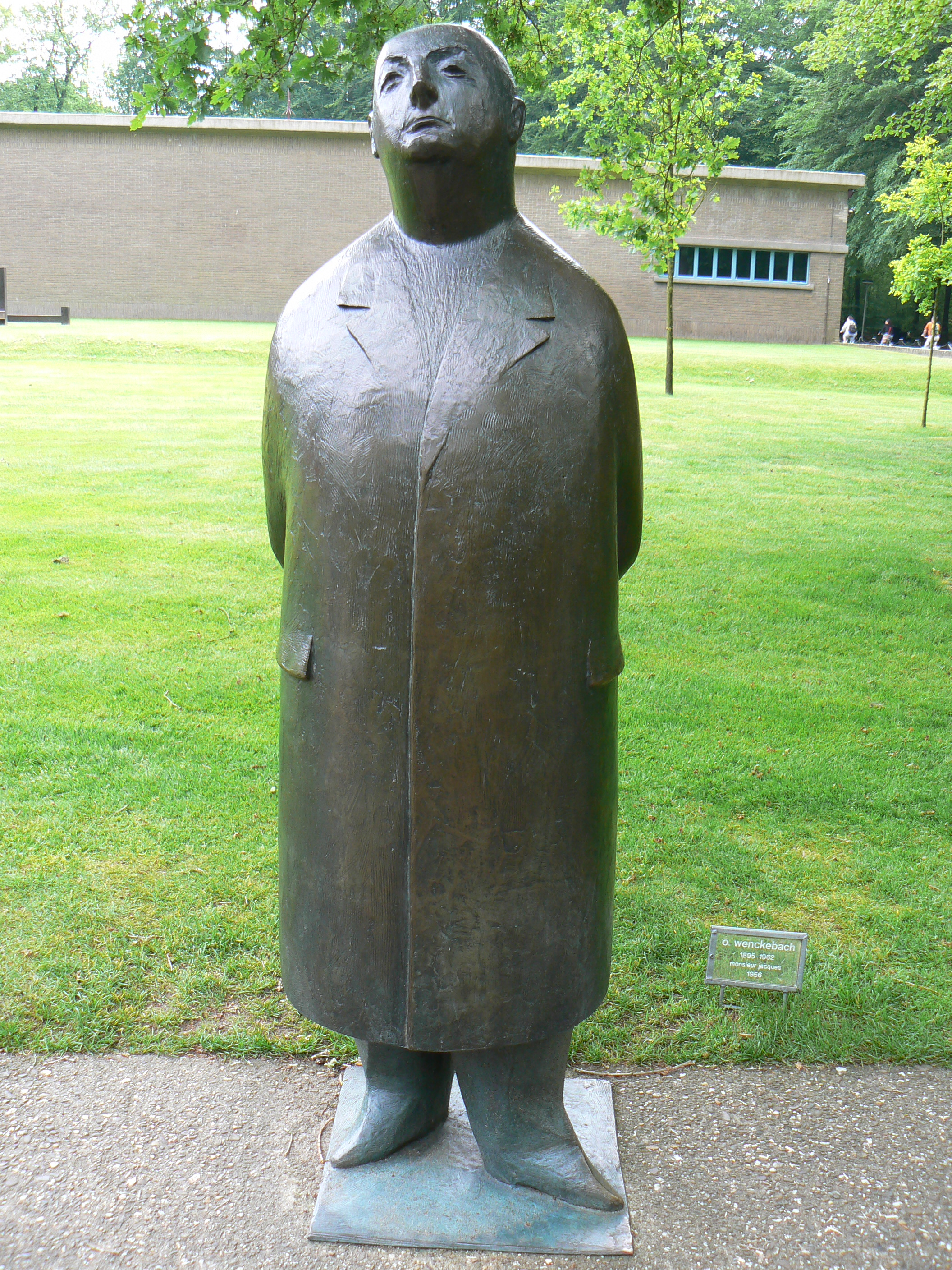
Oswald Wenckebachs Monsieur Jacques, 1955
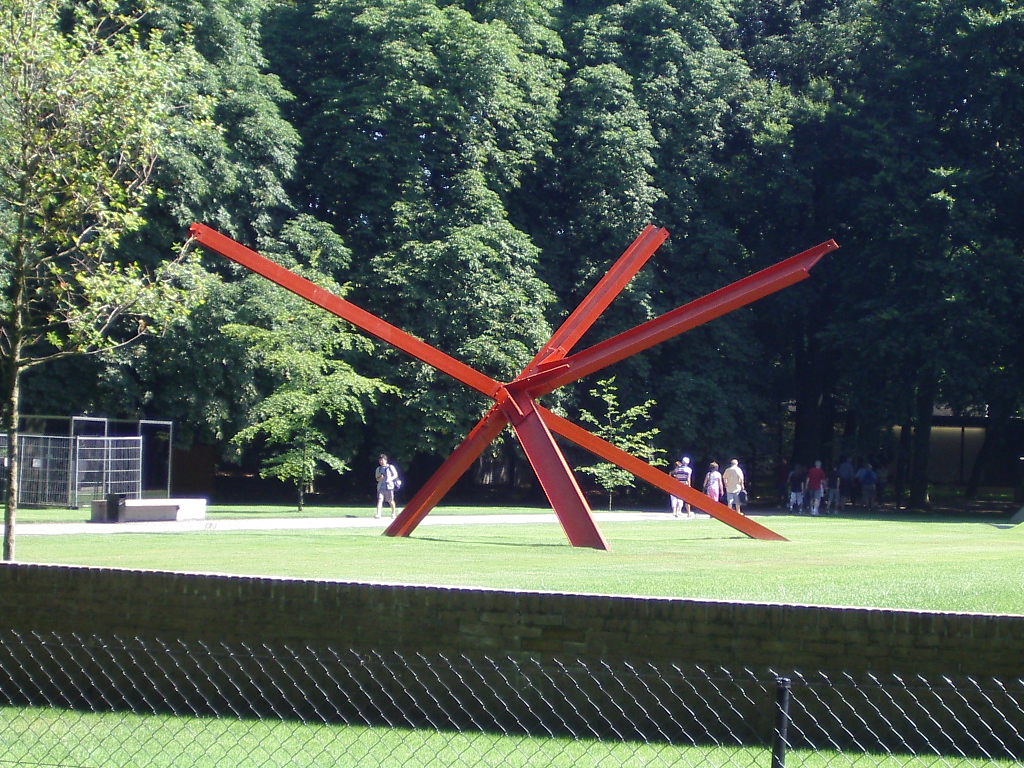
Mark di Suveros K-piece, 1972
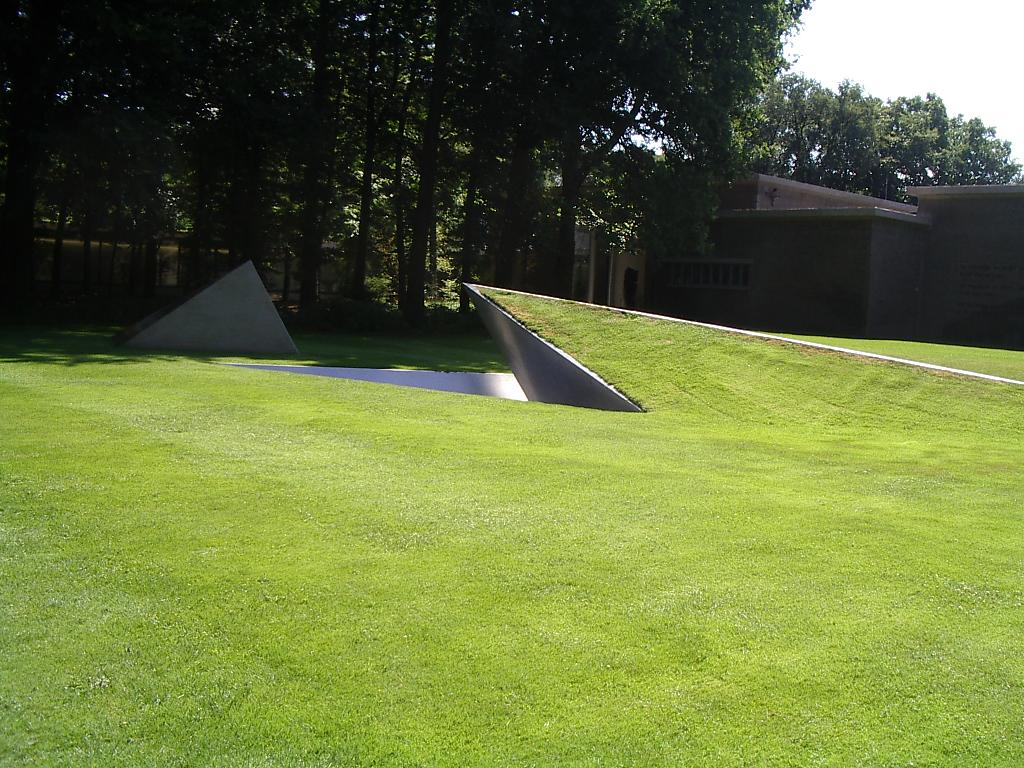
Piet Slegers Landschaps-Zonneproject, 1979
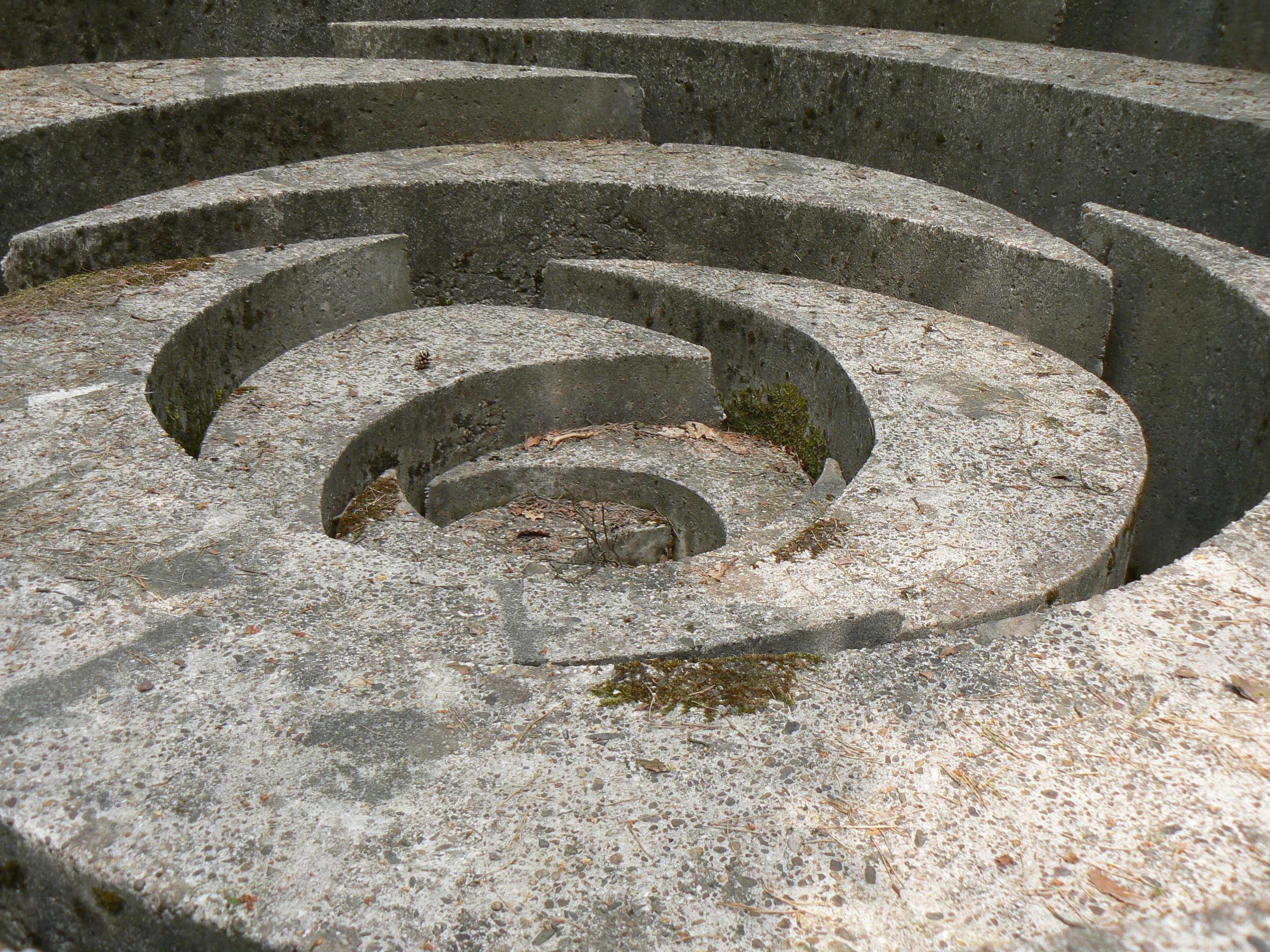
Sjoerd Buismans Phyllotaxis
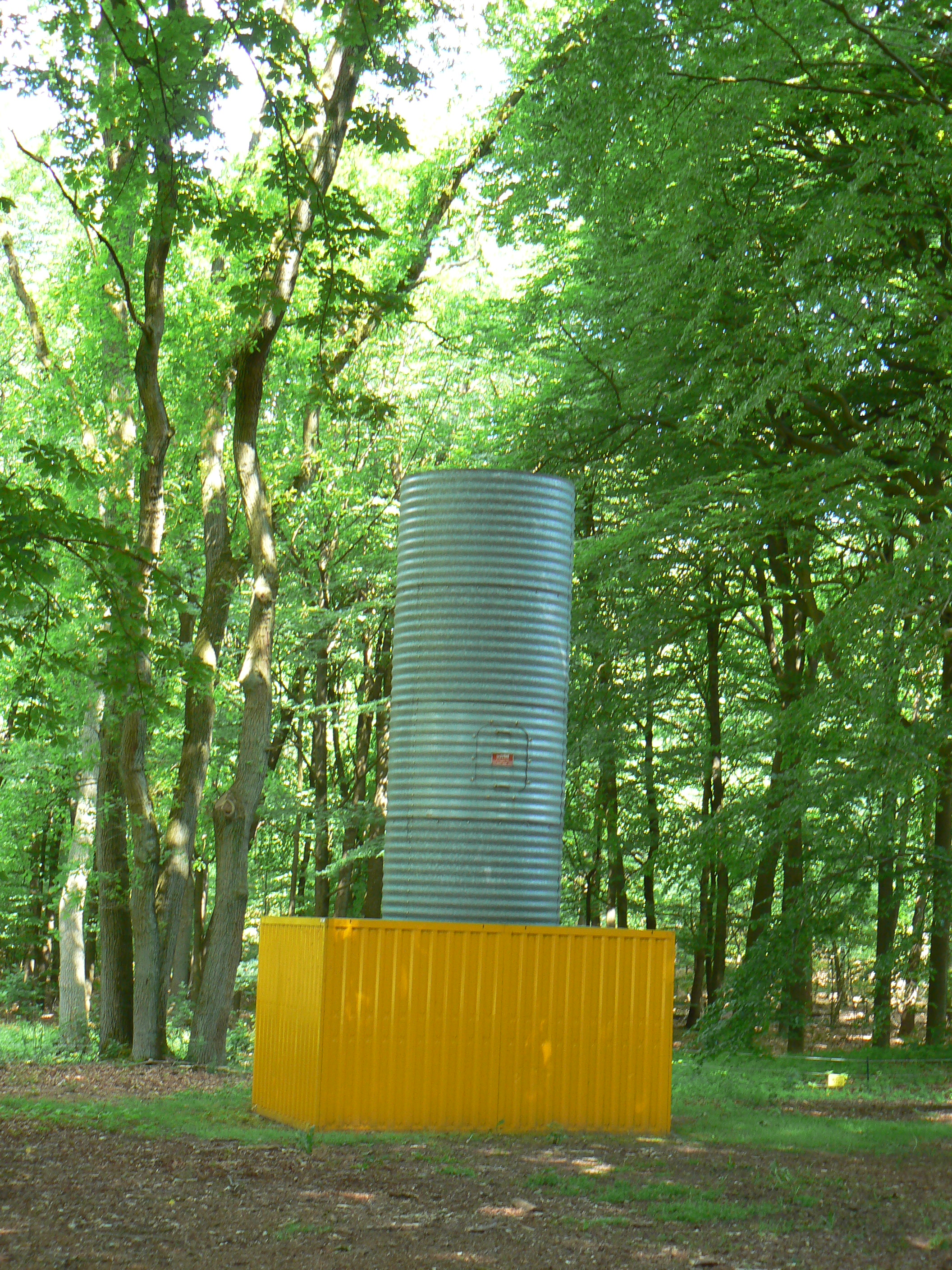
Bertrand Laviers Privé sur mobi, 1986
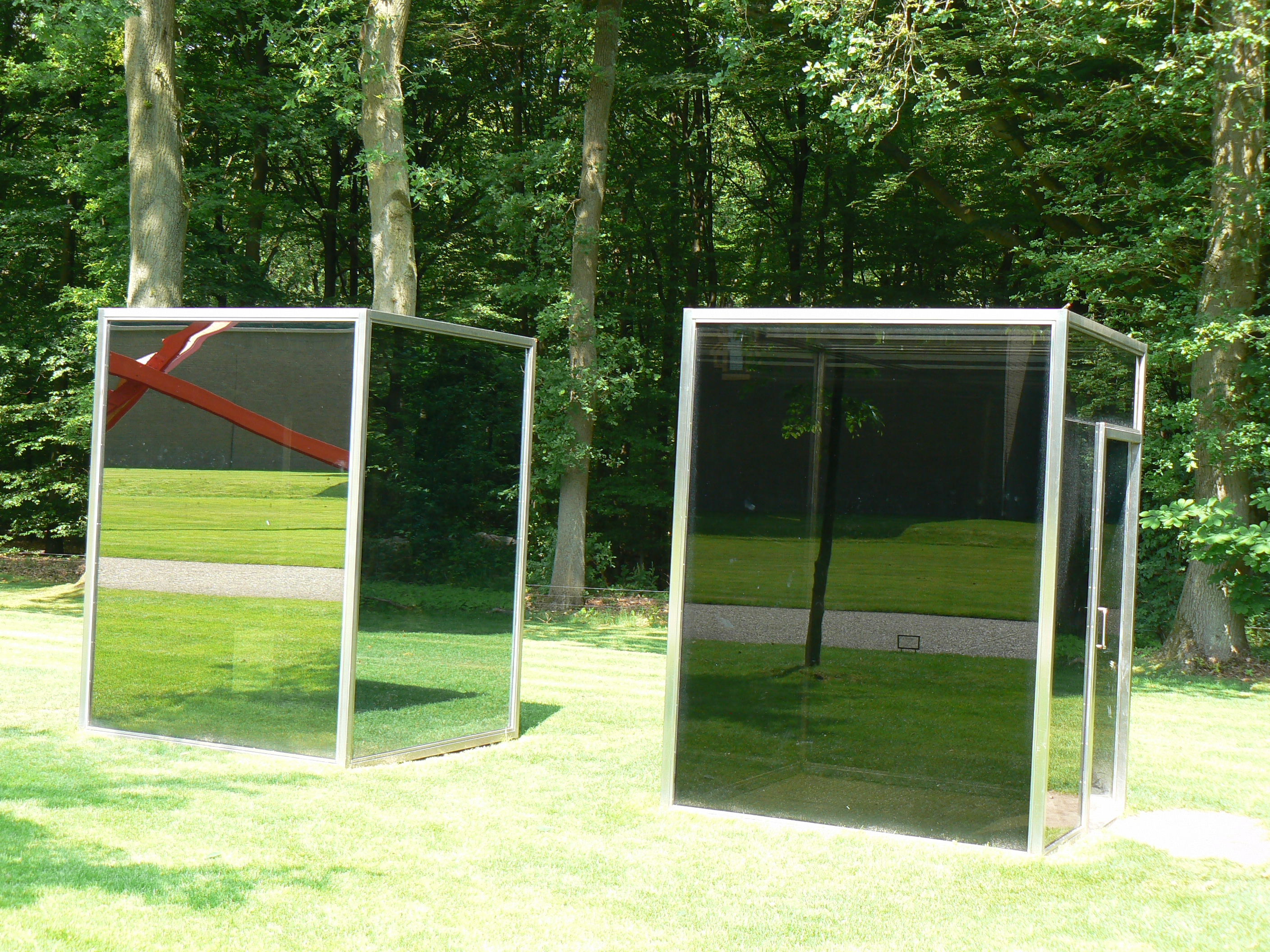
Dan Grahams Two adjacent pavilions, 1978-2001
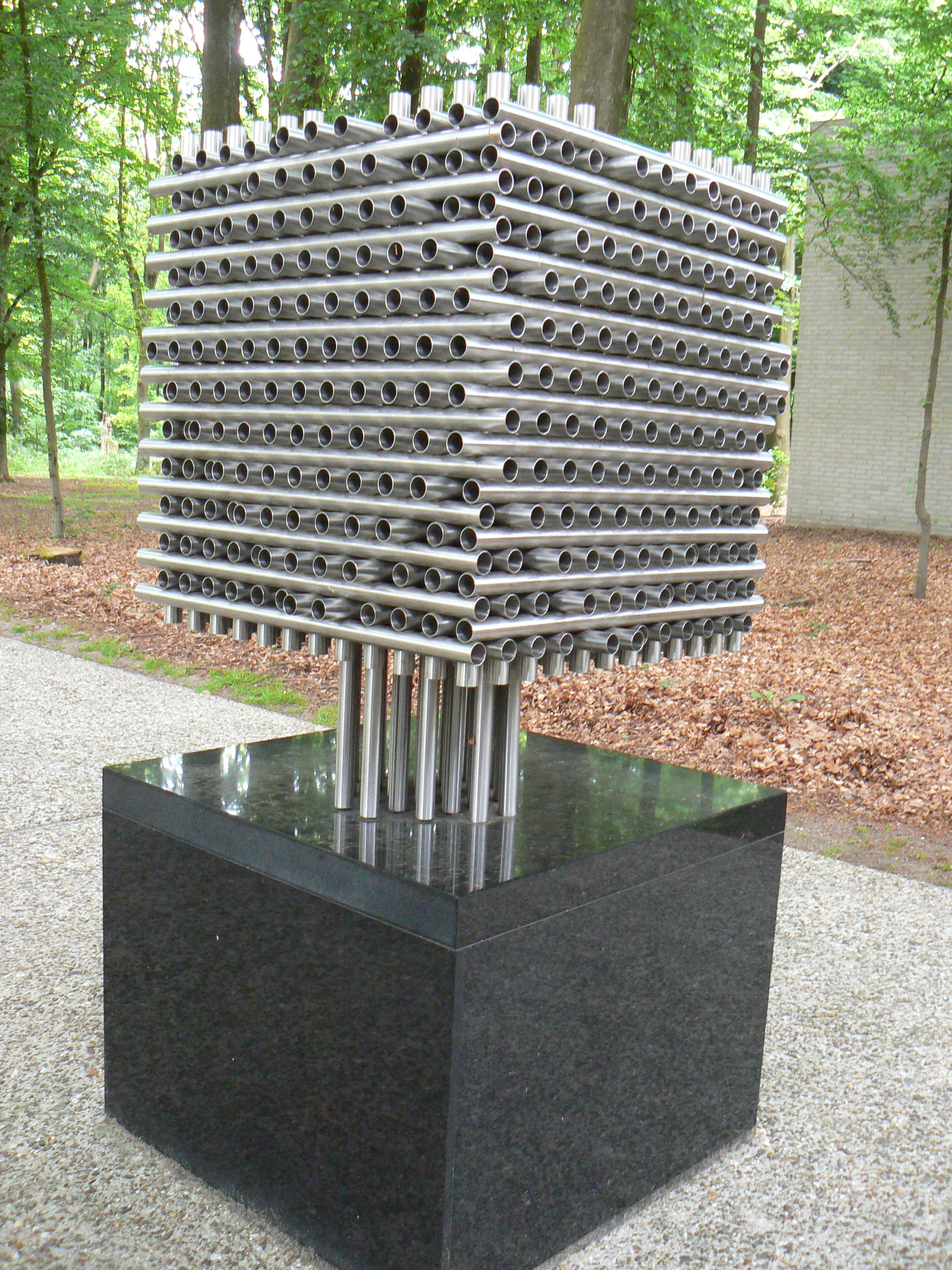
André Voltens Kubische constructie, 1968
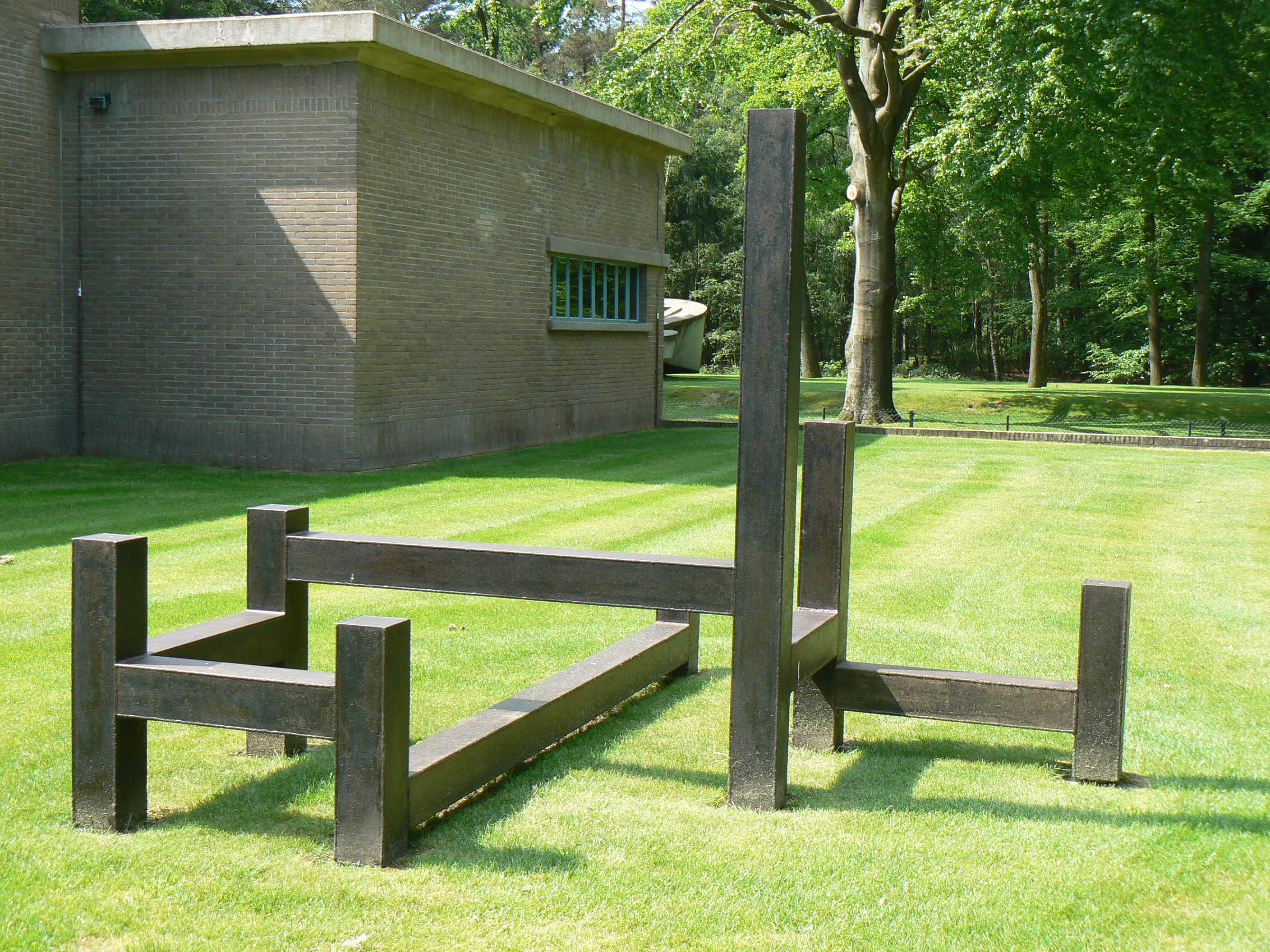
Carel Vissers Grote Auschwitz, 1967
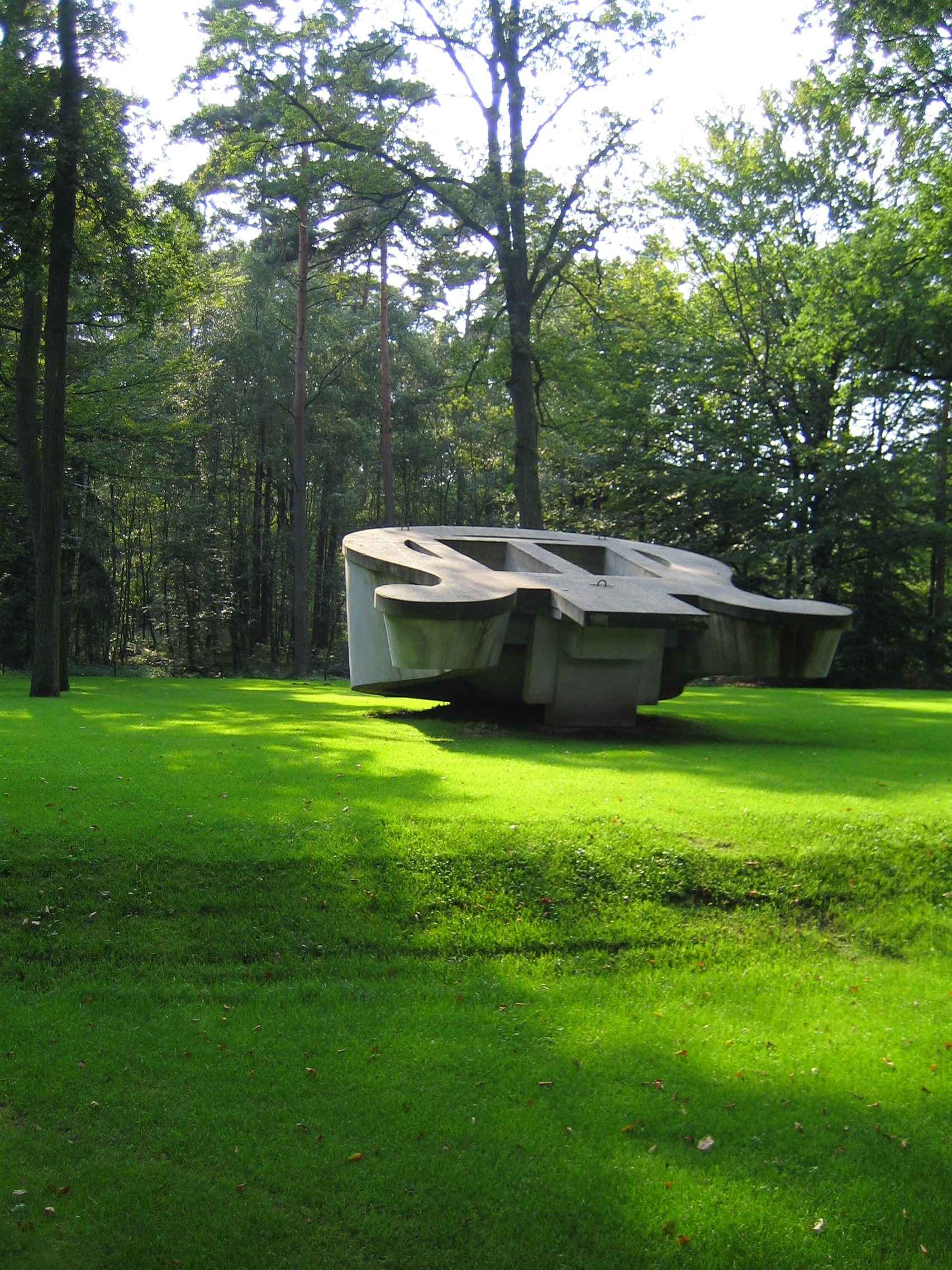
Huang Yong Pings The overturned tomb, 1994